# Dueñas
Dueñas es un municipio y localidad española de la provincia de Palencia, en la comunidad autónoma de Castilla y León. Cuenta con una población de 2584 habitantes (INE 2024).
Ostenta el título de Conjunto Histórico-Artístico desde el 6 de julio de 1967, así como el título de Ciudad y el tratamiento de Excelentísimo a su ayuntamiento desde el 3 de agosto de 1928. Estos reconocimientos fueron otorgados por el monarca Alfonso XIII, alegando como motivo "el creciente desarrollo de su agricultura, industria y comercio, y por su constante adhesión a la Monarquía". Sin duda, los importantes acontecimientos históricos desarrollados en esta villa y la cantidad y calidad de sus manifestaciones artísticas, sin olvidar sus construcciones populares típicamente castellanas y las construcciones subterráneas de cuevas y bodegas, la hicieron merecedora de esas denominaciones.
Aunque en su término se localizan diversos yacimientos arqueológicos de diferentes periodos históricos (prehistóricos, celtibéricos, romanos y visigodos), la villa fue repoblada por Alfonso III el Magno a finales del siglo IX d. C. como una plaza fortificada en uno de los principales vados del río Pisuerga en la línea defensiva del Duero medio.  
Su importancia e influencia se debe a su estratégica posición como cruce de caminos y lugar de paso constante de la itinerante corte castellana en pleno camino real de Burgos. Y, así, durante gran parte del medievo fue una villa realenga, perteneciente al patrimonio real, donde éste contaba con diferentes propiedades (palacio, bodega, monte, etc.), siendo cedida su tenencia ocasionalmente a algunos de los linajes aristocráticos más importantes, en especial, los Castro.  
Paradójicamente, a pesar de su importancia en época medieval, sus años de máximo esplendor tuvieron lugar cuando se señorializó en el siglo XV al ser cedida por Juan II a los Acuña, condes de Buendía, quienes establecieron en ella la cabeza de sus estados señoriales, convirtiéndose en sede de importantes acontecimientos históricos. Ante su señorialización, la villa presentó una tenaz resistencia antiseñorial, aunque conservó dicho estatus a lo largo de todo el Antiguo Régimen, hasta su abolición gracias a las medidas liberales del siglo XIX, constituyéndose como ayuntamiento constitucional en 1835. 
En las últimas décadas, a pesar de su ubicación junto a algunas de las principales vías de comunicación y una limitada industrialización, se ha agudizado la crisis económica y demográfica que afecta a todo el interior peninsular desde el siglo XVII y, en especial, desde el éxodo rural que sufre España desde la década de 1960, cayendo por debajo de los 3.000 habitantes desde 2008. Pese a ello se trata todavía del séptimo municipio más poblado de la provincia palentina.

## Geografía
La localidad de Dueñas se encuentra enclavada en la frontera entre las comarcas naturales de Tierra de Campos y El Cerrato, a la que pertenece, en el sur de la provincia de Palencia, limítrofe ya con Valladolid. Se encuentra situada entre ambas capitales, tan solo a 17 kilómetros de Palencia y a 33 kilómetros de Valladolid. 
El término municipal está atravesado por la autovía de Castilla (A-62) entre los pK 88 y 100, además de por las carreteras provinciales P-102, que comunica con Valoria la Buena, P-110, que comunica con Cevico de la Torre, y P-903, que se dirige hacia Ampudia. 
El relieve del municipio cuenta con los valles de los ríos Carrión y Pisuerga, y los páramos y oteros dispersos propios de la comarca de El Cerrato. El pueblo se asienta en las faldas de un cerro conocido como "Pico de El Castillo" por la existencia en su cima (852 metros) de una fortaleza desaparecida en el siglo XIX, cuando sus piedras fueron utilizadas en la construcción del Canal de Castilla. La altitud oscila entre los 871 metros en el cerro cercano al pueblo y los 700 metros a orillas del Pisuerga. La localidad se alza a 727 metros sobre el nivel del mar. 
| Noroeste: Palencia                                                                     | Norte: Palencia y Villamuriel de Cerrato                                  | Noreste: Venta de Baños     |
| Oeste: Santa Cecilia del Alcor y Quintanilla de Trigueros (Valladolid)                 |                                                                           | Este: Tariego de Cerrato    |
| Suroeste: Quintanilla de Trigueros (Valladolid) y Cubillas de Santa Marta (Valladolid) | Sur: Cubillas de Santa Marta (Valladolid) y Valoria la Buena (Valladolid) | Sureste: Cevico de la Torre |

### Hidrología
Dentro de su término municipal se produce la confluencia de los dos ríos principales de Palencia, el Carrión y el Pisuerga (afluente del Duero), dominando el amplio valle formado por este río durante el Cenozoico o Era Terciaria. Se constituye como un característico valle en artesa rodeado de páramos y cerros que han sobrevivido a la erosión al ser de un material más resistente, la caliza, frente a los suelos arcillosos. Cuanta también con varios arroyos, entre los que cabe destacar el arroyo de Valdesanjuán, ya que atraviesa el casco urbano y servía de foso natural de la muralla en época medieval. Encauzado en 1964 tras la riada de 1958 cuenta con varios puentes que permiten el acceso al casco histórico como el que se encontraba frente a la principal puerta de la muralla, conocido como "puente de la Villa".

### Clima
Responde a un clima mediterráneo continental, caracterizado por inviernos largos y fríos, veranos cortos y cálidos, así como un fuerte contraste entre la temperatura durante el día y la noche. Por ello, la vegetación de su monte, conocido como Monte de la Villa y situado en las estribaciones de los Montes Torozos, con una extensión de 2714 hectáreas y enclavado en las estribaciones de los Montes Torozos, cuenta con encinas, quejigos y robles y con una fauna eminentemente cinegética formada por conejos, liebres, perdices y jabalíes. Estos montes no solo eran utilizados para la caza y la extracción de leña y madera a través del sorteo de los tajones en que se dividía, sino que también servía de resguardo y alimento de la importante cabaña ganadera, pues existió también una importante actividad pastoril. Por su parte, los amplios valles fluviales, de gran fertilidad, actualmente están dedicados casi exclusivamente a la producción cerealista, característica de la Tierra de Campos, especialmente trigo y cebada. Sin embargo, hasta fechas recientes tuvo una gran importancia la producción vitivinícola, con grandes extensiones de viñedo, así como hortícola, con productos de cierta calidad como la patata, el pimiento, el tomate e, incluso, árboles frutales como peras, ciruelas, moreras, etc.

### Comunicaciones
El Camino Real de Burgos y la autovía A62
La ubicación de la localidad se trata de un emplazamiento estratégico que controla el paso de un vado del Pisuerga, por lo que históricamente domina importantes vías de comunicación tal y como refleja ya Juan Villuga en su Repertorio de todos los caminos de España publicado en 1546 (mapa de Gonzalo Menéndez Pidal). Se asienta, así, en el trazado de la antigua Calzada o Camino Real de Burgos, que dio lugar a la N-620 que unía Burgos con Portugal hasta su desdoblamiento en 1987 en la actual A-62 o Autovía de Castilla (salida 92 dirección Portugal y salida 96 dirección Burgos). Esta Autovía forma parte de la Red de Carreteras Europeas E-80, que empieza en Lisboa (Portugal) y termina en Gürbulak (Turquía), en la frontera con Irán. Forma parte también de un importante eje de comunicación dentro del corredor internacional Lisboa-Estocolmo. Constituía un paso obligado para, desde Valladolid, dirigirse tanto hacia Burgos, Aragón y Navarra, enlazando así con el resto de Europa, como hacia León y Galicia. A media jornada de Valladolid, no era tan solo un lugar de paso, sino que se solía comer o pernoctar en Dueñas o en alguna de las ventas próximas a la localidad. Asimismo, tenía su origen en esta villa un Camino Real de Aragón que sirvió en 1469 a Fernando el Católico para llegar a esta localidad antes de su enlace matrimonial con su prima Isabel en Valladolid, pero que resulta menos conocido que el Camino Real de Aragón que llegaba hasta Valladolid por la margen derecha del río Duero.
Los puentes sobre los ríos Pisuerga y Carrión

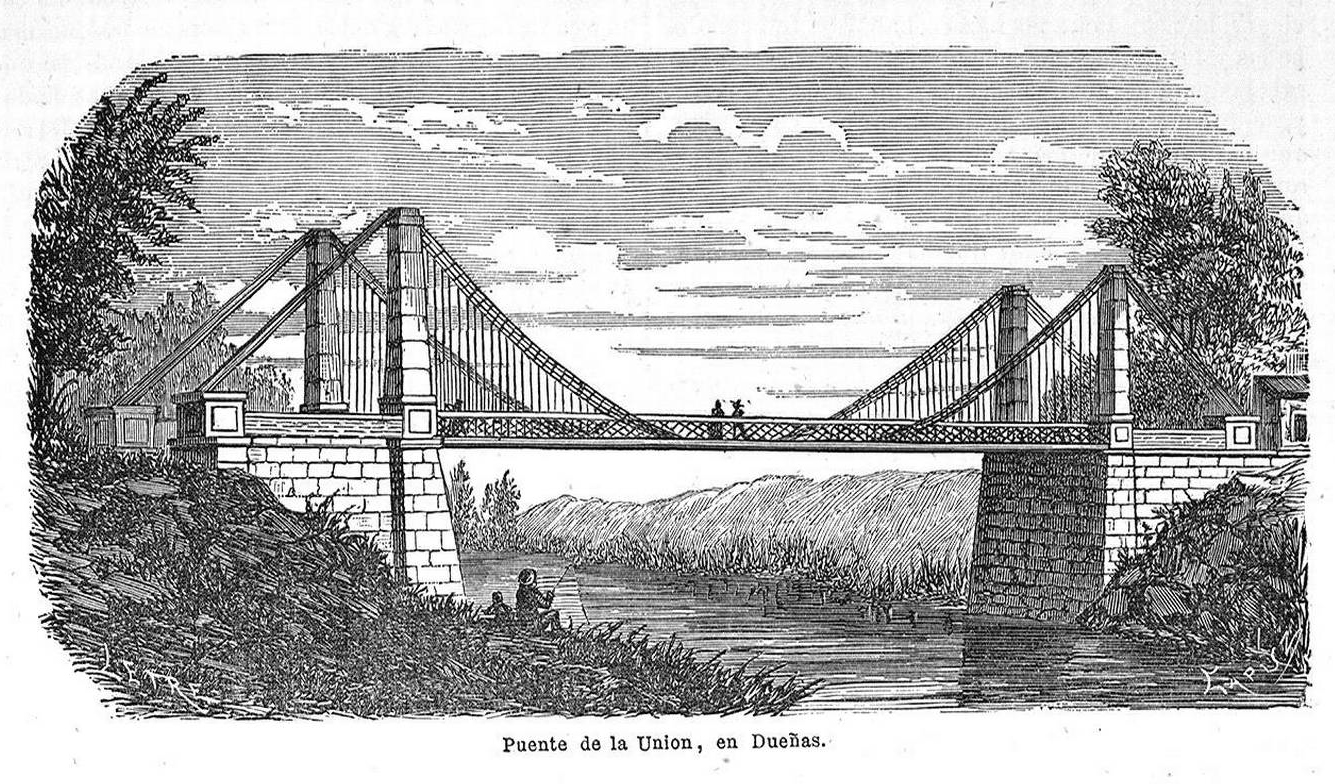
El puente colgante de Dueñas, construido en 1845

A principios del siglo XVIII, a consecuencia de un proceso geológico de carácter natural de abandono de meandros, se produjo el desvío del río Pisuerga a su paso por la localidad. Originalmente, el río discurría justo por debajo del cerro sobre el que asienta la localidad, en lo que actualmente se conoce como el "Charco Gallego". Sin embargo, debido a la paulatina erosión de la llanura de inundación, acabó por crearse un nuevo brazo, conviviendo ambos brazos a lo largo de todo el siglo XVIII. A principios del siglo XIX, tras quedar seca la antigua madre del río, tan sólo quedó el nuevo brazo, alejándose y desviándose así el cauce hacia el este.
Para salvar ambos brazos del río, al antiguo puente "mayor" o "antiguo", de origen medieval, cuya construcción fue costeada por la propia villa durante el reinado de Enrique IV, se sumaba un nuevo puente en el nuevo brazo del río, conocido como el Tojanco por el término municipal en el que se levantaba, imprescindible para permitir el acceso de los agricultores a las tierras más fértiles de la vega. El antiguo puente contaba con seis arcos, con una pequeña torre fortificada en su primer arco de entrada, que alojaba en su interior la ermita de la Virgen de las Nieves, mientras que el nuevo había de contar con cuatro arcos, habiéndose construido tan solo uno en 1714 por el maestro de cantería Andrés Fernández, vecino de Villaumbrales.
Ambos puentes tuvieron que mantenerse operativos durante toda la centuria ilustrada, hasta que a principios del siglo XIX la antigua madre del río quedó completamente seca tal como describe Sebastián de Miñano y Bedoya Diccionario geográfico Estadístico en 1826 o como se puede observar en el mapa de Francisco Coello de 1852, señalando la ubicación del antiguo puente, ya desaparecido en esa fecha. Por ello, cuando se inició la construcción del Canal de Castilla en 1831, el antiguo puente mayor había quedado ya en desuso, al desaparecer el antiguo cauce, por lo que la Empresa del Canal recibió la autorización para su derribo, así como la de la Ermita de las Nieves sobre la puerta de muralla que se encontraba en el extremo de salida del puente. Esto provocó las quejas de los vecinos que, tras el derribo del puente viejo y la ruina del nuevo de Tojanco en 1795, tuvieron que servirse para vadear el Pisuerga de puentes provisionales de madera en verano y barcas en invierno durante medio siglo, entre 1795 y 1845. Dicho año, la Empresa del Canal construyó el puente de las Candelas, para salvar el Canal, y el puente colgante para salvar el Pisuerga (el más longevo de España, de 1845 a 1924), conocido como Puente de la Unión, aunque trasladando su ubicación a la que actualmente ocupa el puente de hormigón que salva el Pisuerga en el pago de La Vecilla o Avecilla, utilizado por la actual carretera provincial P-102 que une Dueñas con Valoria la Buena y Peñafiel. 
Por último, el Camino Real de Burgos, para atravesar el río Carrión contaba con un puente medieval, conocido como puente de San Isidro, formado por ocho ojos, los dos primeros de medio punto y el resto ojivales, y cuya jurisdicción era compartida por la villa y dicho monasterio. Actualmente, tampoco se conserva el puente histórico, pues el carril de la A-62 dirección Valladolid, ocupa el puente de piedra reformado por la antigua N-620 en 1914, formado por tres arcos escarzanos, habiendo sido ensanchado para adecuarlo a las cargas de tráfico de la autovía en la década de finales de 1980. En este punto, paralelo a los puentes de la autovía, transcurre también sobre el río Carrión el puente ferroviario de la Línea Imperial Madrid-Irún de 1854. 
Proyectos de reforma de puentes y calzadas (siglo XVIII)
Los continuos reparos necesarios de todos estos puentes y calzadas supusieron importantes gastos para las arcas municipales, ya que corrían a su cargo y fueron habituales la realización de repartimientos para sufragarlos. A pesar de tratarse de una calzada o camino real, su mantenimiento dependía de la villa, no sólo del tramo que la cruzaba por dentro de su recinto murado, sino hasta 325 varas (unos 275 metros) en ambas direcciones, tanto hacia Burgos como hacia Valladolid. 
En el siglo XVIII, gracia a las políticas ilustradas, se llevaron a cabo varios proyectos de reforma y mejora de estos puentes y calzadas. Ya desde 1735 se iniciaron diferentes obras, dirigidas por el maestro de cantería Narciso de las Cavadas, vecino de Entrambasaguas, pero, en un informe encargado por el consejo de Castilla en 1758, el maestro arquitecto y monje jerónimo Antonio de San José Pontones, se criticaba que no se hubiera llevado a cabo un proyecto único y uniforme, proponiéndose un proyecto homogéneo, cuyas obras fueron realizadas por Narciso de Cavadas, revisadas en 1763-1764 por José de Uribe y por Juan de Sagarvinaga, encargándose de su continuación José Ortiz de la Lastra, debido a las deficiencias encontradas en las obras ejecutadas por Cavadas. Finalmente, en 1767, el padre Pontones propondría un nuevo proyecto -que no sería ejecutado- con el objetivo de unir en línea recta el camino real desde el pozo de la nieve hasta la ermita de San Lázaro, salvando el arroyo Valdesanjuán a través de un puente, y evitar así los diferentes recodos que realizaba dicha calzada por el interior del núcleo urbano a través de la avenida Zacatín, el paseo del Mirador, la avenida Corporación (conocida como Carretera Vieja) y calle Egidio Maté hasta desembocar en la puerta de la Villa al inicio de la calle de Ayuso (hoy del Uso). Sin embargo, no llegó a ejecutarse, y no será hasta que quedé completamente seca la antigua madre del río Pisuerga y se construya el canal de Castilla cuando se construya la nueva calzada por el trazado que mantiene todavía hoy en día.
El Canal de Castilla
En 1831 la construcción del Ramal Sur del Canal de Castilla alcanzó Dueñas, tramo que ya no fue ejecutado por la Corona sino por la Empresa del Canal de Castilla, creada ese mismo año, siendo dirigidas las obras por su director, el ingeniero Epifanio Esteban, que se encargó de la construcción de las esclusas 37 y 38 y del llamado Murallón de Dueñas. Para su construcción, la Empresa del Canal recibió autorización para utilizar las piedras del antiguo castillo y las murallas de la villa, que habían perdido su función defensiva y fiscal, así como la utilización de presidiarios procedentes de penales de toda España, dentro de la política social iniciada por el Despotismo Ilustrado de servirse de grupos marginados como pobres, vagos, maleantes, vagabundos, presos o gitanos para acabar con la ociosidad a través de la realización de trabajos forzosos.
El ferrocarril: la línea imperial Madrid-Irún
En 1846 entra en funcionamiento la llamada línea de Castilla del telégrafo óptico que unía Madrid e Irún, encontrándose actualmente en ruinas el telégrafo ubicado en el término municipal de Dueñas conocido como Frausilla y que hacía de enlace entre el de Cabezón de Pisuerga (Valladolid) y el de Tariego de Cerrato (Palencia). El telégrafo, sin embargo, rápidamente quedaría desfasado, gracias a la aparición de nuevos inventos como la radio o el teléfono.
El Canal de Castilla también quedaría rápidamente obsoleto pues, a partir de 1856, la Compañía de los Caminos de Hierro del Norte de España inició la construcción de la línea ferroviaria Madrid-Irún o Madrid-Hendaya, inaugurándose el tramo Valladolid-Venta de Baños, con estación en Dueñas, el 1 de agosto de 1860 y la línea completa hasta Irún por Isabel II en 1864. Actualmente, están en servicio las líneas de Alta Velocidad (L.A.V) de Madrid-Palencia-León y la de Madrid-Burgos-Victoria, que pasan por Valladolid, en funcionamiento desde 2007, llegando hasta Palencia y León ocho años después, inaugurada el 29/09/2015, y a Burgos, cuya inauguración está prevista para 2020. Con la inauguración del ferrocarril en 1860, por tanto, la histórica posición estratégica en el nudo de comunicaciones de Dueñas será heredada por una estación fundada en un despoblado cerca de una venta próxima a Baños de Cerrato y del monasterio de San Isidro de Dueñas. Esta estación en un principio se denominó Venta de San Isidro de Dueñas, hasta que se convirtió en uno de los nudos ferroviarios más importantes por ese nudo de comunicaciones histórico hacia País Vasco, Cantabria, Asturias y Galicia. Surgió así en torno a ella una pequeña población que acabará denominándose Venta de Baños.
La Cañada Real leonesa
También pasa por el término municipal la Cañada Real Leonesa Oriental, vía pecuaria que, con una longitud de alrededor de 700 km, unía Riaño (en León) con Montemolín (al sur de Badajoz), permitiendo al ganado lanar realizar la transhumancia desde época medieval desde las montañas del norte de la Meseta hasta las dehesas del sur para evitar los bruscos cambios climáticos del interior peninsular. Estas cañadas fueron reguladas por edicto real por Alfonso X ya en 1273 y todavía se conservan en el término municipal numerosos vestigios de la arquitectura pastoril (chozos de pastor, corrales, tenadas, caleros, etc.), muestra de la importancia que tuvo dicha actividad en esta villa.

## Historia

### Prehistoria y Edad Antigua: yacimientos arqueológicos
La importancia histórica de Dueñas desde época prehistórica se debe a dos factores: la estratégica ubicación para el control del valle del Pisuerga, en la confluencia de este con el Carrión, lo que la convierte en un cruce de caminos, paso obligado en pleno camino real a Burgos para, desde Valladolid, dirigirse hacia Burgos, País Vasco, Aragón y Navarra y conectar así con el resto de Europa. Y, en segundo lugar, a la riqueza y fertilidad de sus tierras, considerada como la puerta a la Tierra de Campos, llegando a convertirse en época medieval en cabeza de esta importante Merindad, denominada "el granero de Castilla" por su rica producción cerealista. 
Cuenta así con ricos yacimientos arqueológicos que evidencian una cierta continuidad en el poblamiento desde la Prehistoria:

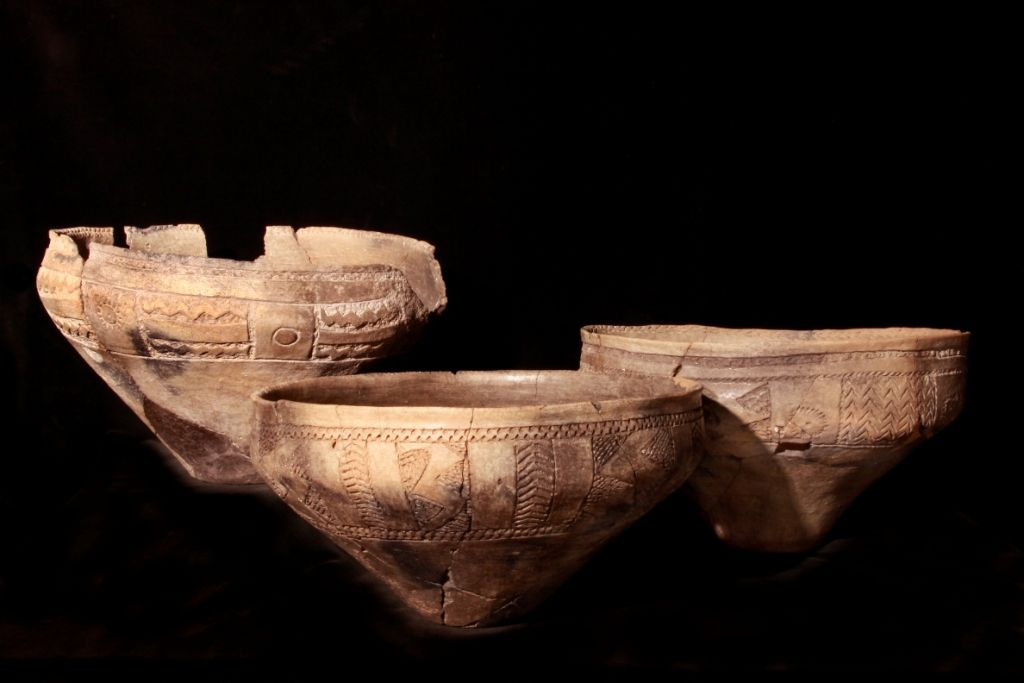
Vasos cerámicos del yacimiento de Pico Castro (Bronce Final -1200 a. C.). Actualmente en el Museo Arqueológico de Palencia.

- De época prehistórica: Los primeros vestigios aparecidos en su término municipal datan de la Edad del Bronce, en el siglo XIV-siglo XIII a. C. Entre estos yacimientos cabe destacar «Pico Castro»[5] y «La Huelga»,[6] ambos formados por campos de hoyos que evidencian la existencia de poblados (oppidum) más o menos estables, donde han aparecido restos de industria tanto cerámica, los más abundantes, como lítica y metalúrgica, que permiten datar los asentamientos en la etapa del Bronce Final (siglo XIII-siglo VIII a. C.), en el horizonte conocido como Cogotas I. Estos asentamientos, aunque de cierta entidad, fueron abandonados durante la Edad del Hierro, periodo en el que se ha constatado una reorganización del poblamiento, surgiendo nuevos núcleos de mayor envergadura en las proximidades: Tariego, Valoria la Buena o el Pico del Tesoro (Palencia), todos alrededor de Dueñas. Este periodo abarcaría en la península ibérica desde el siglo VIII a. C. hasta el inicio de la conquista romana de Hispania en el 218 a. C. y se caracterizaría por el desarrollo de los llamados pueblos prerromanos, en España fundamentalmente íberos y celtíberos.

- Edad del Hierro - Época celtibérica (vacceos): en los años 1970, Valentina Calleja,[7] estudió los restos cerámicos aparecidos en los cerros de "El Castillo" y "Pico Castro", hallados por los alumnos del Colegio Reyes Católicos, dirigidos por el profesor Gregorio Vallejo, y que participaron incluso en el proyecto de TVE "Misión Rescate". Calleja dató estos restos en la primera Edad del Hierro aunque, gracias a estudios posteriores, parece que estos restos son anteriores, de la Edad del Bronce. En las tablas astronómicas del matemático greco-egipcio Ptolomeo (siglo II d. C.) se señalan las coordenadas geográficas de la ciudad vaccea de "Eldana" (de ahí el gentilicio de eldanense) pero, a pesar de la presencia de algunos restos vacceos, nada parece indicar la presencia de un castro o asentamiento urbano estable, por lo que hay otros pueblos palentinos que reclaman también su origen en esta ciudad vaccea como Baltanás o, más probablemente, Saldaña.

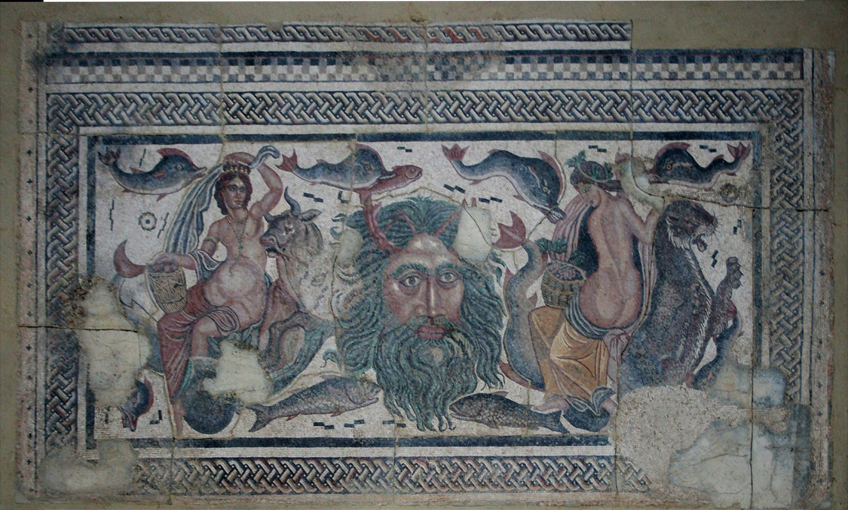
Mosaico de Océano y las Nereidas de la Villa Possidica, actualmente en el Museo Arqueológico de Palencia

- De época romana: destaca sobre todo la Villa Possidica, nombre posiblemente derivado del nombre latino del Pisuerga (Pissoraca). Se encuentra situada en una llanura fértil y rica en aguas entre los ríos Carrión y Pisuerga, en un término conocido como Cercado de San Isidro, al encontrarse dentro del coto formado por las propiedades de dicho monasterio. Fue descubierta en los años 60, cuando se llevaron a cabo dos campañas de excavación dirigidas por el catedrático del Departamento de Antigua de la Universidad de Valladolid, Pedro de Palol.[8] Estas intervenciones sacaron a la luz únicamente las termas de una villa romana, donde cabe destacar la aparición del «Mosaico de Océano y las Nereidas»,[9] de gran calidad cromática, con paralelismos en el tema y composición en el Norte de África, y que actualmente se encuentra expuesto en el Museo Arqueológico de Palencia. Su construcción data de finales del siglo I e inicios del II d. C. pero, en el último cuarto del siglo III d. C., se produjeron destrucciones en los baños que habría que encuadrar dentro de las fases de inestabilidad, causada por la anarquía militar y las sucesivas invasiones. Por ello, se producirían reparaciones y ampliaciones a finales de ese siglo o principios del siglo IV d. C., coincidiendo con el momento de mayor esplendor del a villa. Por su ubicación, esta villa se encontraría próxima a las vías romanas que unían importantes ciudades romanas, algunas de origen celtibérico, como Pallantia (Palencia) con Cauca (Coca) y con Rauda (Roa) a través de Septimanca (Simancas).Y se encontraría próxima también a la importante vía XXVII del Itinerario Antonino que unía Barcino (Barcelona) con Lucus Augusta (Lugo), a través de Caesar Augusta (Zaragoza), Clunia (en Burgos), Pallantia (Palencia) y Asturica Augusta (Astorga). Debido a la cercanía a Pallantia (Palencia), sería una villa suburbana que se encontraría bajo el área de influencia de esta ciudad. Administrativamente, esta región formaba parte de la provincia Tarraconense y, dentro de esta, del llamado Conventus Cluniensis con cabeza en la antigua ciudad romana de Clunia, actual Coruña del Conde, en Burgos.

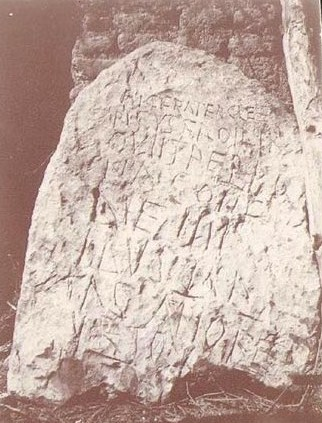
Lápida visigótica aparecida en el término de Onecha, actualmente en el Museo Arqueológico de Madrid.

- De época visigoda: en el pago de Miravete (cerca de la ermita de Onecha en la carretera de Valoria la Buena) aparecieron a finales del siglo XIX unos sepulcros visigóticos estudiados por el Padre Fita y el historiador local Amado Salas.[10] Entre los hallazgos cabe destacar la aparición de una lápida con una inscripción que hace referencia al enterramiento de un monje del siglo VII (actualmente en el Museo Arqueológico de Madrid,[11] cuya traducción sería: "Aquí descansó en paz, prevalecido de una buena confesión, el monje clérigo Froila, en día de martes, 15 de marzo, año 14 del reinado de Recesvinto [662 d.C.]"). Además de estos restos, los cronistas mencionan la existencia de un monasterio de monjas (domnas) anterior a la invasión árabe, identificado posteriormente con Santa María del Remolino, situado en la misma ubicación donde actualmente se levanta el Monasterio de San Isidro de Dueñas, y que entonces se encontraría bajo la advocación de San Martín de Tours. Este cenobio femenino también se habría visto afectado por la invasión sarracena y es destruido y abandonado por una razzia musulmana "in castro Donna" en el 854 d. C. Es Fray Gregorio de Argaiz (siglo XVII) quien nos narra el acontecimiento, aunque fechándolo erróneamente en el 950 d. C. y otorgándole tintes míticos: "La Abadesa Esmaragda y sus Monjas que estaban en el Monasterio de San Ysidoro de Dueñas, fueron presas y muertas por los Moros y sus cuerpos arrojados en el río Pisuerga, día último de Março". A pesar de su abandono y destrucción, rápidamente, con la repoblación de Alfonso III, habría sido restaurada la vida monástica pero, en este caso, entregándoselo a una comunidad de monjes benedictinos.

Todos estos restos podrían evidenciar la existencia de un asentamiento continuado ya desde época visigoda, que sería abandonado temporalmente con la invasión árabe en el siglo VIII d. C., pero cuya población se retomaría rápidamente con la repoblación de esta zona en el siglo IX d. C., pero no contamos con constatación documental.

### Edad Media: villa realenga

#### Repoblación y consolidación como cabeza de alfoz (siglossigloIX-X)

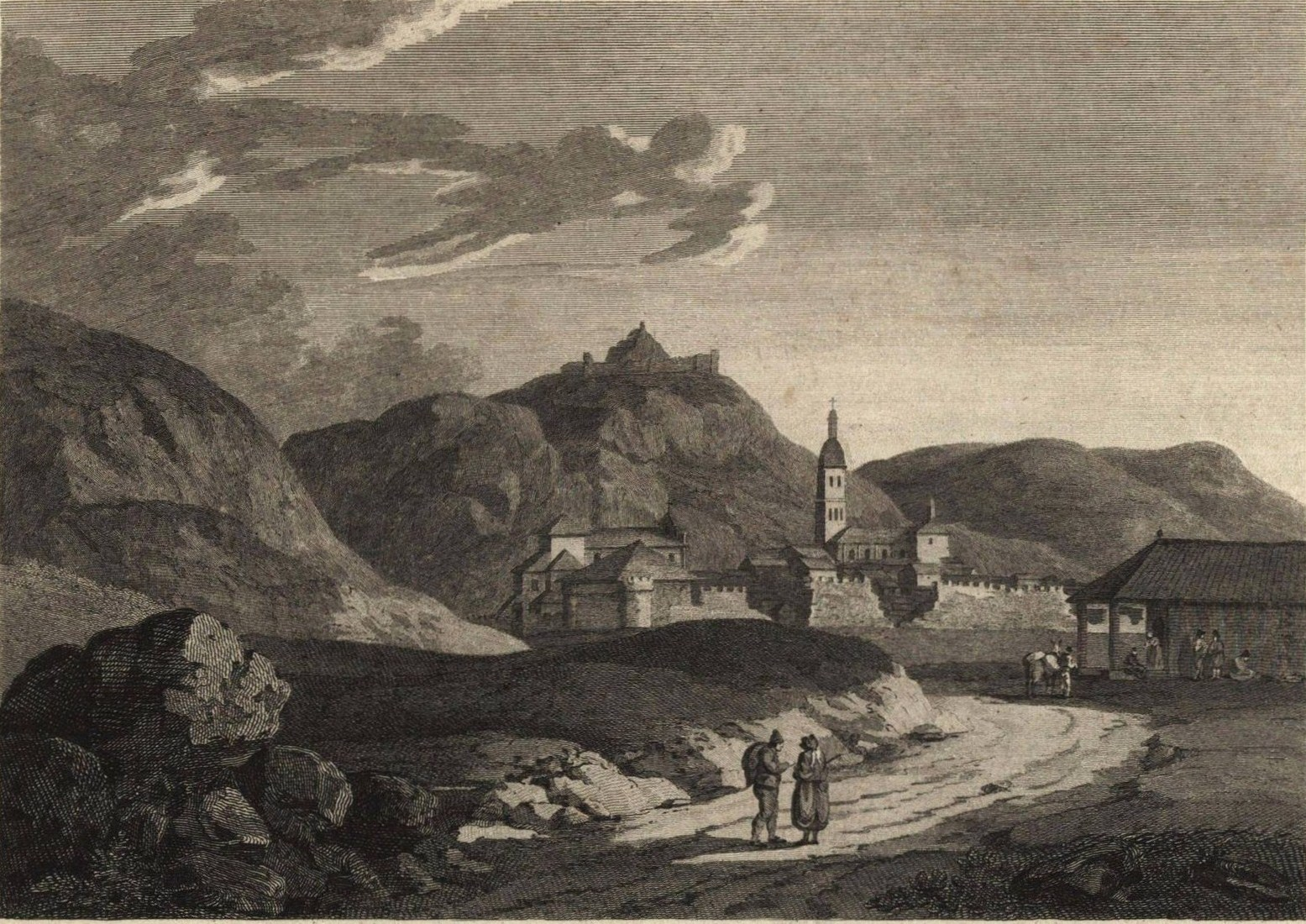
Grabado de Dueñas (1808) realizado por Robert Pollard basándose en un dibujo que pintó Henry Swinburne durante su viaje por España el 12 de junio de 1776. Publicado en el infolio Picturesque Tour through Spain. Única imagen que se conserva del castillo y las murallas, antes de su utilización para la construcción del Canal de Castilla a partir de 1830

Siguiendo la Crónica de Sampiro, en el siglo IX d. C., el monarca astur-leonés Alfonso III "el Magno" (866-910) llevó a cabo la repoblación de toda esta zona conocida con el nombre de "Campos Góticos", donde reconstruye entre el 875 y el 899 d. C. tres ciudades de gran importancia: Zamora, Simancas y Dueñas, reforzadas inmediatamente por Toro en el 900 y Tordesillas en el 909: "Ac triennio peracto sub era DCCCCXIII, urbes desertas ab antiquibus, populari Rex iussit; hec sunt Zemora, Septimancas et Domnas vel omnes Campi Gotorum”. 
Al mismo tiempo, Alfonso III restauró también la vida monástica en el monasterio de San Isidro, entregándoselo ahora a una comunidad de monjes mozárabes procedentes de Córdoba de la orden benedictina. En documentos de sus sucesores, García I en el 911 y Ordoño II en el 915, vuelve a aparecer mencionada Dueñas, donde se hace referencia ya a la existencia de un castillo y un monasterio y donde aparece con el nombre de Domnas o Donans, siendo este término latino el que ha acabado derivando en el actual topónimo del pueblo: “cuius basilica fundata est in suburbio Legionense iusta castellum vocitatum Donans inter duo flumina Pisorica et Carrion” y “in cuius honore fundatum est monasterium in locum qui vocatur Castrium, quod dicitur Donans iuxta flumen Pisorice”.

Condado de Monzón

Alfonso III organizaba así la línea defensiva del Duero, con plazas fortificadas que guardasen los principales vados del río frente a las razzias musulmanas. Con ello, Dueñas se convirtió en un importante centro defensivo en el Duero medio durante todo el siglo X y parte del XI, convirtiéndose en la cabeza de un amplio alfoz, que no solo suponía una demarcación militar y un término común, sino también una jurisdicción formada por diferentes aldeas y lugares dependientes jurisdiccionalmente de la cabeza del alfoz. Entre estas aldeas y lugares, que fueron despoblándose paulatinamente a lo largo de la Edad Media y principios de la Edad Moderna debido a la tendencia a la concentración del hábitat en toda Europa occidental, cabe destacar que existe constancia documental de algunas de ellas como Santa María de Onecha, Valdeazadas, San Nicolás, San Lázaro, San Miguel, San Torcuato, etc. De todas ellas, sólo sobrevivía en el siglo XVI la de Valdeazadas, que contaba incluso con su propia parroquia, dedicada a San Esteban, pero que se despoblaría también a lo largo del siglo XVII.  
Dueñas se configuró también como una de las catorce villas reales -bajo la autoridad directa del rey- que existieron en la región formada por los Montes Torozos. A pesar de ello, el alfoz de Dueñas sufrirá una rápida disgregación y disminución en el siglo XII, sobre todo bajo los reinados de Alfonso VII (1126-1157) y Alfonso VIII (1158-1214), debido tanto al crecimiento de Palencia a partir del siglo XI tras la restauración de su diócesis por Sancho III en 1034, como por la formación de un amplio coto con jurisdicción independiente en torno al Monasterio de San Isidro de Dueñas. Así, Alfonso VII donó Villamuriel de Cerrato al obispo de Palencia en 1141, quienes la convierten en su residencia de verano debido a su proximidad a la ciudad, y Alfonso VIII donó las villas de Villa Anel al Hospital de San Antolín en Palencia en 1162, Villagiga a San Isidoro en 1165 y, finalmente, en 1191 vendió los montes reales de Dueñas al concejo y canónigos de Palencia. 
Además, tras la victoria de las tropas cristianas en la Batalla de Simancas (939) y la conquista de Toledo (1085), se consolidó su avance más allá de la línea del Duero y Dueñas redujo su importancia estratégica como zona fronteriza pero no como vía de comunicación, situada en pleno camino real de Burgos. Para el control y repoblación de esta zona, los reyes leoneses crearon diferentes entidades territoriales y adminsitratrivas conocidas como condados como los de Castilla, Saldaña, Carrión o Monzón. Dentro de este último se encontraba la villa de Dueñas, creado en el siglo X d. C. en el límite oriental del reino de León, limítrofe con el condado de Castilla, independiente desde el 932 d. C., para evitar la expansión de Castilla por esta zona, entragándoselo a la familia Ansúrez en la figura de Ansur Fernández. A la muerte de su hijo Fernando Ansúrez sin sucesores, su viuda Toda conservó el título de condesa y actuó como gobernadora desde Dueñas. A pesar de todo ello, la situación de la frontera era todavía inestable y Dueñas se verá afectada todavía por razzias periódicas, como la descrita por Jiménez de Rada en su "Historia Gótica" en el invierno de 950 d. C. arrasando tres castillos: "Septimmancas, Donnas et Septempublicam". En principio, en estos momentos, el condado de Monzón seguía bajo la órbita del reino de León, pues a la muerte sin descendencia del conde Fernando Ansúrez (hacia el 978 d. C.) es heredado por su hermana Teresa Ansúrez casada con el rey de León Sancho I. Sin embargo, debido a la muerte sin herederos de su hijo y sucesor Ramiro III de León y a las expediciones de Almanzor entre los años 981 y 984, que afectaron también a esta zona, finalmente recaerá bajo el área de influencia del incipiente condado de Castilla hacia el 990 d. C.

#### Participación en los conflictos internos del reino de Castilla (siglossigloXI-XIII)

Escudo de la Casa de los Castro

En 1078, Alfonso VI (1065-1109) otorgó un fuero a la población de Santa María (seguramente Santa María de Onecha, cuya ermita actualmente se encuentra en ruinas), aldea que dependía jurisdiccionalmente de Dueñas al formar parte de su alfoz. Este fuero permite confirmar que Dueñas tenía ya en el siglo XI la condición realenga y pertenecía directamente al rey, pues aparece confirmado por Annaia Velaz "que tiene a Domnas como merino bajo la autoridad real". 
Esta ciudadanía dependiente de la Corona se mantuvo a duras penas en siglos posteriores debido a las vicisitudes políticas, sociales y económicas del reino. Así, durante el reinado de Alfonso VI, este cedió la tenencia de varias villas, entre ellas Dueñas, a Rodrigo Díaz de Vivar, más conocido como el Cid Campeador, en 1087-88 como símbolo de reconciliación entre ambos tras su primer destierro; Alfonso VIII la cede en arras a su esposa, Leonor de Plantagenet en 1170; y en los siglos XII y XIII la tenencia de Dueñas bascula de forma alternativa entre las dos principales familia del reino: los Lara y los Castro, cuyos miembros ejercerán de tenentes de Dueñas, entre los que cabe destacar sobre todo a estos últimos, pues se puede observar una cierta continuidad en sus tenencias, a excepción de los periodos en los que se encuentran exiliados en el vecino reino de León debido a los conflictos internos que les enfrentan a los Lara e, incluso, directamente con el monarca castellano. Cabe destacar, así, las figuras de Fernando Rodríguez de Castro, el Castellano, su hijo Pedro Fernández de Castro y su nieto Álvaro Pérez de Castro, que muere sin descendencia en 1240 y es sucedido por su sobrino Rodrigo Fernández de Castro y este por su hijo Fernando Ruíz de Castro. Las tenencias consistían, no obstante, en la cesión meramente temporal de tierras por parte del rey a un vasallo para su utilización, sin implicar que el otorgante perdiera la propiedad o que supusiera derecho hereditario para el receptor.
Dueñas se convertirá, así, en un importante bastión a lo largo de toda esta centuria en las guerras civiles primero contra Fernando III, que consigue unificar definitivamente las coronas de León y Castilla en 1230, y al que la villa de Dueñas cerró las puertas de su muralla. En 1214, había fallecido el rey de Castilla, Alfonso VIII, recayendo la Corona sobre su hijo Enrique I, de tan solo 10 años, quien fallece accidentalmente en Palencia en 1217 cuando le cae una teja mientras jugaba a la pelota. Sin embargo, su tutor Álvaro Núñez de Lara, se oponía a la regencia de su hermana mayor Berenguela, casada con el rey de León Alfonso IX, por lo que intentó ocultar el fallecimiento del joven rey, conduciendo el cadáver al castillo de Tariego. A pesar de ello, finalmente, Berenguela es informada del suceso y reclama la Corona de su padre, abdicando a favor de su hijo, Fernando III, quien será proclamado rey en Autillo de Campos (Palencia) el 10 de junio de 1217. En su camino a Valladolid, donde tendrá lugar la coronación oficial el 2-3 de julio, Dueñas, que se encontraba bajo el dominio de los Lara, pues gracias a la influencia que habían adquirido como tutores del rey-niño, Álvaro había cedido la tenencia de la villa a su hermano el conde Fernando Núñez de Lara, no recibieron al recién proclamado rey y, aunque finalmente la villa será rendida, nada más tomar posesión de la corona, tuvo que enfrentarse a una revuelta nobiliaria, encabezada por la casa de los Lara y fomentada por el vecino reino de León.

Escudo de la Casa de los Lara

Posteriormente, los Lara apoyaron a los infantes de la Cerda, hijos del primogénito y heredero de Alfonso X, Fernando de la Cerda, muerto prematuramente, en las revueltas nobiliarias frente al propio Alfonso X y sus sucesores Sancho IV y Fernando IV. Cabe destacar, así, las figuras de Juan Núñez I de Lara y su hijo Juan II Núñez de Lara, quien junto al infante don Juan de Castilla el de Tarifa, hijo de Alfonso X, aprovechó la minoría de edad de Fernando IV para tomar entre 1295 y 1297 algunas villas reales, entre ellas Dueñas en 1296. Ante esta situación, Fernando IV y, en su nombre, su madre la regente María de Molina cedió las villas de Dueñas y Ampudia al concejo de Palencia si conseguía recuperarlas. En 1299, Juan II Núñez de Lara fue hecho prisionero por Juan Alfonso de Haro, señor de Cameros, y para recuperar su libertad, se vio obligado a ceder la villa de Dueñas. Esto no supuso, sin embargo, la vuelta de la villa al realengo, pues la necesaria compra de lealtades llevó a Fernando IV y sus tutores a entregar Dueñas a diferentes miembros pertenecientes a la propia familia real: primero al infante Enrique de Castilla "El Senador", hijo de Fernando III el Santo, quien contrajo matrimonio con la hermana de Juan II Núñez de Lara, llamada Juana Núñez de Lara "la Palomilla". Tras la muerte del infante en 1303, Fernando IV volvió de nuevo a ceder la villa a otro infante, don Juan de Castilla el de Tarifa, casado con María Díaz de Haro, X señora de Vizcaya, en compensación por la usurpación de dicho señorío por su tío Diego López V de Haro. A su muerte en 1319, fue sucedido por su hijo Juan de Haro el Tuerto, quien es mandado ejecutar por Alfonso XI en Toro en 1326, recuperando así Dueñas para el patrimonio real. El sepulcro gótico que se conserva en la iglesia parroquial atribuido a un descendiente de Fernando III, atendiendo a los blasones que orlan la tapa, posiblemente se trate de un hijo, muerto en la infancia, de este señor, Juan de Haro el Tuerto, y su mujer Isabel de Portugal y Manuel. 
Por todo ello, a la altura de 1352, cuando se elabora el Becerro de las Behetrías durante el reinado de Pedro I, en él se confirma el estatus realengo de la villa: "Dueñas, en el obispado de Palencia, este logar es rregalengo del Rey", aunque ésta había estado periódicamente en manos de diferentes personajes de la más alta aristocracia y de familiares directos del rey, produciéndose su definitiva señorialización ya en el siglo XV, en manos de los Acuña, como condes de Buendía.

#### La dinastía Trastámara: la resistencia anti-señorial (siglosXIV-XV)
Con el advenimiento de los Trastámara en el siglo XIV, durante la guerra civil castellana, la villa de Dueñas se mantuvo fiel al rey legítimo Pedro I (1350-1369), por lo que se verá asediada durante un mes por las tropas del infante don Enrique en 1367. Para su defensa, el rey mandó a su adelantado mayor, Rodrigo Rodríguez de Torquemada, quien ordenó derribar el convento agustino que se encontraba en esos momentos extramuros, cerca de las murallas, seguramente para evitar que fuera utilizado como base de las tropas durante el asedio. Pese a ello, tras un mes de asedio sin recibir socorro, el adelantado finalmente entregó la plaza al Trastámara. Pedro I había entregado la villa a su amante Juana de Castro, con la que llegó a contraer matrimonio en 1354 para abandonarla al día siguiente, cediéndola la villa de Dueñas, donde esta se retira, titulándose reina hasta su muerte en 1374. 
La nueva dinastía continuó con la cesión temporal del señorío en determinadas ocasiones y, así, Enrique de Trastámara (1369-1379) se la entregó a su amante, Leonor Álvarez, madre de Leonor de Castilla "la de los leones", quien la sucedió en el señorío. En 1383, Juan I otorgó las rentas, pechos y derechos de la villa a su hermana Leonor de Trastámara, casada con Carlos III de Navarra. El peligro de su señorialización quedó de manifiesto cuando, en 1397, Enrique III (1390-1406) empeñó el castillo y la jurisdicción criminal a su tía, en prenda de 350.000 maravedís que le debía. Ante la solicitud de los vecinos de tornar al dominio de la corona, Enrique III propuso a los vecinos que satisficieran la deuda del empeño, por lo que en 1399 pagaron dicha cantidad a cambio de que abandonara el señorío de la villa, recuperando la condición realenga.
Ante esta situación, obligan a los reyes Enrique III y Juan II a decretar y jurar que no volvería a ser extraída del patrimonio real en 1407, 1412, 1419 y en las Cortes de Burgos (1430) y Zamora (1432). Ante esta situación, pocos meses después de que los vecinos hubieran pagado la deuda, Enrique III se vio obligado a revocar la venta que había hecho de la villa a Diego López de Estúñiga, su justicia mayor, por ir en contra del juramento realizado. Estúñiga, señor de Curiel de Duero (Valladolid), había adquirido ya el 12 de octubre de 1395 "unos palacios con sus casas"  a Johan González y su mujer Elvira Yeneguez, vecinos de Dueñas, en "la gredalla que dicen de Santa María por once mil maravedís de la moneda usual, que fazen diez Dineros el maravedí".
A pesar de todo ello, Juan II finalmente la acabó cediendo en concepto de arras a su mujer María de Aragón, cuyos desposorios se celebraron en Medina del Campo en 1418, aunque la boda no tuvo lugar hasta dos años después, en Ávila el 4 de agosto de 1420, tras ser proclamado mayor de edad. María de Aragón formaba parte de los llamados infantes de Aragón, hijos de Fernando de Antequera, hermano de Enrique III y regente durante la minoría de edad de su sobrino Juan II, hasta que fue nombrado rey de Aragón en el Compromiso de Caspe en 1412, tras la muerte sin herederos su tío Martín I de Aragón. Debido a esta estrecha relación con Castilla poseían un amplio poder territorial y jurisdiccional, que les llevó a desempeñar un importante papel en la corte castellana, protagonizando importantes enfrentamiento con los monarcas castellanos. Y, así, en 1439, debido a la firma de la paz con su primo Juan de Navarra, futuro Juan II de Aragón, le concedió las villas de Mansilla, Rueda y Castilberrón y los condados de Colle y Parma, en tierras leonesas, que había cedido en 1432 a Pedro Vázquez de Acuña y Albornoz, por lo que permutó a éste dichas villas por la de Dueñas el 9 de diciembre de 1439. No será, por tanto, hasta esa fecha cuando sea entregada definitivamente a la nobleza en manos del linaje Acuña, condes de Buendía a partir de 1465 por merced del infante don Alfonso, recién nombrado rey por los nobles en la llamada "Farsa de Ávila".
Y son los Acuña quienes, cosas del destino, ofrecen a la villa los años más gloriosos de su historia, aunque con la tenaz resistencia de sus nuevos vasallos, pues Dueñas se convirtió en un caso paradigmático en la resistencia anti-señorial que se desarrolló en la Castilla bajomedieval y moderna, tras la consolidación de los señoríos jurisdiccionales desde el siglo XIV. Esta oposición estalló de forma puntual por la vía armada y violenta, aunque acabó canalizándose a través de la vía judicial. Así, los vecinos de Dueñas recibieron de forma hostil a su nuevo señor en la toma de posesión que realizó el bachiller Valdenebro en nombre de Pedro de Acuña en febrero de 1440, reclamando al rey su vuelta al realengo, recordándole sus promesas de no volver a enajenar la villa. Pese a ello, el rey insta a los vecinos a aceptar a su nuevo señor, quienes recurrieron entonces a la justicia, iniciando un pleito en 1504 en la Chancillería de Valladolid en el que reclaman su vuelta al realengo. Aunque este tribunal pronunció una primera sentencia en 1543, fue apelada por ambas partes y no se sustanciará hasta el siglo XVIII (1786), confirmando la sentencia de 1543, por lo que volvió a ser apelada en la sala de las mil y quinientas doblas. Dilatándose también la vía judicial, la tensión volverá a estallar de forma violenta en determinados momentos, como el levantamiento anti-señorial protagonizado el 1 de septiembre de 1520, al calor del alzamiento comunero, durante el cual se llegó a expulsar a los condes de la villa y sirvió de espoleta a otras villas de la región a levantarse en armas.
Podemos concluir, por tanto, que durante la etapa medieval, como villa realenga, hasta su definitiva señorialización en el siglo XV, Dueñas se había convertido en una importante villa que ocupaba un lugar destacado en la red político-administrativa, eclesiástica y civil en el seno del reino de Castilla. No en vano llegó a ejercer como cabeza de la importante Merindad de Campos, luego sustituida por Palencia, y fue sede también de un arcedianato del arciprestazgo del Alcor. A todo ello hemos de sumar el peso demográfico que alcanzó, contando con unos 4000 habitantes ya en el siglo XVI, y el desarrollo económico experimentado, convirtiéndose en un centro artesanal y administrativo de primer orden con una importante producción textil gracias al ganado lanar y lugar de paso constante de carreteros y arrieros, dada la situación geográfica que ocupaba en la red de caminos del reino, fundamentales para el incipiente comercio.

### Edad Moderna: el condado de Buendía

#### Vinculación con los Reyes Católicos

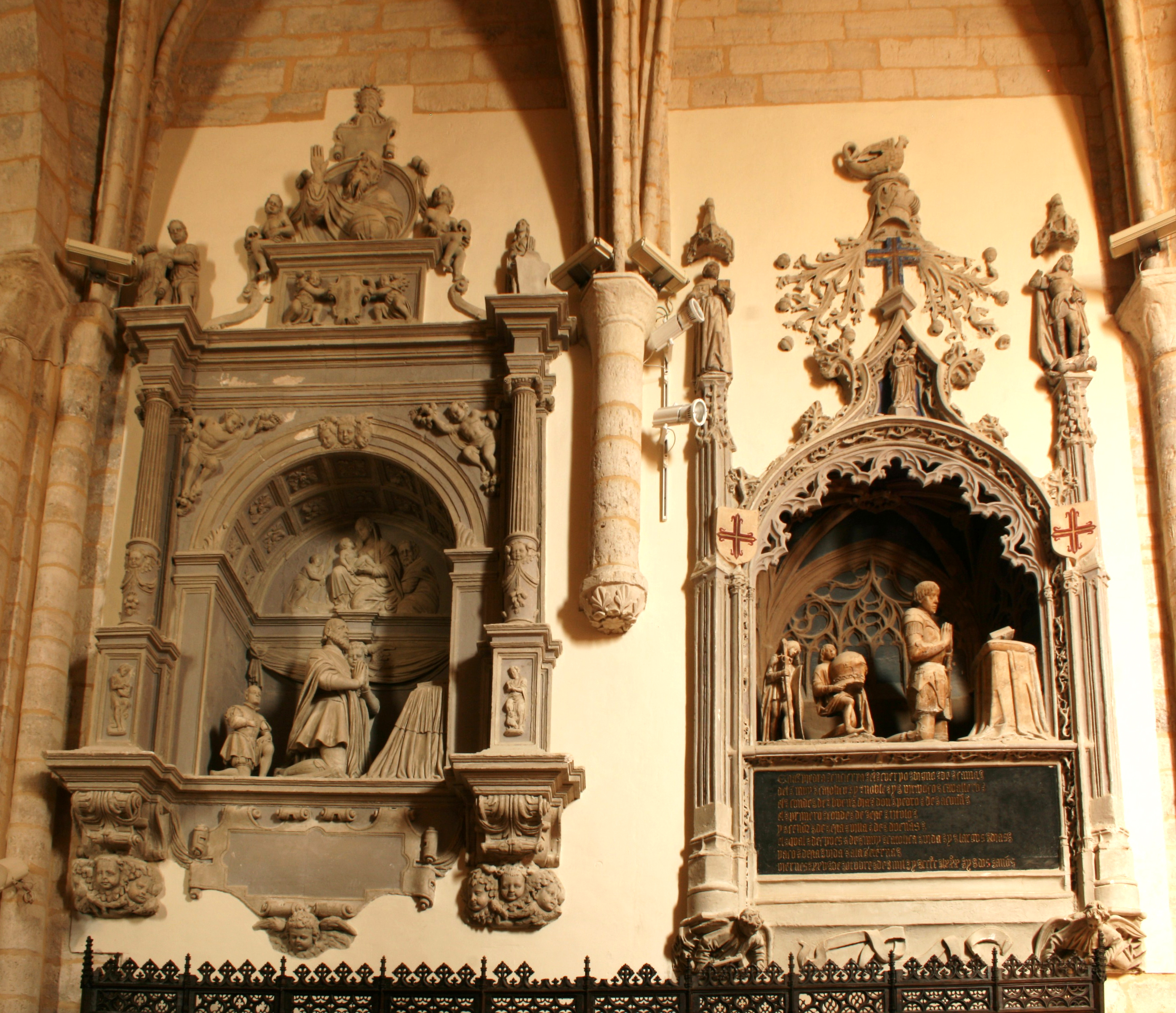
Fadrique y Pedro de Acuña, condes de Buendía; iglesia de Sta. María.

Debido al protagonismo de la familia Acuña en el ascenso al trono de Isabel, Dueñas se convertirá en eje de la vida de los futuros reyes de Castilla en los momentos próximos al matrimonio entre Isabel y Fernando en 1469. Este linaje llegó a emparentar, además, con la Casa Real a través del matrimonio de Lope Vázquez de Acuña, II conde de Buendía y adelantado de Cazorla, con Inés Enríquez de Quiñones, tía de Fernando el Católico, al ser hija del almirante de Castilla, Fadrique Enríquez, y su segunda mujer, Teresa de Quiñones. Ambos están enterrados en el panteón condal de la familia, ubicado en el altar mayor de la iglesia de Santa María de la Asunción.
Por todo ello, el 9 de octubre de 1469, Fernando de Aragón, finaliza su viaje para contraer matrimonio con su prima Isabel de Castilla en el Palacio de los condes de Buendía en Dueñas, donde será recibido por Pedro de Acuña, I conde de Buendía y hermano del arzobispo de Toledo Alonso Carrillo, artífice y propulsor de dicho matrimonio.

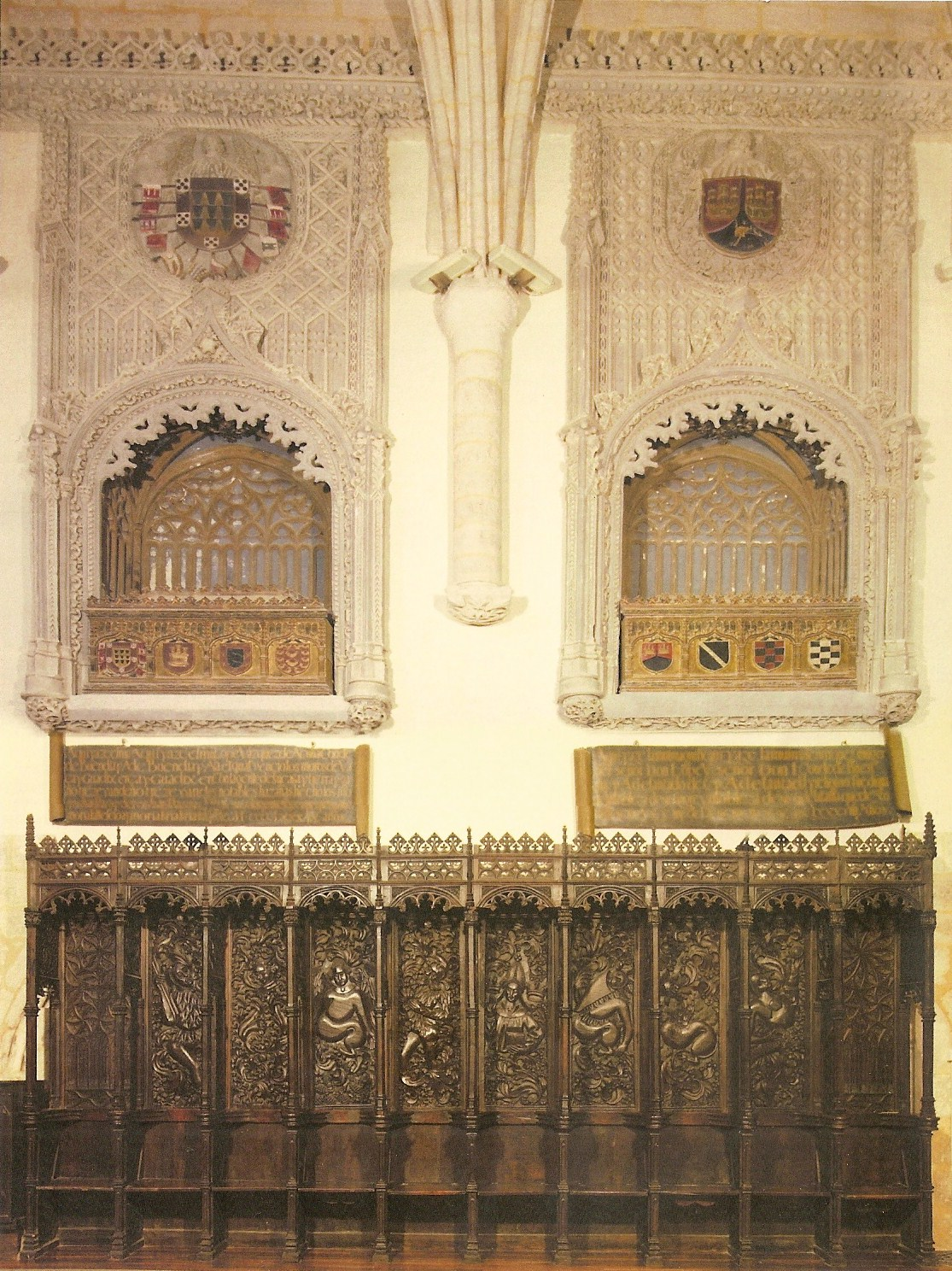
Sepulcros de Lope Vázquez de Acuña e Inés Enríquez de Quiñones, tíos de Fernando el Católico

Alojado en el Palacio de los Acuña de Dueñas, algunas fuentes indican que el primer encuentro entre ambos tendría lugar en dicho palacio el 11 de octubre, mientras que otros cronistas señalan que, el 14 de octubre, Fernando viajaría hasta Valladolid para conocer a su prometida, retirándose de nuevo a Dueñas hasta que el 18 de octubre acudió definitivamente a Valladolid para contraer matrimonio en el Palacio de los Vivero, a extramuros de la ciudad y perteneciente en esos momentos a Juan Pérez de Vivero, casado con María de Acuña, hija de Pedro de Acuña, I conde de Buendía, que ejercerá de madrina en la boda.
La inseguridad de permanecer en una villa tan grande como Valladolid, aunque fuera afín al almirante Fadrique Enríquez, partidario de Isabel, les llevó a tomar la decisión de resguardarse en la protección que ofrecía el Palacio de los Acuña de Dueñas, donde se trasladan en mayo de 1470 hasta diciembre del mismo año, donde pasan unos meses complicados, mantenidos por el propio conde, pues ellos no cuentan con ningún medio, al mismo tiempo que Enrique IV avanza contra ellos. Durante esta estancia tiene lugar el nacimiento de la primogénita, Isabel de Aragón, en octubre de 1470, siendo bautizada en la iglesia parroquial de Santa María de la Asunción.
Posteriormente, por deseo de la propia Isabel se recibirá en Dueñas a la embajada enviada por el duque de Borgoña Carlos el Temerario para entregar el Toisón de Oro a Fernando, ceremonia que tendrá lugar en la iglesia parroquial de Santa María el 24 de mayo de 1474.
Iniciado ya el reinado, durante la guerra civil (1474-1479) contra los partidario de su sobrina Juana la Beltraneja y Alfonso V de Portugal, Fernando instalará ocasionalmente su cuartel general en Dueñas y, en el contexto de las Cortes de Madrigal de 1476, entre abril y agosto, tendrán lugar una serie de Juntas Generales presididas por el Contador Mayor Alonso de Quintanilla en la iglesia de Santa María con el objetivo de organizar la Santa Hermandad, cuyas ordenanzas están publicadas en Dueñas.
Tras enviudar de Isabel en 1504, Fernando volverá a contraer matrimonio por poderes con su sobrina nieta Germana de Foix en Blois en octubre de 1505, acordando las correspondientes capitulaciones. No obstante, las velaciones tendrán lugar en el Palacio de los Acuña de Dueñas el 22 de marzo de 1506, al ser un enlace que no contaba con el apoyo de la nobleza castellana, ya que se pretendía conseguir un nuevo heredero para Aragón.

#### SiglosXVIyXVII

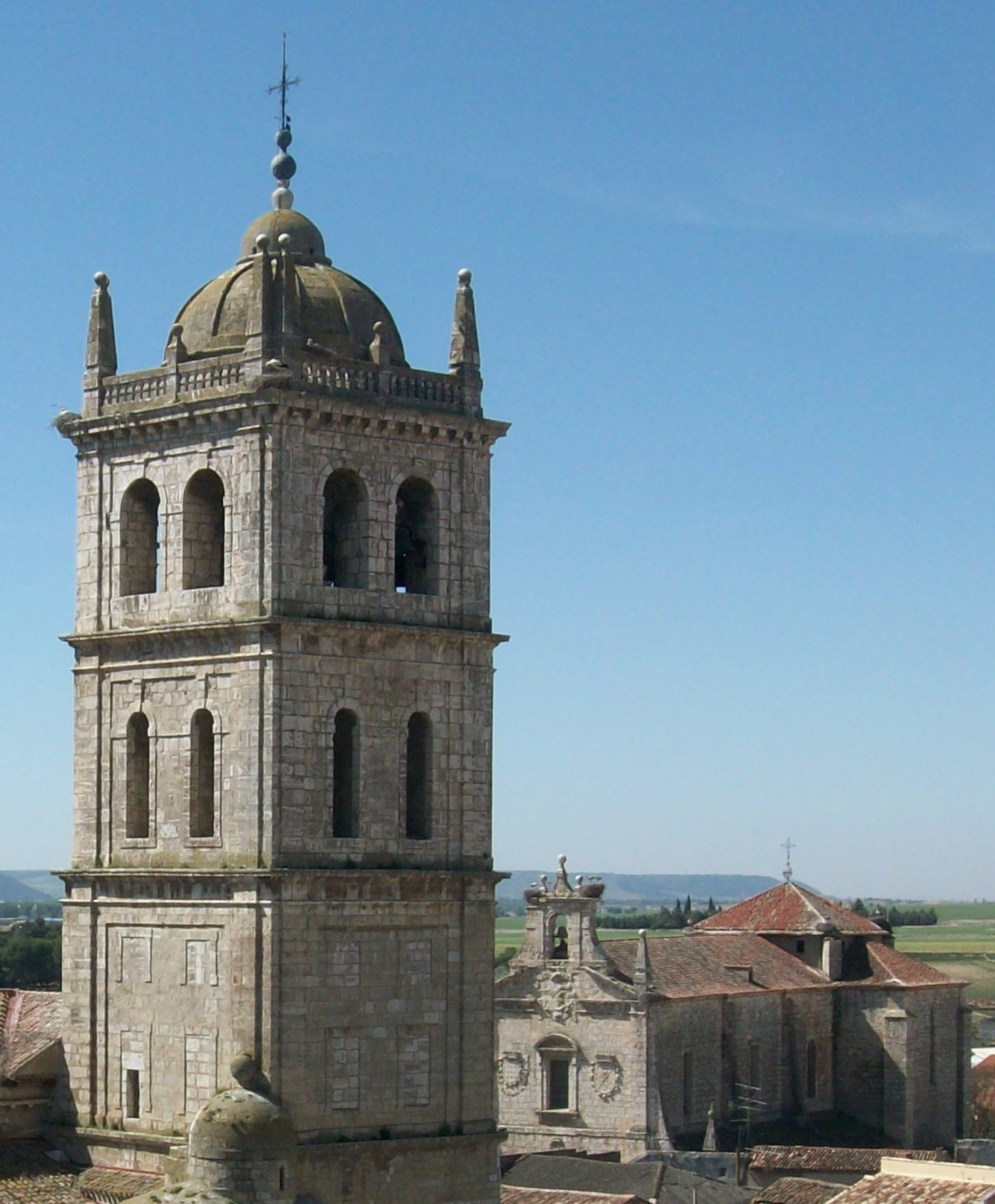
Vista torre iglesia Santa María e iglesia del convento de San Agustín

Juana I y su esposo Felipe el Hermoso también pasarán por Dueñas en su primer viaje por Castilla en 1502 para ser jurados herederos y, a pesar de la tradicional fidelidad de la villa a Fernando, durante su regencia se reunirán en Dueñas un grupo de magnates opuestos a su presencia.
La asidua presencia de Carlos I en Dueñas está demostrada gracias al itinerario realizado por Foronda que constata su presencia en Dueñas en 1520, 1523, 1527, 1539 y, finalmente, en su viaje de retiro a Yuste en 1556. En 1527 y 1534, además, debido a que Valladolid se ve afectada por la peste, se retiran a las villas cercanas algunos ministros, entre ellas a Dueñas, donde se retiran los Consejos Real, de Indias y del Santo Oficio.
En el contexto de las Comunidades, tiene lugar en Dueñas un alzamiento antiseñorial protagonizado el 1 de septiembre de 1520 que, aunque todavía sin vincularse al alzamiento comunero, llegó a tomar el Palacio y fortaleza de la villa, expulsar a los condes (en esos momentos Juan Enríquez de Acuña, III conde de Buendía, retirado de la vida política y cortesana en su palacio de Dueñas debido a que sufría una esquizofrenia leve, y su mujer María de Padilla) y hacerse con el control de la villa a través del nombramiento de cargos concejiles y oficiales que eran nombrados por el señor. Tras esta actuación, Dueñas se une al movimiento comunero y el obispo de Zamora, Antonio de Acuña, convertirá Dueñas en su cuartel general, iniciando aquí su campaña por la Tierra de Campos el 25 de diciembre de 1520, aportando dinero y hombres a la causa comunera hasta su derrota definitiva en Villalar en abril de 1521.
Tras la muerte del III conde de Buendía en 1528, el condado pasará sucesivamente a sus hermanos Pedro de Acuña, IV conde de Buendía, y Fadrique de Acuña, V conde de Buendía, nombrado muy joven virrey de Navarra en 1516 por Fernando de Aragón, cuya actuación fue trascendental para controlar la complicada situación del reino navarro tras su anexión militar a la corona de Castilla protagonizada por Fernando en 1512.
El 27 de agosto de 1534, en el contexto de los Pleitos Colombinos, tiene lugar la "Sentencia de Dueñas", por la que se decretó que los Colón conservaran el título de Almirante y sus emolumentos, aunque como virreyes quedarían sujetos al juicio de residencia. Hernando Colón en su "Descripción y Cosmografía de España" dice de Dueñas que "es villa de mill vezynos del conde de Buendía, está en una ladera e tiene fortaleza en más alto de esta ribera de un río, ay muy buenas guindas".

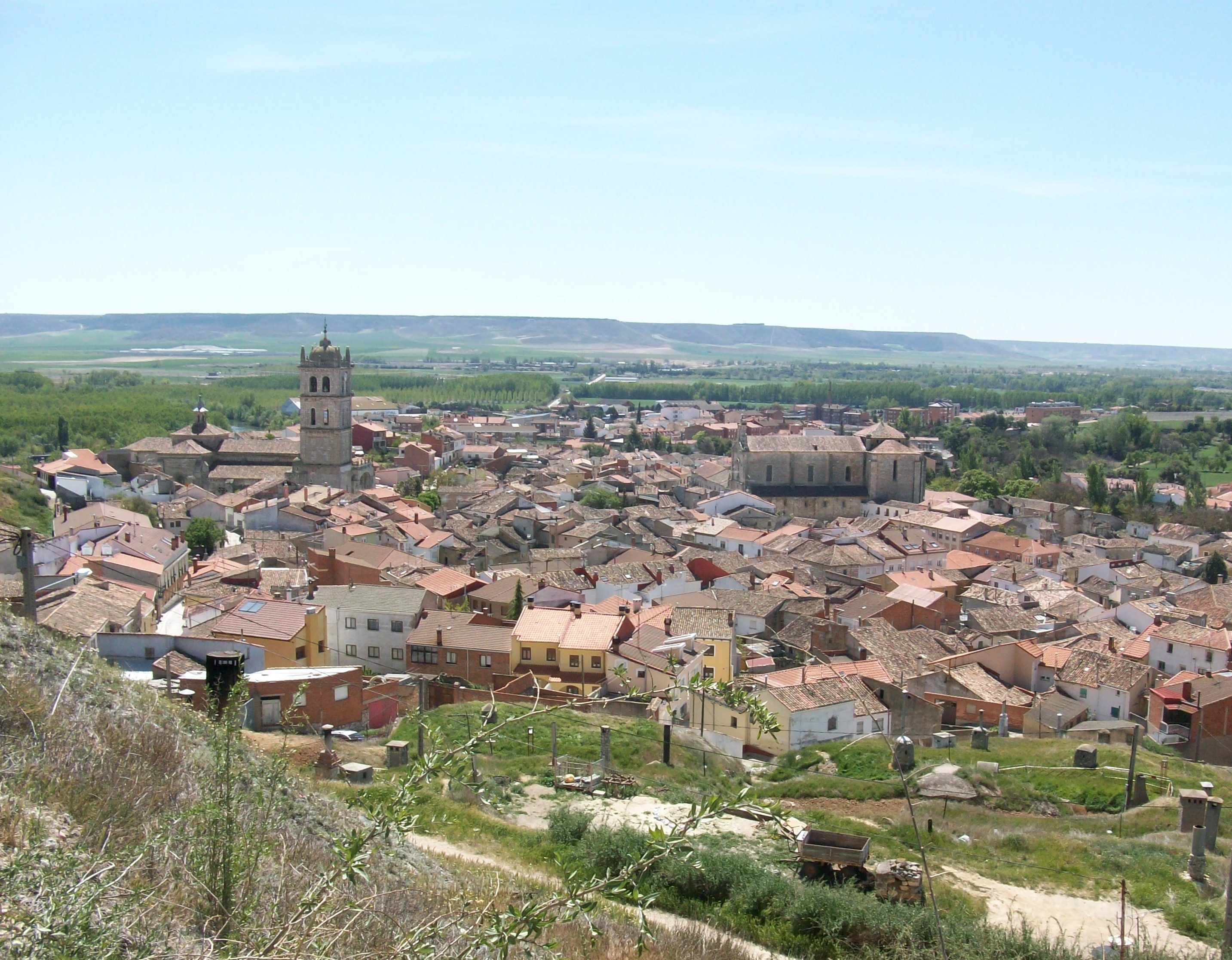
Panorámica del caserío de Dueñas desde las bodegas

En 1558, accede al título condal el último conde de Buendía varón de la familia Acuña: Juan de Acuña y Acuña, VI conde de Buendía, personaje de primer orden en la corte de Felipe II, donde ejerció el cargo cortesano de gentilhombre de la cámara desde 1556 y, desde 1585, el cargo de Sumiller de Corps o Camarero Mayor en sustitución de Ruy Gómez de Silva, el prínicipe de Éboli, hasta su muerte en Burgos el 29 de septiembre de 1592. Actuó de embajador en Francia en 1559 con ocasión del matrimonio del rey con la princesa Isabel, hija de Enrique II, en Portugal en 1578 para felicitar al Cardenal-Rey don Enrique por su coronación y en Flandes y Alemania a visitar a la emperatriz María, hermana de Felipe II.
Esta proximidad al monarca hizo posible que en su viaje a Aragón, en la llamada "Jornada de Tarazona", Felipe II pasará por Dueñas junto con sus hijos, la infanta Isabel Clara Eugenia y el príncipe heredero, los días 26, 27 y 28 de agosto de 1592, en la que realizan una visita a la abadía de San Isidro, como describe el humanista holandés Enrique Cock en su obra “La jornada de Tarazona”:

“Su majestad fue en Dueñas muy bien recibido del conde de Buendía, su sumiller de corps, y le hizo el gasto los tres días en los cuales fue a visitar una abadía, llamada San Isidoro, de la orden de San Benito, que está en la dicha ribera del Pisuerga, un poco más arriba donde el río Carrión entra en él, en lugar bien placentero y comarca de mucha caza y pesca. Dueñas es villa de hasta mil y quinientos vecinos, cabeza del Estado del conde de Buendía. Está asentada en un otero muy alto en la misma ribera occidental del río, donde se descubre mucha tierra río arriba y abajo. Tiene una buena puente de piedra y al lado izquierdo, en un cerro bien alto, una fortaleza. La comarca es de muchos bosques, por lo cual hay infinita caza, y por razón de las riberas, abundancia de pesca. También tiene mucho pan y algunos vinos tintos”.

Tan solo un mes después de su paso por Dueñas, el 29 de septiembre de 1592, fallece en Burgos el conde Juan de Acuña y su hermana, María de Acuña, casada con el adelantado mayor de Castilla, Juan de Padilla y Manrique, se titulará VII condesa de Buendía y tomará inmediatamente posesión del mayorazgo. A pesar de ello no evitará el inicio de un pleito de sucesión con otros descendientes que reivindicaban el mayorazgo, entre los que destaca el marqués de La Algaba, que no se saldará hasta 1613, ya fallecida en Valladolid en 1607, a favor de su hija Luisa Padilla de Acuña, quien había contraído matrimonio con su tío, Martín de Padilla, adelantado mayor de Castilla y I conde de Santa Gadea. Finalmente el título pasará a través de enlaces matrimoniales al hijo del poderoso valido de Felipe III, el duque de Lerma, el I duque de Uceda y, definitivamente, a finales del siglo XVII pasa a los duques de Medinaceli, que siguen ostentando el título.
Sin embargo, con el alejamiento de la nobleza de sus señoríos territoriales tras el asentamiento definitivo de la corte en Madrid en 1561 con Felipe II —excepto el breve periodo de 1601-1606 en que se trasladó a Valladolid—, Dueñas fue perdiendo importancia junto con el resto de ciudades y villas castellanas. A pesar de ello, en el siglo XVII todavía cabe destacar algunos acontecimientos: en 1602 y 1603 Felipe III visitó la localidad, dos estancias muy próximas en el tiempo debido al traslado de la corte a Valladolid de forma temporal entre 1601 y 1606; en 1623 tuvo lugar el viaje a España del príncipe de Gales, el futuro Carlos I, acompañado por el valido de su padre, George ViIliers, primer duque de Buckingham, para negociar el matrimonio entre este y la infanta María Ana, hija menor de Felipe III y poner fin así a la hostilidad entre ambas potencias. Sin embargo, ante el fracaso de las negociaciones en la corte madrileña, ambos retornan a Inglaterra, pasando en su viaje de vuelta por Dueñas. En 1660, en su viaje de regreso a Madrid tras la firma de la Paz de los Pirineos con Luis XIV en la isla de los Faisanes, Felipe IV también pasó por Dueñas. Asimismo, el 4 de noviembre de 1664 fallece en Dueñas Gaspar Pérez de Guzmán, IX duque de Medina Sidonia, quien había sido desterrado y desposeído de sus señoríos tras la conspiración que encabezó contra Felipe IV en 1641, aprovechando la crisis de 1640 en la que se produce también la sublevación de Cataluña y Portugal, derivando esta última en su independencia en 1668.

#### SiglosXVIIIyXIX
Debido al importante papel del Camino Real de Burgos o de Francia, en este último tramo del Antiguo Régimen Dueñas seguirá siendo un cruce de caminos por el que transitaron importantes personalidades, como es el caso de algunos miembros de la familia real, hecho de gran importancia ya que se convertían en verdaderos actos propagandísticos, cuya finalidad principal era fortalecer el vínculo del monarca con sus súbditos. Y, así, en el siglo XVIII, en octubre de 1706, en el contexto de la Guerra de Independencia española, tuvo lugar el paso de la reina María Luisa Gabriela de Saboya, esposa de Felipe V, junto a una importante comitiva de la que formaba parte su camarera mayor, la famosa princesa de los Ursinos. Pese a ello, una vez asentada en el trono, la nueva dinastía borbónica, por lo general, se mantuvo alejada de la Meseta norte, que fue perdiendo paulatinamente su tradicional preeminencia. 
No fue hasta principios del siglo XIX, en abril de 1801, cuando otra personalidad regia haga acto de presencia en la figura del infante Luis de Borbón-Parma, sobrino de Carlos IV, quien había sido nombrado rey de Etruria por el emperador Napoleón en virtud del Tratado de Aranjuez. En esta ocasión, durante tres días, tuvo lugar en Dueñas el besamanos por parte de las autoridades palentinas, quienes habían mandado a sus representantes. Ya en el contexto de la Guerra de Independencia Española, en abril de 1808, el infante Carlos María Isidro de Borbón, se detuvo en Dueñas cuando se dirigía a la frontera francesa para entrevistarse con Napoleón. Es posible, incluso, que el propio Emperador pasara por Dueñas en su breve estancia en la Península entre el 6 de noviembre de 1808 y enero de 1809 para intentar solucionar el virulento levantamiento armado de la población española, aunque rápidamente tuvo que abandonar la dirección personal de la campaña y volver a Francia debido a que el Imperio austríaco le había declarado la guerra. En especial, es posible que pasara por Dueñas en su viaje de regreso a Francia desde Astorga cuando se dirigía hacia Galicia en persecución del ejército inglés, al mando de Moore, en la llamada "carrera de Benavente".  
Se sabe con certeza, no obstante, que su hermano José Bonaparte, a quien había entregado la Corona española, pernoctó en Dueñas la noche del 28 de abril de 1811 con motivo de su viaje a París para asistir al bautizo de su sobrino Napoleón II. Finalmente, ya en 1824, una vez restaurado el absolutismo con el regreso de Fernando VII, pasaron por Dueñas el príncipe Maximiliano de Sajonia y su hija Amalia, suegro de Fernando VII, quien estaba casado con su hija María Josefa Amalia. Las celebraciones parecer ser que se prolongaron durante 5-7 días y contó con fuegos artificiales y la participación de la banda de voluntarios realistas de Palencia. Por último, el propio Fernando VII, en julio de 1828, pasara por Dueñas en su viaje de regreso a Madrid, tras pacificar Cataluña durante la Guerra de los Agraviados. 
Desde mediados del siglo XIX, con la inauguración del ferrocarril en 1860 y la institucionalización de los veraneos de la casa real en la costa cantábrica, en Santander o San Sebastián, la comitiva regia se detendría en diversas ocasiones en la estación de la localidad, donde la corporación y autoridades locales saldrían a recibirles y homenajearles. Y, así, Isabel II pasó por la localidad el 18 de julio de 1861, acompañada en este caso por su marido Francisco de Asís, el 2 de agosto de 1865 o en septiembre de 1866. Incluso, durante su breve reinado, Amadeo I emprendió un viaje al norte peninsular el 21 de julio de 1872, tan sólo dos días después de salir ileso de un atentado en la calle Arenal de Madrid, deteniéndose ese mismo día en la estación de Dueñas, donde acordó con las autoridades locales donar a la población 2.500 reales para distribuir entre las clases más necesitadas de la localidad. 
La presencia física de los monarcas o miembros de la familia real suponía, sin duda, un gran prestigio social para la villa pero traía consigo aparejados importantes gastos para las arcas municipales, ya que suponía la celebración de diversos festejos. Destaca, así, la iluminación de las calles y fachadas con luminarias y hogueras, los fuegos artificiales o el empedrado y aderezo de las principales calles, plazas y espacios públicos, construyéndose incluso elementos de arquitectura efímera como los arcos triunfales construidos para la visita de Fernando VII o los aderezos del puente de San Isidro, donde se salía a recibir o hasta donde se solía acompañar a la comitiva regia. En una sociedad fuertemente sacralizada era ineludible la celebración de procesiones y misas cantadas, donde cabe destacar el canto del Te Deum, uno de los principales himnos cristianos de acción de gracias. Entre los festejos populares cabe destacar la importancia de la tauromaquia, celebrando corridas de toros o novillos en la plaza del mercado, constatados ya desde la visita de Felipe II en 1592, a lo que habría que sumar la música y el baile, inseparables de las festividades populares.

### Edad Contemporánea

#### La Guerra de la Independencia y las medidas liberales delsigloXIX
Con el estallido de la Revolución Francesa en 1789, cabe destacar la figura del obispo de Jaén, Agustín Rubín de Ceballos, nacido en Dueñas en 1724, quien ostentaba también desde 1784 el cargo de Inquisidor General de España y contribuyó, por tanto, a la política de Floridablanca de establecer un "cordón sanitario" para evitar el contagio de las ideas revolucionarias procedentes del otro lado de los Pirineos, publicando en 1790 un nuevo Índice de libros prohibidos y un edicto en que se prohibía la circulación de impresos que propagaran ideas revolucionarias. 
Sin embargo, con el acceso al poder en Francia de Napoleón en 1799, Godoy firmará el 27 de octubre de 1807 el Tratado de Fontainebleau, por el que se estipulaba la invasión militar conjunta franco-española de Portugal y se permitía para ello el paso de las tropas francesas por territorio español. Las tropas francesas penetraron en la Península a través del Bidasoa bajo las órdenes del general Junot el 18 de octubre de 1807 y rápidamente fueron ocupando diversas plazas españolas. La presencia de los contingentes franceses generó la desconfianza incluso del propio Godoy, que se retiró junto a la familia real a Aranjuez, por si fuera necesaria su evacuación. Ante esta situación, el 19 de marzo de 1808, se produjo el motín de Aranjuez, ocupando el general Murat Madrid el 23 de marzo. Finalmente, debido al secuestro de la familia real en Bayona, se produjo el levantamiento del 2 de mayo y el estallido de la Guerra de la Independencia (1808-1814).
Durante la contienda, la posición estratégica de Dueñas la convertiría de nuevo, al igual que el cercano monasterio de San Isidro (de donde fueron expulsados los monjes), en cuartel general de las tropas francesas. Se constata, así, el paso de tropas francesas por esta importante vía de comunicación hacia Portugal ya a principios de 1808, causando quejas entre los vecinos por el suministro a las tropas francesas desde el 27 de febrero, habiendo ocupado Palencia el mariscal Leval el 14 de enero de 1808. Asimismo, el levantamiento del 2 de mayo, fue secundado por otras villas y ciudades y, en Valladolid, se produjo el levantamiento del general Gregorio García de la Cuesta el 31 de mayo de 1808. Ante esta situación, el mariscal Bessiéres, que tenía su cuartel general en Burgos, ordenó a las tropas de Merle, enviadas a Santander, que retrocedieran y acudieran al encuentro del general Lassalle, quien al frente de cuatro batallones de infantería y una nutrida caballería (en total unos seis mil soldados) salió de Burgos el día 4 de junio de 1808 en dirección a Valladolid, acordando encontrarse en Dueñas el día 11, teniendo lugar el 12 de junio, la famosa batalla de Cabezón, entrando José I en Madrid el 20 de julio.   
Pese a la ocupación de la propia capital, tras recibir la noticia de la derrota de los franceses en Bailén (19 de julio), José I abandonó Madrid el 31 de julio y se replegó primero a Burgos y finalmente a Vitoria, lo que obligó a intervenir directamente en la campaña a su hermano el Emperador, quien atravesó la frontera por el Bidasoa el 4 de noviembre, el 6 de noviembre llegó a Vitoria y el 11 a Burgos, dirigiéndose a Madrid, donde entró victorioso el 5 de diciembre. Asimismo, el 12 de noviembre llegaban a Palencia las tropas del general Milhaud, que volvieron a ocupar la ciudad, permaneciendo ya bajo dominio francés hasta su retirada en 1813.   
Debido a la derrota del ejército español, la resistencia se organizará en forma de guerrillas, destacando en esta zona figuras como Juan de Tapia, El Empecinado o Jerónimo Merino, conocido como el "cura Merino", cuya guerrilla actuaba sobre las comunicaciones Burgos - Valladolid, sorprendiendo el 22 de enero de 1810 a una división francesa en las inmediaciones de la villa, cayendo en la emboscada sobre 1500 hombres, logrando evadirse solamente unos 200. Por último, el hermano de Napoleón, José I, que ostentó la Corona española entre 1808 y 1814, se hospedó en la villa en un viaje que realizó a París en 1811 para asistir al bautizo de su sobrino Napoleón II. La tradición popular sostiene que se alojó en el palacio cuya fachada se conserva todavía hoy en la Plaza del Doctor Sinova, tras la iglesia de Santa María, conocido por ello como "Casa de Napoleón". Al año siguiente, en 1812, con la llegada del duque de Wellington al frente de las tropas aliadas anglo-hispano-portuguesas y el fracaso del asedio a Burgos, las fuerzas napoleónicas reagrupadas pudieron contraatacar y obligarle a retroceder hasta las posiciones fronterizas portuguesas. El 24 de octubre de 1812, Wellington decidió hacer un descanso sobre unas colinas entre Villamuriel y Dueñas y, para evitar la persecución y acoso de las tropas francesas, el día 25 ordenó volar los puentes de Villamuriel y Dueñas, logrando destruir un arco en cada uno de ellos. La precipitada huida de los franceses en junio de 1813 supuso de nuevo el paso de Bonaparte por Dueñas el 6 de junio en su retirada de Valladolid a Palencia.
Tras la derrota de Napoleón, este devuelve el trono a Fernando VII a través del Tratado de Valençay (1813), quien restaura el absolutismo y pone fin, por tanto, a las medidas liberales inicias por las Cortes de Cádiz y la Constitución de 1812. Así, no será hasta 1835, durante el reinado de Isabel II, cuando se pongan en marcha diversas medidas liberales que supusieron la abolición del Antiguo Régimen, el fin de los señoríos (que en Dueñas se encontraba todavía en manos de los Medinaceli), o la creación de los ayuntamientos constitucionales. Por ello, a pesar del pleito iniciado por la villa contra su señorialización en 1504 y las sentencias de 1543 y 1786, en las que se reconoce la jurisdicción señorial pero se ordena la devolución de las rentas reales (tercias y alcabalas) a la Corona, no será hasta estas medidas cuando se ponga fin al señorío sobre la localidad a partir de la ley de 26 de agosto de 1837. En estos momentos, además, llega a Dueñas la construcción del Canal de Castilla (1831) y, en 1856, se inicia la construcción de la línea ferroviaria Madrid-Hendaya, con estación en la localidad, inaugurándose el tramo Valladolid-Venta de Baños el 1 de agosto de 1860.

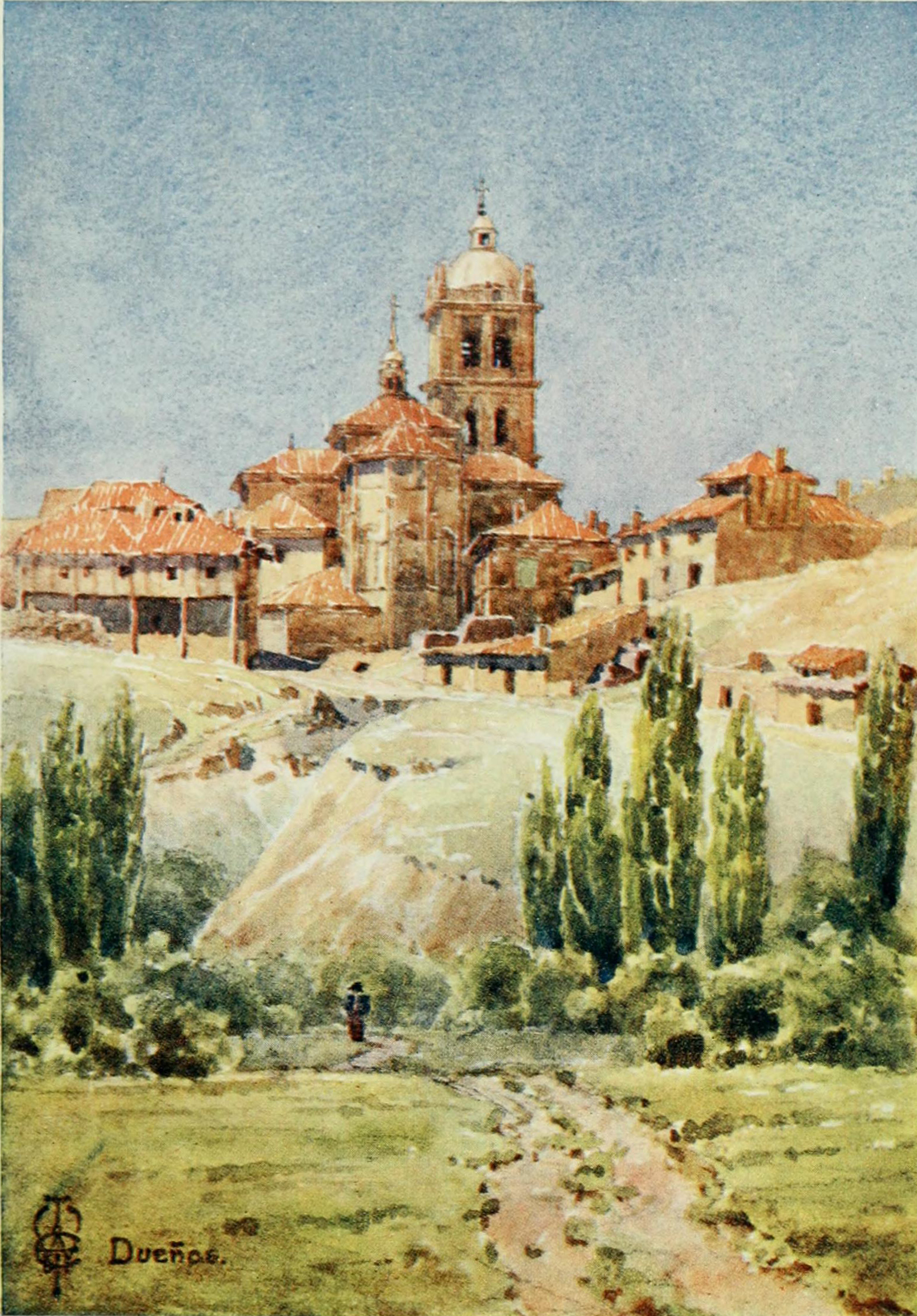
Vista de Dueñas en una ilustración publicada en 1906

Tras la revolución de La Gloriosa (1868) y el fracaso de establecer en España un régimen político democrático durante el llamado Sexenio Democrático, se produce la restauración Borbónica (1875) en la figura de Alfonso XII, inaugurándose una etapa de estabilidad marcada por el bipartidismo y el turnismo entre el partido Conservador y el Liberal. A nivel local, desde finales del siglo XIX cabe destacar la figura del político monárquico Antonio Monedero Martín (1872-1942), quien llevó a cabo interesantes proyectos dentro del llamado catolicismo social a favor del campesinado y los obreros. Cabe destacar así proyectos sociales como el que llevó a cabo en su finca de El Aguachar o la creación de una fábrica de luz, una central hidroeléctrica en unos antiguos molinos de su propiedad sobre el río Pisuerga conocidos como La Torrecilla (actualmente perteneciente a Iberdrola), lo que permitió iluminar ya la localidad con un primitivo alumbrado eléctrico en 1899 con 60 bombillas, cuando en España la primera localidad con contar con alumbrado de este tipo había sido Comillas en 1881 y Jerez o Haro en 1890 y la propia Madrid empieza a hacer los primeros ensayos en 1852, aunque no es hasta 1878 cuando se empieza a extender el alumbrado por las principales calles. En este mismo sentido, en 1917 fundó la Confederación Nacional Católico-Agraria (CNCA) pero rápidamente fue apartado de la dirección, falleciendo en 1940. Tras la Dictadura de Primo de Rivera (1923-1930), se produjo en las principales ciudades el triunfo de los partidos republicanos en las elecciones municipales del 12 de abril de 1931, por lo que se produjo la proclamación de la II República.

#### La guerra civil española y la restauración democrática tras la dictadura franquista
Durante la II República, tras la victoria de la recién creada coalición del Frente Popular en las elecciones generales de febrero de 1936, se decidió suspender las elecciones municipales previstas para abril por temor a que se produjeran altercados públicos. Fueron los propios gobernadores los que, en el uso de sus atribuciones, sustituyeron a las corporaciones existentes y nombraron las comisiones gestoras afines al nuevo gobierno. En Dueñas la nueva comisión gestora estuvo formada por 11 miembros bajo la presidencia de Heliodoro Herrá Pozanco del Partido Socialista. Tras la sublevación militar del 17 de julio en Melilla, se produjo el inicio de la guerra civil española (1936-1939), y Heliodoro Herrá intentó organizar la resistencia formando patrullas de vigilancia y buscando apoyo en Venta de Baños y la capital provincial. Sin embargo, el gobierno republicano de Palencia cayó de forma inmediata ante los sublevados y, en Dueñas, todo conato de resistencia fue también frustrado la mañana del 19 de julio gracias a la intervención del capitán falangista Vicente Lobo Noriega, conocido como Capitán Lobo (al que se le dedicó incluso una Avenida en la localidad), que había sido liberado de la prisión de Valladolid, y reforzado poco después por la llegada del regimiento de caballería acantonado en Palencia, el regimiento de Villarobledo. Liberan así el cuartel de la guardia civil con el que cuenta la localidad y que estaba intentando ser tomado por las fuerzas de izquierdas de la localidad. Ante la llegada de todos estos refuerzos huyeron y se dispersaron y, con el apoyo de la Guardia Civil, se restituye en la alcaldía a Francisco García Tovar, aunque el día 24 se realiza una nueva elección en la que se nombra a Pedro Alonso Martínez, juez local.
Por ello, debido a este conato de resistencia y la gran fuerza que habían demostrado las organizaciones obreras de la localidad, la represión franquista alcanzó en Dueñas la cota más alta de la provincia con más de 120 vecinos represaliados, entre ellas 22 mujeres, algunas de ellas embarazadas, siendo una de las cifras más altas de España en el ámbito rural. En 2008, la Asociación para la Recuperación de la Memoria Histórica de Palencia inauguró una placa con el nombre de todos los represaliados en los soportales de la Plaza de la Paz (antigua Conde de Vallellano) en el edificio que fue utilizado como Casa del Pueblo por las organizaciones de izquierdas a principios del siglo XX y frente al monumento de los caídos existente en el atrio de la iglesia de Santa María inaugurado por el régimen franquista en 1942. Se construyó también un monumento en el cementerio municipal, donde se han enterrado los restos que han ido siendo exhumados en las distintas campañas organizadas por dicha asociación. Ese mismo año el ayuntamiento aprobó también el cambio de denominación de varias calles y plazas con nombres relacionados con la época franquista como José Antonio Primo de Rivera (hoy Rafael Alberti), Calvo Sotelo (hoy Dulzaineros), General Mola (hoy Cerrato), José Sáinz (hoy Lazarillo) o Capitán Lobo (hoy Avenida Valladolid), a las que, en 2017, se han sumado las de Caídos (hoy Zagales), Antonio Mondero (hoy Calle del Uso), Federico Mayo (hoy Plaza de San Isidro) y Abilio Calderón (hoy Avenida del Paseo), así como el complejo deportivo Federico Mayo, hoy Eras de las Candelas. Con todos estos actos se daba cumplimiento a la Ley de la Memoria Histórica de 26 de diciembre de 2007.
En 1943 la diputación provincial elige mayoritariamente al alcalde eldanense Antonio Cuadros Salas para el cargo de procurador en Cortes en la I Legislatura de las Cortes Españolas (1943-1946), representando a los municipios de esta provincia. Desde finales de los años 50, tras una larga posguerra y cuando el régimen franquista sufría un punto de inflexión y empezaba a abrirse al mundo: primero al cada vez mayor turismo e inversión extranjera, pero sobre todo a las medidas y avances de carácter económico, donde cabe destacar la aprobación del Plan Nacional de Estabilización Económica en 1959, se irá produciendo la modernización de una sociedad que vivía atrasada respecto al resto de Europa. A lo largo de estas décadas, se producirá la llegada de la red telefónica (1925), del abastecimiento de agua corriente (1956), de las primeras industrias (1956), del suministro de luz (1957), la pavimentación y urbanización de calles y plazas, la construcción de edificios públicos como la escuela Reyes Católicos (1961), el nuevo edificio consistorial (1969), las piscinas y las instalaciones deportivas (1977), o el desarrollo de varias urbanizaciones a través del Servicio Nacional de Regiones Devastadas y Reparaciones o, posteriormente, los programas de protección oficial del Instituto Nacional de la Vivienda, como el barrio del Generalísimo en torno a la Avenida de Primo de Rivera (hoy Rafael Alberti), inaugurado en 1943 con la presencia del ministro de Trabajo, el palentino José Antonio Girón de Velasco, o el de Las Candelas en 1956, destinadas a las familias que seguían viviendo en casas-cueva y de las primeras de la localidad en contar, desde su construcción, con los nuevos servicios de suministro de agua y luz. Todas estas actuaciones tuvieron lugar gracias a la influencia del director de Vivienda, Federico Mayo Gayarre, vinculado a Dueñas por su matrimonio con la hija de Antonio Monedero.
Tras la muerte de Franco en 1975 se produce la Transición Democrática, aunque Dueñas se encuentra inmersa en un continuado declive marcado por la pérdida de población que afecta a todo el interior peninsular, a pesar de que cuenta desde los años 1990 con un potente polígono industrial junto a la Autovía A-62 dirección Valladolid, donde se habían instalado ya las primeras fábricas en los años 1950, habiéndose construido desde 2009 las infraestructuras de un nuevo polígono dirección Palencia, todavía sin comercializar. No obstante, la principal actividad económica de la localidad sigue siendo el sector primario (agricultura y ganadería).

## Geografía humana

### Demografía
Cuenta con una población de 2584 habitantes (INE 2024).
| Gráfica de evolución demográfica de Dueñas entre 1842 y 2021                                                          |
| |
| Población de derecho según los censos de población del INE. Población de hecho según los censos de población del INE. |

### Evolución demográfica
Las crónicas del siglo XVI hablan ya de una población de entre los 1000 y los 1500 vecinos lo que supondría unos 4000-6000 habitantes (en función del factor que utilicemos para convertir en habitantes el número de vecinos, pues en el Antiguo Régimen cada vecino englobaba toda una unidad familiar, contabilizando en esta al cabeza de familia, cónyuge, hijos, parientes, esclavos, etc.). Se trataría, por tanto, de una villa con un peso demográfico importante desde la Edad Media. A partir del siglo XVII, se produce un estancamiento y retroceso de todo el interior castellano, reflejado en los censos y catastros realizados a partir del siglo XVIII y, así, el catastro de Ensenada (1752) nos habla de 500 vecinos (pregunta 21), mientras que el diccionario geográfico-estadístico de Madoz (Tomo VII, 1847, p. 417) habla de 429 vecinos y 2232 almas.
A lo largo del siglo XX se mantuvo entre los 3000 y los 4000 habitantes pero, desde mediados de dicha centuria, se vio afectada por el éxodo rural debido a la industrialización de las grandes ciudades como Madrid, Barcelona o País Vasco, así como por el crecimiento vegetativo negativo que afecta a España debido a la caída de la tasa de natalidad y el envejecimiento de la población. Por ello, en las últimas décadas, su población ha descendido de forma exponencial, cayendo por debajo de los 3000 habitantes desde el año 2000 (entre 2000 y 2003) y, ya de forma continuada, desde 2008. 
| 1900 | 1910 | 1920 | 1930 | 1940 | 1950 | 1960 | 1970 | 1981 | 1991 | 2000 | 2001 | 2002 | 2003 | 2004 | 2005 | 2006 | 2007 | 2008 | 2009 |
| 4053 | 3547 | 3222 | 3386 | 3829 | 3674 | 4044 | 3246 | 3244 | 3132 | 2949 | 2956 | 2985 | 2980 | 3029 | 3055 | 3052 | 3007 | 2983 | 2994 |
| 2010 | 2011 | 2012 | 2013 | 2014 | 2015 | 2016 | 2017 | 2018 | 2019 | 2020 | 2021 | 2022 | 2023 |      |      |      |      |      |      |
| 2922 | 2844 | 2802 | 2769 | 2755 | 2744 | 2697 | 2658 | 2633 | 2612 | 2624 | 2592 | 2592 | 2597 |      |      |      |      |      |      |

## Administración y política

### Escudo heráldico

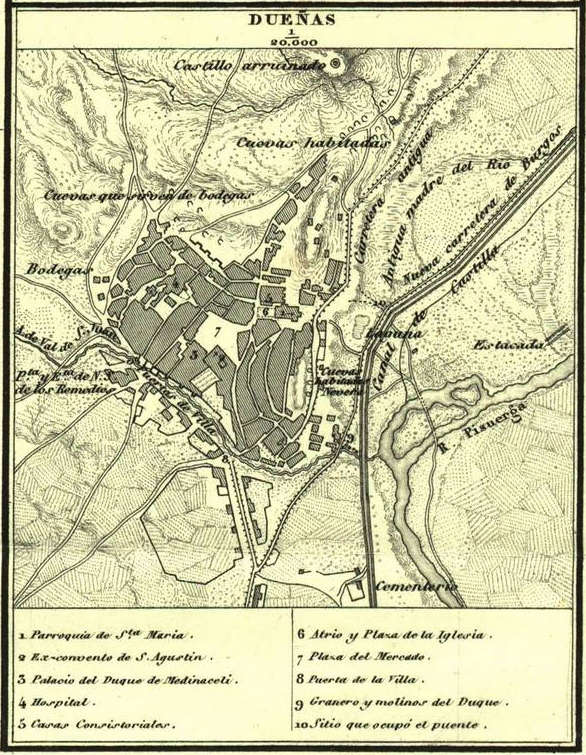
Mapa de la localidad publicado en 1852 realizado por Francisco Coello

El escudo heráldico de la localidad se adoptó por decisión del Ayuntamiento en Pleno en 1924, aunque había sido ya utilizado de forma alternativa junto con otros modelos desde tiempo atrás. Sin embargo, al haber caído en desuso durante la II República y el Franquismo, sustituido por los correspondientes a estos regímenes políticos, es retomado definitivamente en 1951. Este escudo está formado por "tres palas de horno (o padillas) de plata en campo de azur, puestas con el mango hacia abajo, perpendiculares y en situación de faja, acompañadas de nueve medias lunas del mismo metal". 
Era habitual que las villas y ciudades de señorío tomaran como escudo el blasón o las armas de sus señores, por lo que en el caso de Dueñas, su escudo ha sido legado por el linaje Padilla, condes de Santa Gadea y adelantados mayores de Castilla, que fueron señores de Dueñas a finales del siglo XVI y principios del XVII, al recaer en ellos el título condal de Buendía a través de diversos enlaces matrimoniales entre ambos linajes. Según Argote de Molina, este linaje puso por armas de su escudo las padillas por alusión a su apellido, por ser los señores de la villa de Padilla (Burgos). Sin embargo, con la mitificación de los elementos simbólicos del linaje, existe otra versión de origen legendario según la cual "los Padillas pusieron por armas unas padillas que son instrumentos rústicos a manera de palas de horno porque un caballero de este linaje defendió de los moros un castillo con una de esas palas".

### Evolución política
En el siglo XIV, Alfonso XI establece a través del Ordenamiento de Alcalá (1348) el regimiento cerrado, lo que supuso la oligarquización y patrimonialización del principal organismo de gobierno local: el concejo. Por lo que respecta al concejo eldanense, durante el Antiguo Régimen estuvo formado por cuatro regidores, un mayordomo, un procurador y cuatro fieles. Al tratarse de una villa de señorío estos cargos concejiles eran proveídos anualmente por el conde, quien había de elegirles a través de un sistema de cooptación en régimen de propuesta, es decir, de entre una lista doblada que le proponían los propios oficiales salientes. En 1568 por vía judicial se establece, además, la mitad de oficios: el concejo había de estar formado por dos regidores y dos fieles de cada estado, dos del estado de hijosdalgo y dos del de hombres buenos, mientras que el mayordomo había de pertenecer al de hijosdalgo y el procurador al de hombres buenos. Todos ellos, no obstante, estaban bajo la autoridad del alcalde mayor (traslación de la figura del corregidor en tierras de realengo), quienes tenían funciones judiciales y eran elegidos -esta vez sí- directamente por el conde entre personas que no fueran naturales de la localidad con el fin de garantizar su imparcialidad. Asimismo, hay que tener en cuenta que existían cuatro escribanías numerarias, ejerciendo uno de ellos a su vez como escribano del concejo, así como una pequeña audiencia local que trataba los casos judiciales en primera instancia, recayendo también todos estos nombramientos en el señor de la villa, garantizándose así cierto control sobre sus estados señoriales.  
En el siglo XIX, con las reformas liberales que tienen lugar en España desde la aprobación de la Constitución de Cádiz en 1812 pero que no se consolidarán hasta mediados de siglo, durante el reinado de Isabel II, se constituye en Ayuntamiento constitucional a raíz del Real Decreto de 23 de julio de 1835 aprobado por el gobierno progresista del conde de Toreno durante la regencia de María Cristina, nombrándose un nuevo ayuntamiento para la localidad por el secretario del gobernador civil de Palencia, José de Elizondo, que se mantendrá hasta el 24 de octubre de 1836. Aunque este decreto fue derogado al año siguiente, marcó un punto de no retorno, pues se mantuvo ya la nueva organización de los ayuntamientos, desapareciendo los antiguos cargos concejiles, sustituidos por la estructura u organigrama que todavía se mantiene hoy en día con el alcalde a la cabeza, uno o varios tenientes de alcalde y un número variable de regidores/concejales, en función de la población de cada localidad. Y, así, la ley de 15 de septiembre de 1836, recuperó la “Ley para el gobierno económico y político de las provincias”, elaborada durante el Trienio Liberal, el 3 de febrero de 1823, pero que no había llegado a aplicarse debido a la intervención de los Cien Mil Hijos de San Luis. Los cargos de los nuevos ayuntamientos fueron elegidos por primera vez de forma directa por los vecinos en base a un sufragio censitario, ratificándose los nombramientos por el gobierno político de la provincia, estando formado el ayuntamiento eldanense por dos alcaldes, seis regidores y un procurador síndico. Ley que se mantendrá hasta la aprobación de la Ley de Ayuntamientos de 8 de enero de 1845, aprobada por el gobierno moderado del general Narváez. A partir de entonces, por tanto, los cargos políticos empezaron a ser elegidos a través de elecciones, estableciéndose en España el sufragio universal masculino en 1890 y el femenino en 1931.
Sin embargo, el siglo XIX español estuvo marcado por las tensiones y enfrentamientos entre las fuerzas políticas dominantes, los conservadores y los liberales, convirtiéndose en habituales los pronunciamientos militares que suponían el cambio de gobierno, que en muchas ocasiones solo duraban unos meses en el poder. Así, tras la Revolución de 1868 y el destronamiento y exilio de Isabel II, se intenta establecer en España un régimen político democrático, primero en forma de una monarquía parlamentaria bajo el reinado de Amado I de Saboya (1871-1873) y después en forma de república (1873-1874) durante el llamado Sexenio Democrático que, finalmente, fracasó. Se produjo entonces la Restauración Borbónica en 1875 en la figura de Alfonso XII, hijo de Isabel II. Sin embargo, para evitar la inestabilidad precedente, los principales dirigentes de ambos partidos, Cánovas del Castillo, del Partido Conservador, y Sagasta, del Partido Liberal, llegan al Pacto de El Pardo en 1885 por el cual se establece el bipartidismo y el turnismo, es decir, la alternancia pactada en el gobierno entre ambos partidos. Para asegurarse los resultados electorales se establecieron una serie de métodos de manipulación electoral a través del llamado caciquismo como el pucherazo, el cunerismo o, directamente, la compra de votos. Dueñas no fue ajena a todo este proceso y a principios del siglo XX se convirtió en un importante bastión de votos del Partido Conservador que, en Palencia, estaba liderado por Abilio Calderón, quien salió elegido ininterrumpidamente entre 1898 y 1923. En Dueñas contaba con el apoyo del político conservador local Antonio Monedero Martín (1872-1940), político monárquico creador en 1917 de la Confederación Nacional Católico Agraria (CNCA) y uno de los principales líderes del sindicalismo católico-agrario. Debido al peso demográfico de la localidad en el contexto de la provincia, Calderón y otros representantes políticos realizaban frecuentemente actos electorales, a quien se dedicó en 1914 una calle, todavía en vida del propio Calderón, que hoy sigue con esa designación en el callejero local. También existe constancia de la puesta en práctica de técnicas de manipulación electoral, denunciándose en la prensa la compra de votos a 2 pesetas por parte de Calderón.
Durante la dictadura franquista (1936-1975), se produce un largo paréntesis en este sistema político y los cargos políticos serían elegidos por el propio régimen, donde cabe destacar también la figura de Federico Mayo, yerno de Antonio Monedero, director del Instituto Nacional de la Vivienda, a través del cual se hicieron diversas inversiones como el barrio de Las Candelas, destinado a las numerosas familias que todavía vivían en casas-cuevas. Finalmente, en 1975 se produce la restauración democrática y la aprobación de la Constitución actual en 1978.
Lista de alcaldes durante el Franquismo (1936-1979)
| Alcalde                  | Año inicio            | Año fin               | Observaciones |
| ------------------------ | --------------------- | --------------------- | --- |
| Pedro Alonso Martín      | 24 de julio de 1936   | 21 de agosto de 1936  | Gobierno nombrado tras el levantamiento del 17 de julio, bajo la presencia del comandante militar del sector, Aureliano Martín Marcos. |
| Francisco García Martín  | 21 de agosto de 1936  | 12 de abril de 1938   | |
| Ventura Caballero Martín | 12 de abril de 1938   | 8 de mayo de 1941     | |
| Antonio Cuadros Salas    | 8 de mayo de 1941     | 12 de octubre de 1954 | Ejerció de procurador por la provincia de Palencia en la I Legislatura de las Cortes Españolas (1943-1946). Desde 1949, debido a la continua ausencia del alcalde, asume dichas funciones los primeros tenientes de alcalde, Clemente Calzada Ruiz o Pablo de Vena Charrín. |
| Juan Begoña García       | 12 de octubre de 1954 | 11 de agosto de 1957  | |
| Emiliano García González | 11 de agosto de 1957  | 22 de octubre de 1957 | Como primer teniente de alcalde asumió el cargo de manera accidental tras el fallecimiento del anterior |
| Pedro García Peña        | 22 de octubre de 1957 | 18 de marzo de 1965   | |
| Felipe Velasco Caballero | 18 de marzo de 1965   | 1968                  | |
| Francisco Peña           | 1968                  | 11 de octubre de 1969 | De forma interina |
| Dionisio Sinova Andrés   | 11 de octubre de 1969 | 3 de abril de 1979    | |

| Periodo   | Nombre                      | Partido |
| --------- | --------------------------- | ------- |
| 1979-1983 | Remigio de Salas Jalón      | UCD     |
| 1983-1987 | José Manuel Cañadas Echagüe | PSOE    |
| 1987-1991 | José Manuel Cañadas Echagüe | PSOE    |
| 1991-1995 | José Manuel Cañadas Echagüe | PSOE    |
| 1995-1999 | José Manuel Cañadas Echagüe | PSOE    |
| 1999-2003 | María José García Ramos     | PP      |
| 2003-2007 | María José García Ramos     | PP      |
| 2007-2011 | Miguel Ángel Blanco Pastor  | PSOE    |
| 2011-2015 | Miguel Ángel Blanco Pastor  | PSOE    |
| 2015-2019 | Miguel Ángel Blanco Pastor  | PSOE    |
| 2019-2023 | Miguel Ángel Blanco Pastor  | PSOE    |
| 2023-act. | Miguel Ángel Blanco Pastor  | PSOE    |

### Toponimia
El topónimo actual de la localidad procede del término latino de "Domnas", aunque también aparece en la documentación como "Donans" o "Dominans". Los restos arqueológicos existentes en el término municipal parecen evidenciar una continuidad en el poblamiento y la preexistencia de un núcleo poblacional al actual en época visigoda, aunque no existe constancia documental que lo confirme. La tradición sitúa también en el entorno del actual monasterio de San Isidro la existencia de una comunidad de monjas (en latín, domnas) anterior a la invasión musulmana, que habría dado lugar al topónimo del monasterio -San Isidoro de (las) Dueñas-, de donde tomó luego su nombre el pueblo de Dueñas. Así, durante época visigótica, debió existir en este entorno un monasterio dúplice: un monasterio de monjas en la ubicación del monasterio actual bajo la advocación de San Martín de Tours y los monjes tal vez en San Juan de Baños, a tres o cuatro kilómetros. Este cenobio femenino también se habría visto afectado por la invasión sarracena y es destruido y abandonado por una razzia musulmana en el siglo IX. Es Fray Gregorio de Argaiz (siglo XVII) quien nos narra el acontecimiento, aunque fechándolo erróneamente en el 950 d. C. y otorgándole tintes míticos: 

"La abadesa Esmaragda y sus monjas que estaban en el monasterio de San Ysidoro de Dueñas, fueron presas y muertas por los moros y sus cuerpos arrojados en el río Pisuerga, día último de março".

A pesar de su abandono y destrucción, rápidamente, con la repoblación de Alfonso III, habría sido restaurada la vida monástica pero, en este caso, entregándoselo a una comunidad de monjes benedictinos, procedentes quizás de Córdoba, pues se produjo una importante migración de población mozárabe hacia los reinos cristianos debido al auge de la intolerancia religiosa. Su hijo, el rey García (+914), gran bienhechor del monasterio como lo fue su padre, fue quien entregó al lugar las insignes reliquias de san Isidoro mártir. Los monjes ocuparían entonces el lugar del antiguo monasterio femenino, añadiendo a la titularidad de san Martín, la de san Isidoro. De hecho, durante siglo y medio, entre los años 938 y 1097, las donaciones por parte de los reyes castellano-leoneses se dirigen al monasterio bajo el doble patronazgo de san Isidoro y san Martín, pero desde fines del siglo XI prima san Isidoro, quedando san Martín relegado a una iglesia próxima al monasterio, pero desconocida actualmente.
Otra versión menos conocida y extendida narra como durante el reinado de Alfonso VI en el siglo XI una condesa de Ayala, viuda de D. Vela de Aragón, viendo que los moros se internaban hasta Pancorbo, salió contra ellos en unión de sus vasallos y de dueñas y, después de vencerlos, los persiguió hasta el lugar en que hoy se halla la villa, la cual rescató del dominio sarraceno. Sin embargo, esta versión es del todo improbable, pues el último ataque musulmán a la villa habría tenido lugar durante el gobierno de Almanzor en el 980 d. C. 
Por último, también se ha querido ver en una heroica defensa de la villa de una razzia sarracena por parte de las mujeres (domnas) el origen del nombre de la localidad, así como del sobrenombre de "botijeros".

### Gentilicio
Su gentilicio es eldanense, del nombre prerromano de la localidad, Eldana, ciudad vaccea cuya posición es señalada en las tablas astronómicas realizadas por el astrónomo y matemático greco-egipcio Claudio Ptolomeo en el siglo II d. C. y que fue identificada ya con Dueñas por Miguel Cortés y López en su "Diccionario geográfico-histórico de la España antigua" en 1836. Aunque en el término municipal de Dueñas existen yacimientos históricos de diferentes periodos, nada parece indicar la existencia de una gran ciudad vaccea como la que menciona Ptolomeo, que también ha sido identificada con otras villas cercanas y, presumiblemente, se tratara de la actual Saldaña. Desconocemos además en qué momento se generalizó este cultismo basado en esa identificación con la Eldana vaccea, pues con anterioridad se utilizó el gentilicio de dueñense, recogido ya en el siglo XVI por el médico y lexicógrafo cordobés Francisco del Rosal (1537-1613) en su obra El origen de los nombres. Asimismo, existe también un gentilicio coloquial: botijero/a, fruto de una leyenda popular.

## Patrimonio

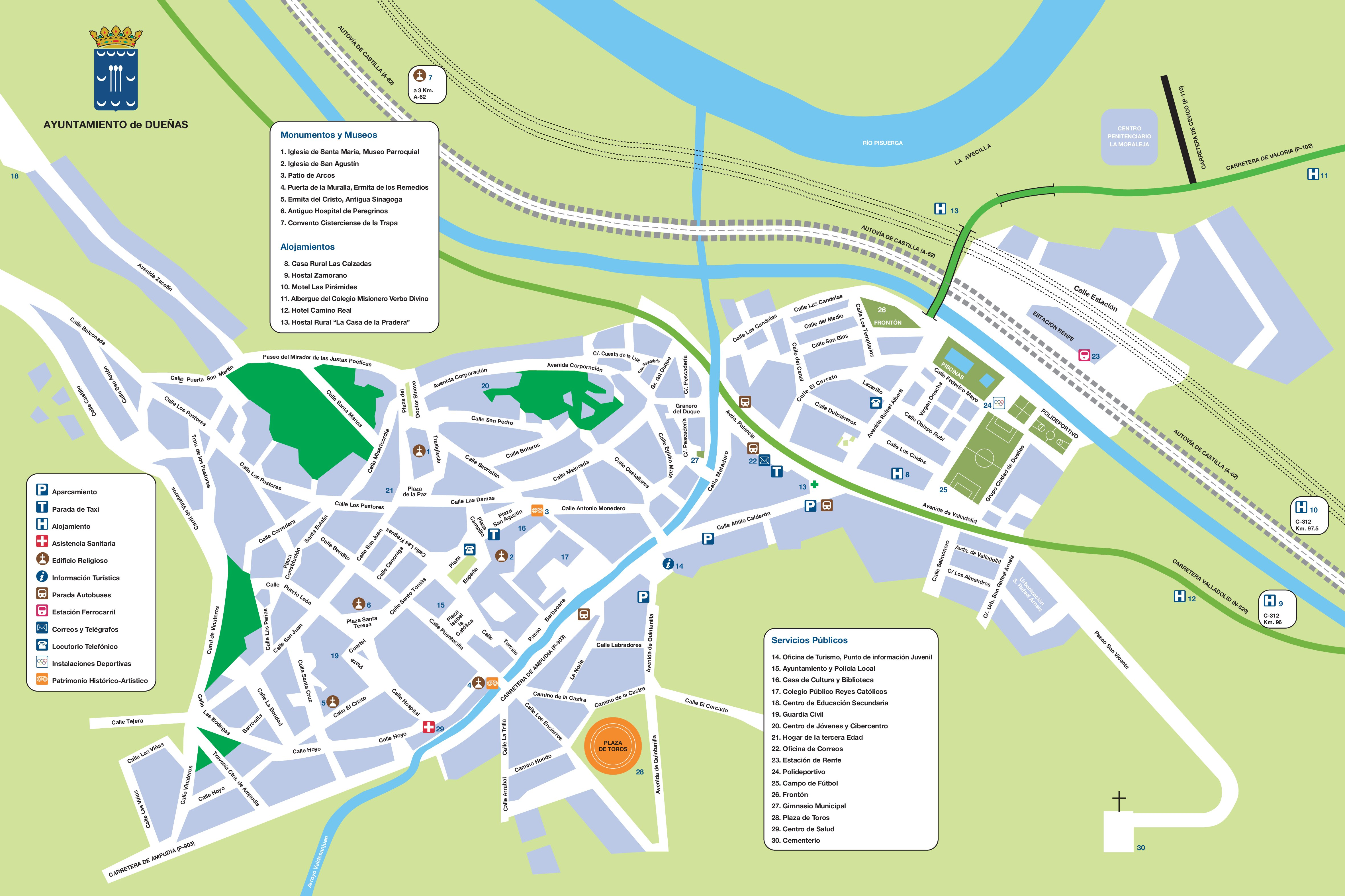
Plano turístico de Dueñas editado por el Ayuntamiento de Dueñas

Aunque la fisonomía urbana de Dueñas es típica de una ciudad del siglo XVI, es en origen una ciudad medieval, desarrollándose en la Alta Edad Media en una ciudad castellana de cierta entidad, rodeada por murallas y presidida por un castillo fortaleza. En esa época, la ciudad tenía cuatro puertas y tres puentes. Una de las puertas se situaba al final de la calle de San Juan, conservándose todavía el nombre de «puerta de San Juan» para designar esa zona; otra, conocida como la Puerta de la Villa o de Valladolid, se encontraba inmediata al puente que da paso a la calle de Antonio Monedero y hacia el norte, en las inmediaciones del puente sobre el Pisuerga la puerta de San Martín. En la actualidad, solo existe la llamada Puerta de los Remedios, conocida hoy como Ojo de la Virgen, que nos permite establecer la estructura y fisonomía del resto. Eran construcciones fuertes que avanzaban unos pasos desde los muros y poseían una doble puerta y un rastrillo. Existían, también, portillos para permitir el acceso a la muralla, tal y como vemos en la que subsiste.
A finales del siglo XVIII la ciudad presentaba un aspecto medieval, aunque desaparecen las murallas, y el castillo se pierde a mediados del siglo XIX. En la actualidad, no quedan restos del castillo, solo una pequeña parte del recinto murado y la puerta Ojo de la Virgen, permanecen en pie.
La ciudad, se estructura a lo largo de una calle que desemboca en la Plaza del Mercado hoy conocida como la Plaza de España recorrida de soportales y Plaza del Campillo, en cuyo entorno se asentaban las casas nobles, palacetes y edificios religiosos. Otros ejes lo constituían la antigua carretera a Palencia, en el interior de las murallas. Entre los espacios públicos de interés destacan la plaza del Hospital, la plaza del Doctor Sinova, y la plaza de Santa Teresa. En la calle de los Pastores, que comunicaba el centro con el Castillo, nos encontramos las más interesantes muestras de la arquitectura popular propia de la zona con casas de adobe, encaladas, con voladizos y ventanas adecuados al duro clima de la zona. Tiene esta calle espacios con gran encanto denominados «corrillos», que agrupan viviendas cercanas e invitan a la convivencia a sus moradores.
Dentro de la arquitectura popular destacan las calles porticadas y los soportales de la plaza de España, pero el conjunto reúne además elementos y edificios de interés singular, como el conjunto de casas palacio siglo XVII en la Plaza de Santa Teresa y en especial, el Palacio de los Buendía, que ocupa todo un lado de la Plaza España, y que aún conserva uno de los dos pasadizos, que comunicaban el palacio con otros edificios de servidumbre e incluso tiene una comunicación, mediante ventana y reja, al presbiterio de la vecina iglesia de San Agustín.
Por lo que corresponde a la arquitectura religiosa, la iglesia parroquial de la Asunción de Santa María del siglo XIII, el Convento de San Agustín del siglo XVI y el hospital de Santiago en la Plaza de Santa Teresa son los edificios más importantes.

### Santa María de la Asunción

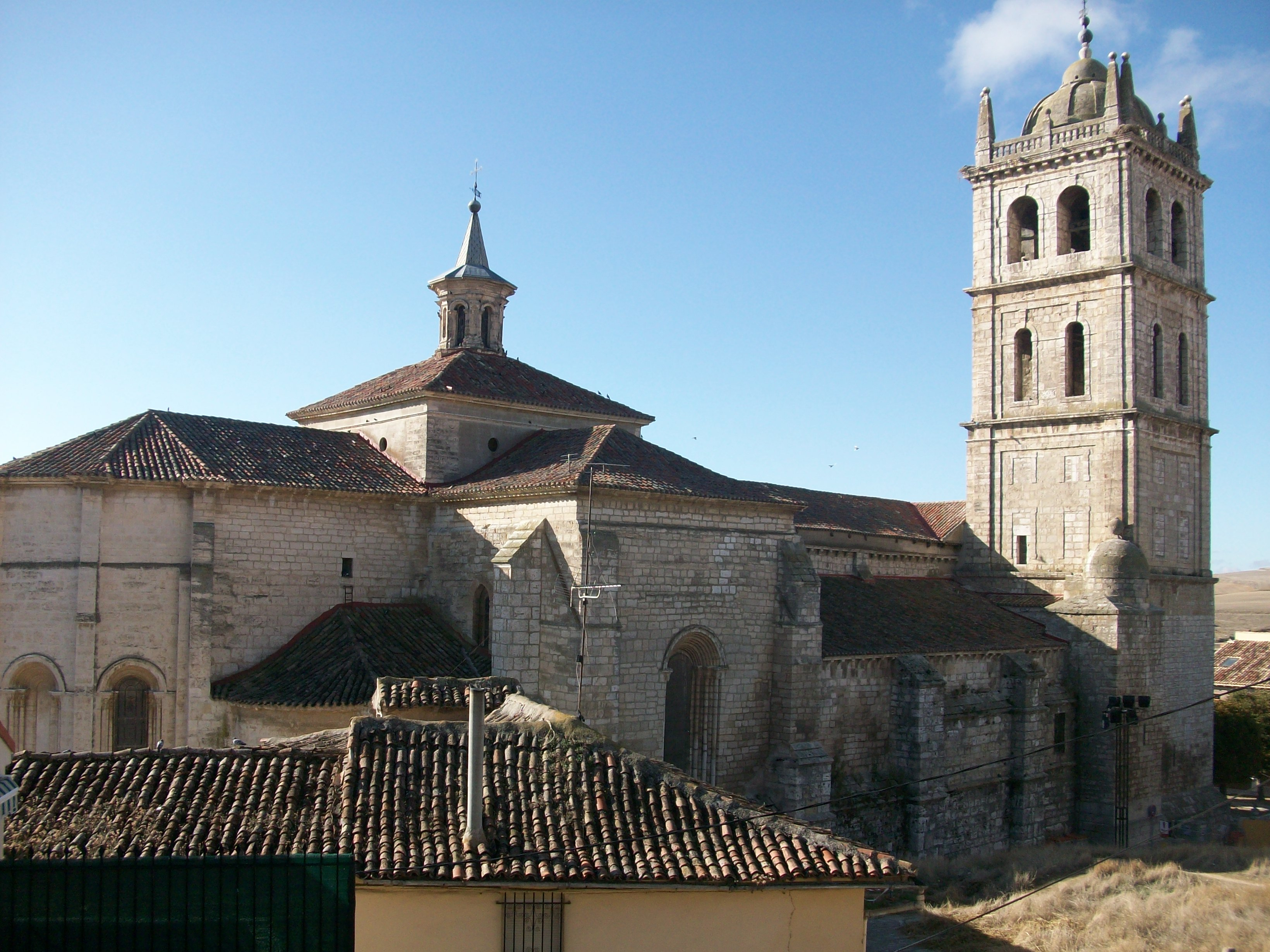
Iglesia parroquial de Santa María de la Asunción.

La iglesia de Santa María de la Asunción es una construcción de finales del Románico (ábsides lateral y central) y de principios del Gótico (naves laterales con bóvedas de crucería) de finales del XII y principios del XIII que debió restaurarse en los años cincuenta a causa de un incendio y en la que se ha intervenido recientemente.
A la obra inicial fueron añadiéndose intervenciones propias del Gótico flamígero, del Renacimiento (en especial la Torre según las trazas dadas por Alonso de Tolosa en 1585 y ejecutadas las obras por Juan de Mazarredonda y Pedro del Río), del Barroco (cimborrio) y del Neoclasicismo (sacristía).
En la capilla mayor, discutido patronato de los Acuña, se hallan los Sepulcros de los condes de Buendía (siglos XV y XVI) con efigies de Pedro y de Fadrique, primer y quinto conde respectivamente que ejemplifican los cambios de estilo entre los momentos finales del siglo XV y mediados del XVI.

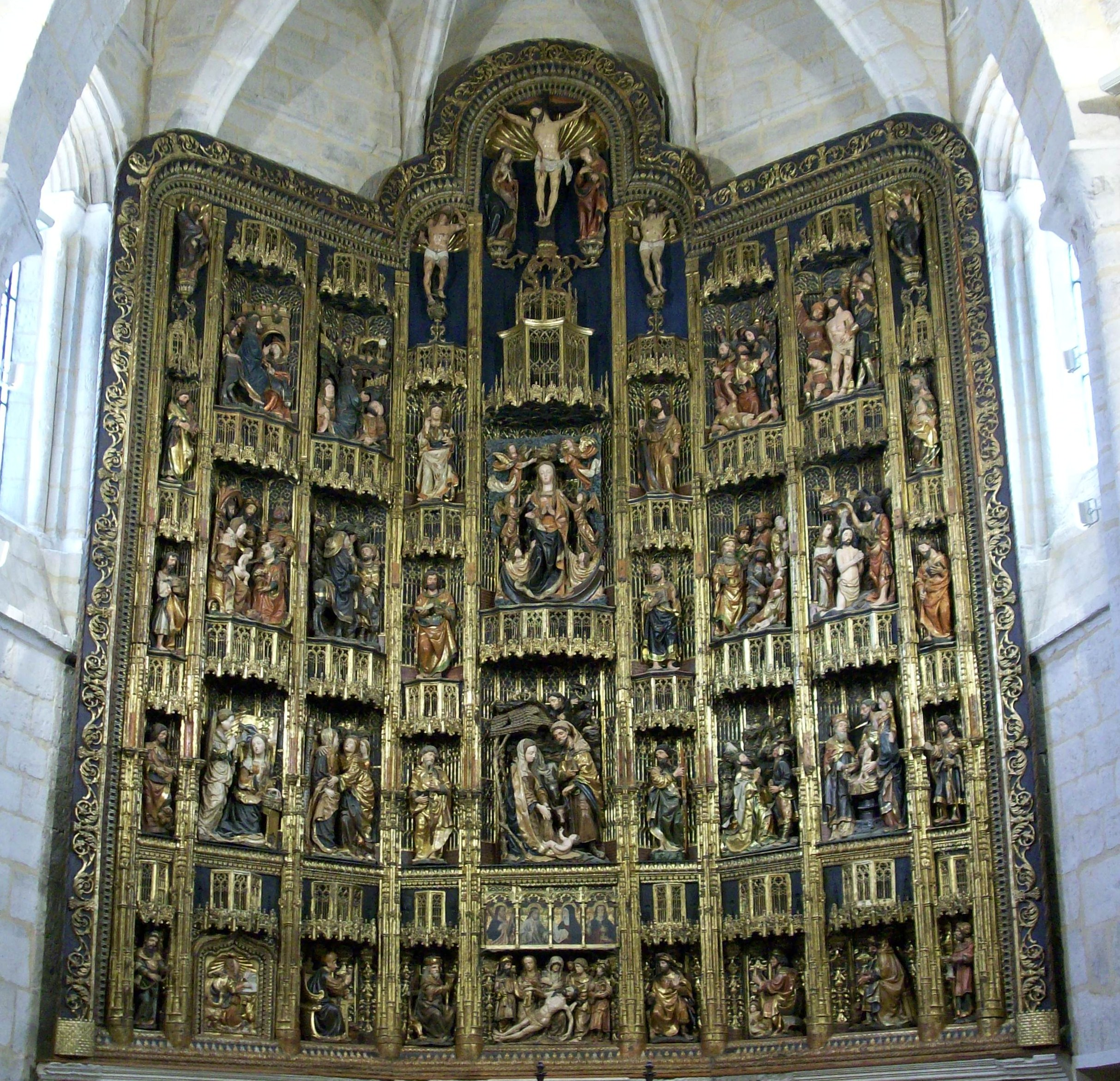
Retablo de la iglesia parroquial de Santa María de Dueñas. Tardogótico (1510-1518), obra del Maestro Antonio (de Malinas).

El retablo mayor (de Antonio de Malinas, Giralte de Bruselas, Pedro Manso y Alonso de Ampudia) con escenas de la vida de la Virgen y de Cristo marca el tránsito entre el Gótico final y el Renacimiento y se considera una obra maestra de la escultura castellana de este momento. Ha sido restaurado recientemente por la Fundación del Patrimonio Histórico de Castilla y León en 2009-2010. 
También posee especial interés, por su rareza, la Sillería en la que se combinan las tracerías góticas y los temas de salvajes, se piensa que relacionados con los nuevos descubrimientos, posiblemente son restos de dos sillerías diferentes, una de finales del siglo XV y otra de comienzos del siglo XVI.
Por los muros del edificio se distribuyen, entre otras obras de gran calidad, un Crucifijo y una Urna sepulcral, góticos, del siglo XIII; el Retablo de San Ildefonso (comienzos del siglo XVI) que supone la síntesis entre los modelos flamencos y la nueva sensibilidad renacentista; una puerta de altar con el Ecce Homo, de notable naturalismo, también del siglo XVI, y La Inmaculada de Jerónimo López, algo más tardía, del XVII, en la que se copia un modelo del escultor Gregorio Fernández; más calidad muestran la talla de San Isidro Labrador del mismo Gregorio Fernández (1629) y La Trinidad (escuela madrileña, siglo XVII).

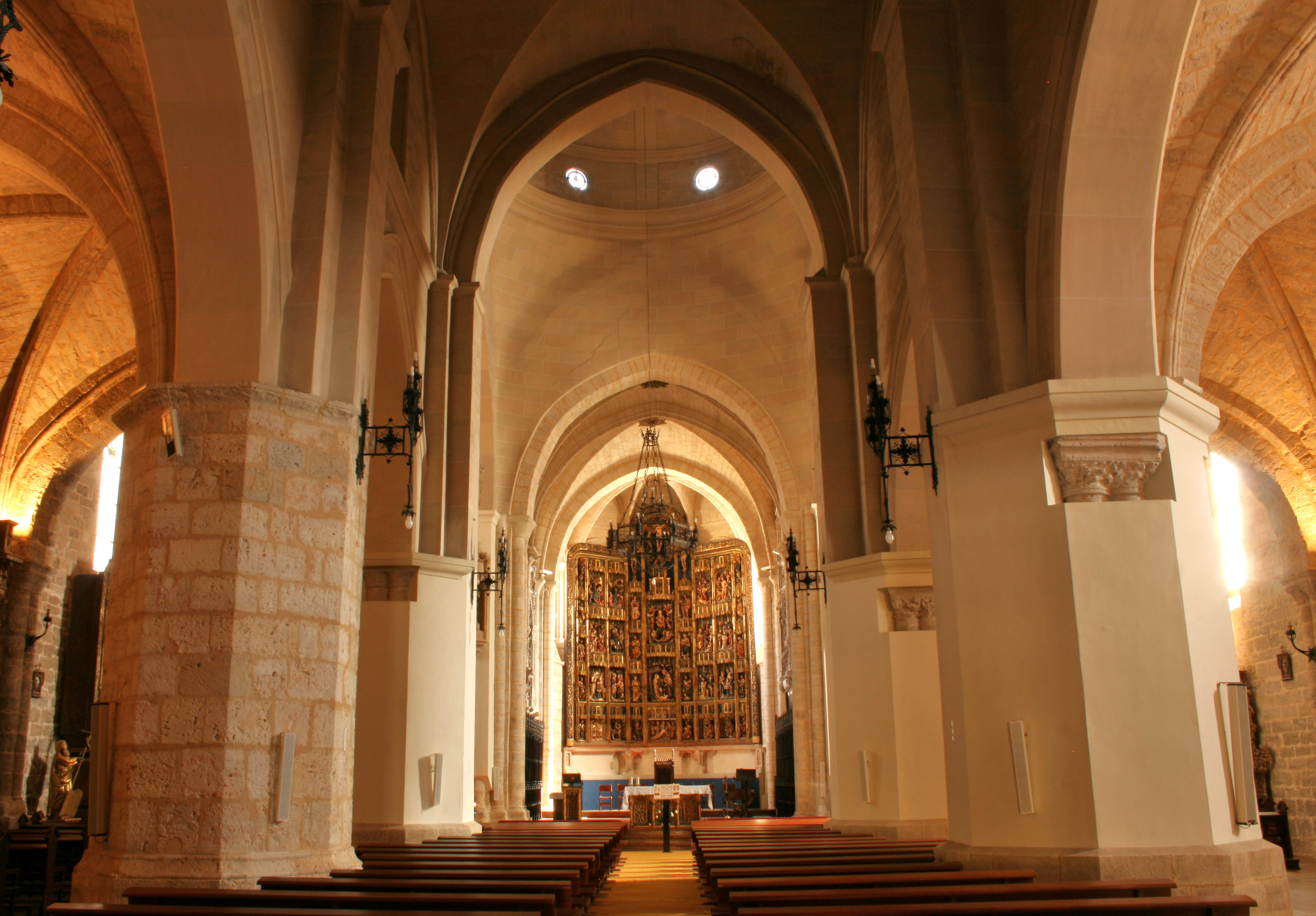
iglesia de Santa María de la Asunción.

Como ejemplo de la concepción del mundo durante las edades media y moderna podemos apreciar el Itinerario místico (siglo XVII) que se ubica en la capilla bautismal en el que aparecen el mundo sublunar, las esferas celestes y el cielo empíreo con todos sus habitantes y con el modo de poder acceder a él.
El órgano es de 1754. El Retablo de la Virgen de la O, patrona de Dueñas, es obra moderna (1951) del pintor palentino Germán Calvo.
Cuenta con un pequeño museo parroquial en el que se conserva la platería (Cruz procesional y Cáliz expositor, comienzos del siglo XVI, donación de los Acuña) y el Ecce Homo de Diego de Siloé (hacia 1525) quizá la obra de arte de mayor calidad de todo este notable conjunto y que anteriormente estuvo ubicado en un altar de San Agustín, en la capilla adquirida por Diego de Neira y Ana María de Salcedo y Hoyos en 1599. 
Por último, cabe destacar que, debido al peso histórico de Dueñas, su iglesia principal contó con un importante cabildo parroquial formado por 12 beneficiados de preste, 4 diáconos, 3 subdiáconos y 8 graderos (es decir, aquellos que sólo habían recibido las órdenes menores). De los doce presbíteros, sólo tres de ellos ostentaban el curato, esto es, la cura de almas o cura animarum y, por tanto, eran los únicos autorizados para administrar los santos sacramentos. 

### Convento de San Agustín

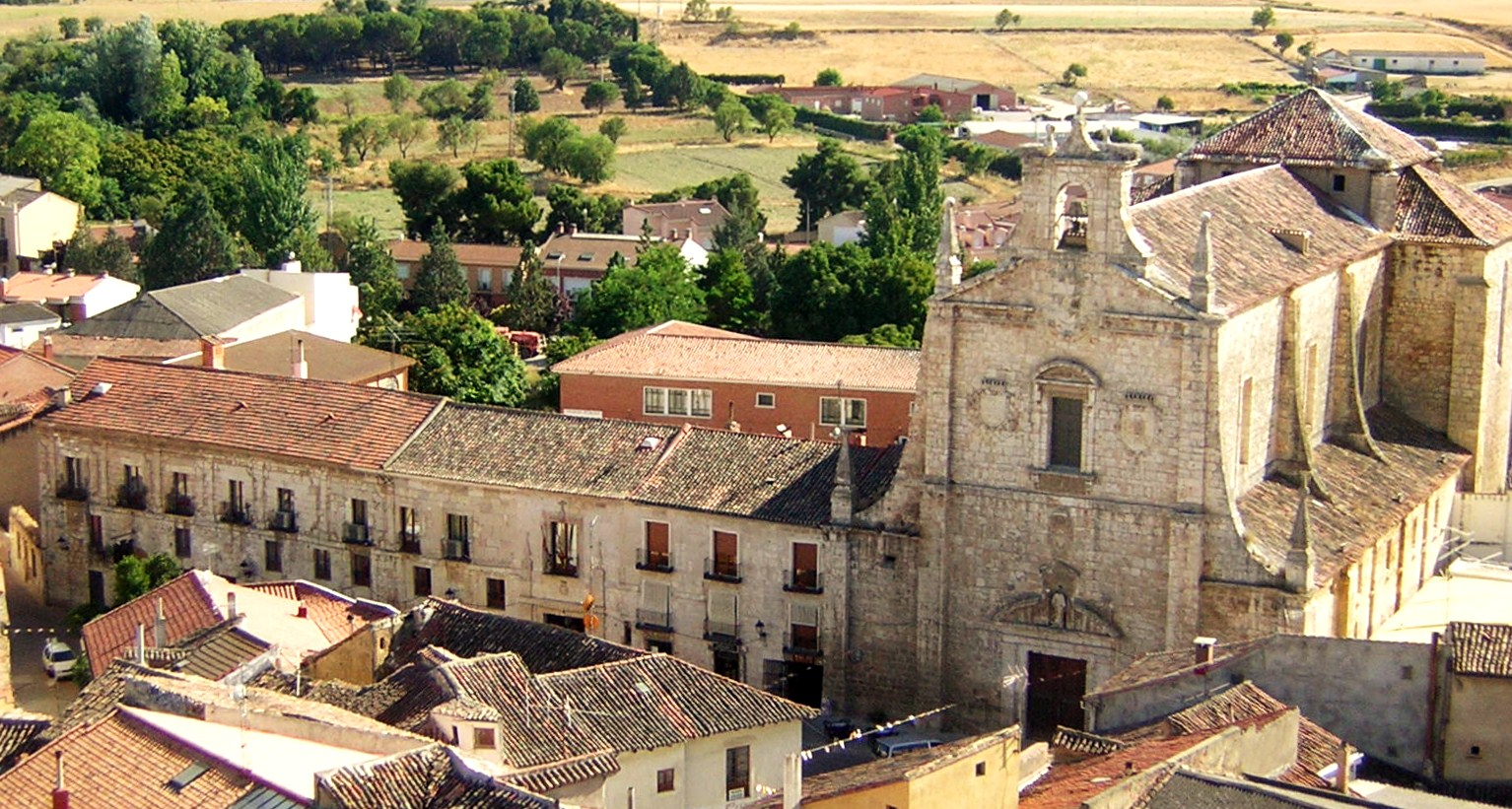
Convento de San Agustín

La orden agustiniana se estableció en Dueñas en el siglo XIII, ubicando su convento a extramuros de la villa, junto al camino real de Valladolid, ocupando el término que hoy se conoce como "El Cercado". Aunque algunos cronistas, como el padre fray Jerónimo Román y Zamora, atribuyen su fundación a Miguel Tis y a su mujer María Alfonso, éstos simplemente realizaron una generosa donación al convento, ya existente, dada en Valladolid el 11 de enero de 1304, siendo prior del monasterio fray Martín de Cardeña. Asimismo, desde un primer momento, recibió la protección y amparo real gracias a un privilegio otorgado por Alfonso XI en Algeciras el 27 de enero de 1343, en el que confirmaba los privilegios ya concedidos por sus antecesores.    
En su crónica de los reyes de Castilla, Pedro López de Ayala señala que la villa Dueñas fue asediada durante un mes en 1367 por las tropas enriqueñas en el contexto de la guerra civil castellana entre Pedro I y Enrique II. Es factible que este primitivo convento a extramuros fuera destruido por el adelantado mayor de Castilla Rodrigo Rodríguez de Torquemada, encargado de la defensa de la villa por Pedro I, para evitar que fuera utilizado como base por las tropas enriqueñas durante el asedio. Y, así, tal y como indica el padre fray Tomás de Herrera en su historia sobre el convento de San Agustín de Salamanca (1652), tras este suceso, el 3 de febrero de 1373, la comunidad religiosa recibió licencia del obispo Gutierre para instalarse dentro del recinto murado de la villa, asentándose en su ubicación actual. Pocos años después, a principios del siglo XV, iniciaron la construcción de una nueva iglesia gracias a la cesión de unos terrenos de su propiedad por parte tanto del propio adelantado Rodríguez de Torquemada como por la reina María de Aragón, mujer de Juan II, quien había recibido el señorío sobre la villa. Ésta, además, mandó enterrar en él a su hija, la infanta María (1428-1429), fallecida en la infancia. Posteriormente, en 1468, su hermano Enrique IV les cedió las tercias de Baquerín de Campos para la celebración de una misa cantada todos los años en honor a su madre y su hermana, así como para el mantenimiento del monasterio y la compra de ornamentos sagrados. 

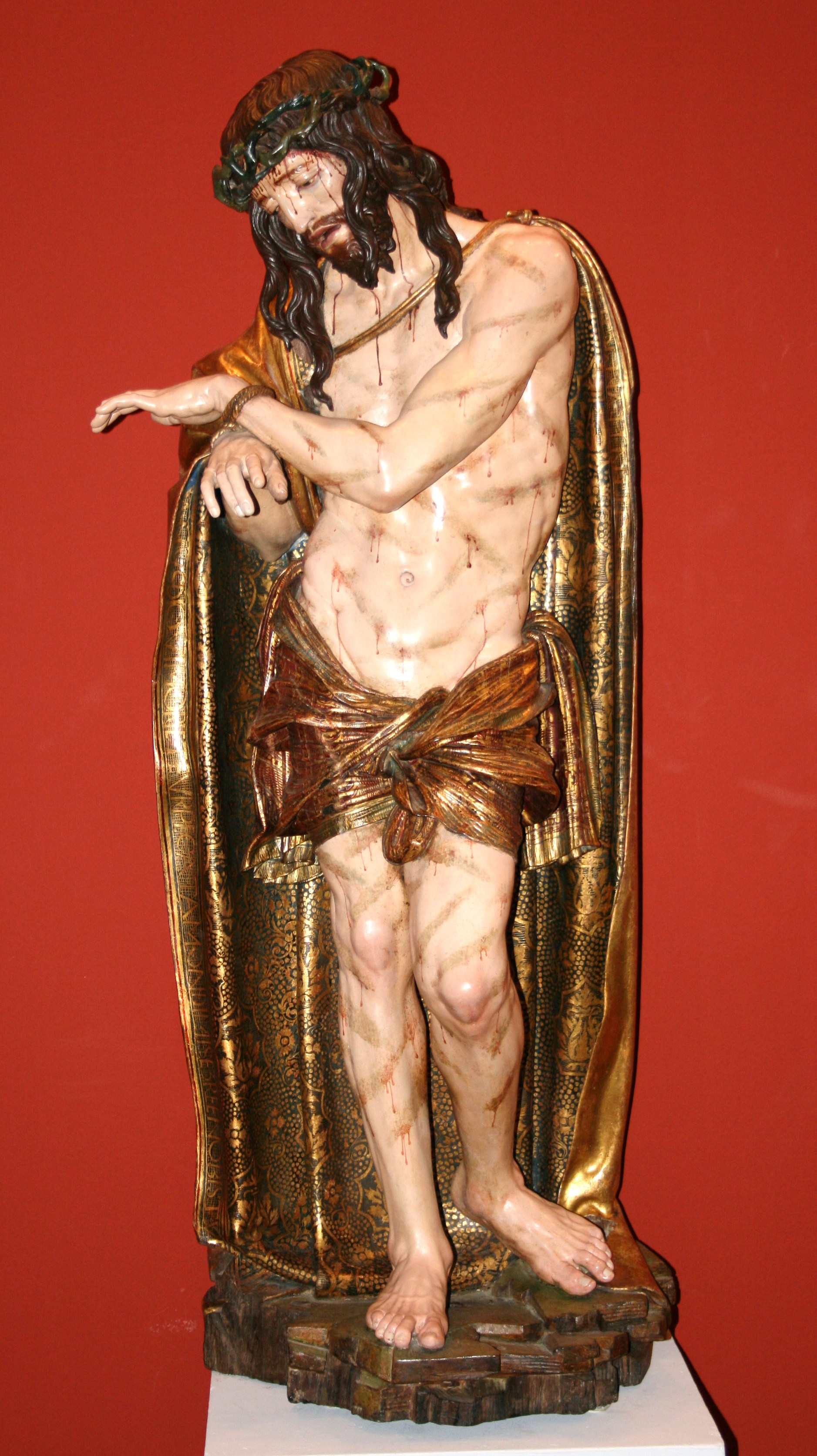
Diego de Siloé, Ecce Homo; iglesia de Santa María de la Asunción.

Su aspecto actual es el resultado de las reformas que se acometieron desde mediados del siglo XVI. En 1558 se trabajaba ya en la capilla mayor, encargándose la reja de cierre en 1572. Debido a la mayor envergadura de la nueva iglesia, el 24 de abril de 1550 el concejo les cede para su construcción una calle, confirmando dicha cesión el V conde de Buendía el 25 de abril y el propio emperador Carlos V el 7 de mayo. En 1589 se hacía cargo de las obras el maestro de cantería Pedro del Río, quedando por construir todavía siete capillas, el coro y el pórtico. Tras su fallecimiento en 1593, se hacía cargo de los trabajos Juan de la Lastra.   
Pese a ello, en 1609 hubo de realizarse reparaciones en las cubierta del altar mayor y se construyó la cúpula del cimborrio. El 28 de agosto de 1609, Francisco de Praves se comprometía a ejecutar las obras en base a las trazas otorgadas por Francisco de Mora. Obras promovidas en este caso por Juan de Acuña, I marqués de Vallecerrato (1612), en esos momentos presidente del consejo de Hacienda, quien había adquirido el patronazgo sobre la capilla mayor el 22 de febrero de 1609, en base a unos capítulos firmados el 13 de febrero. Ese mismo año, en mayo, se contrataba con el carpintero Juan Gutiérrez la construcción del tejado, recepcionándose finalmente las obras realizadas por Juan de la Lastra el 3 de noviembre de 1619.  
El estilo viñolesco, difundido en España por Juan de Herrera, es el componente fundamental de su arquitectura. Se conservan, además de la iglesia y una de las alas del edificio, las arquerías del claustro, que recibe el nombre de Patio de Arcos, y una de sus bodegas. La fachada de la iglesia traduce la organización estructural del interior, una sola nave con capillas laterales entre contrafuertes. Se divide en tres calles, la central con dos cuerpos enmarcados entre dos contrafuertes, que cierran con un gran frontón triangular abierto con el escudo de la orden agustina en el centro, muy deteriorado, y rematado todo ello por una espadaña con un único vano. La portada es adintelada, delimitada por una moldura con orejeras, flanqueada por pilastras de capitel compuesto sobre las cuales se halla un entablamento y un frontón semicircular que se rompe en el centro para acoger una hornacina con la talla del santo titular, San Agustín. El interior se encuentra dividido en tres tramos, separados por arcos perpiaños que apoyan sobre columnas adosadas que rematan con un capitel dórico toscano, a los que hay que sumar el crucero, con cúpula y cimborrio, y el ábside pentagonal. La nave central cubre con bóveda de arista en su primer tramo, sobre el coro, y por bóveda de lunetos en el resto. La mayor parte de las capillas laterales cubren con bóvedas de crucería, características del gótico tardío, mientras que el crucero cubre con cúpula encamonada y cimborrio y el altar se encuentra elevado por medio de siete gradas de losetas en damero, bajo la que una cripta abovedada. 
Adquirió su máximo esplendor en el siglo XVI, cuando se celebraron en él importantes capítulos provinciales de la orden agustina, hasta catorce, en los años 1461, 1469, 1479, 1507, 1527, 1540, 1541, 1557, 1563, 1569, 1576, 1579, 1582 y 1595. Cabe destacar la intervención de fray Luis de León en el de 1557, donde pronunció el llamado "discurso de Dueñas", criticando la relajación de las normas de la orden. Asimismo, fue casa de noviciado de la orden agustina y llegó a contar con un estudio de gramática, continuándose los estudios generalmente en los colegios de los conventos agustinos de Valladolid o Salamanca, ambos desaparecidos actualmente, derribados tras la Guerra de Independencia. Contaba también con un hospicio para albergue de pobres y menesterosos, por lo que desempeñó una importante labor como centro cultural y asistencial de la localidad.
El 22 de febrero de 1609, la comunidad aprobó la venta del patronato de la capilla mayor y sus dos colaterales a Juan de Acuña, I marqués de Vallecerrato, por tres mil ducados, más otros tres mil ducados para la dotación de una misa mayor diaria con sus responsos cantados de forma perpetua, comprometiéndose a fabricar el retablo mayor, los dos colaterales y la reja de cierre, así como encargarse del reparo y mantenimiento de las bóvedas y la fábrica. A cambio, se le concedió la autorización para ser enterrado junto a su esposa, Ángela de Guzmán, en dicho altar mayor, cuyos escudos, el de los Acuña y el de los Guzmán, pueden verse todavía en la fachada de la iglesia y las pechinas de la cúpula. De hecho, el altar estuvo unido al palacio de los condes de Buendía que podían asistir a los oficios religiosos desde alguno de sus aposentos a través de una tribuna con ventana y reja, que se sigue conservando en el crucero, en el lado de la Epístola.   
Asimismo, en las disposiciones establecidas por sus testamentarios el 7 de junio de 1616, otorgaron 4.000 ducados para dotar al monasterio de una librería, destinando otros 50 ducados anuales para la adquisición de nuevos libros, así como otros 4.000 ducados para ornamentos para la liturgia de la comunidad monástica. Por último, establecieron la creación dentro del convento de un seminario para doce muchachos donde estudiar latinidad, artes y teología, redactándose una serie de capítulos que habían de regular su funcionamiento. La pérdida del rico archivo documental con el que debió contar este convento nos impide saber si se llegaron a cumplir todas estas disposiciones. Pese a todo ello, Manuel Joaquín de Cañas, VI duque del Parque, sucesor del título de Vallecerrato, firmó un convenio con el convento el 4 de marzo de 1742 por el que se comprometió a pagar al convento 37.000 reales de vellón, a cambio de verse liberado de los compromisos adquiridos por su antecesor y evitar así el pleito que habían abierto los religiosos en la chancillería de Valladolid en 1708 por no estarse cumpliendo dichas disposiciones.  
Según un inventario realizado a raíz de la desamortización de 1809, durante el reinado de José Bonaparte, el retablo mayor, además de la imagen titular de San Agustín, contaba con una imagen de un Santo Cristo y una Virgen de la Correa, advocación de gran tradición agustiniana. Entre las advocaciones de sus capillas se encontraban las del Santísimo Cristo de Burgos, advocación también agustiniana con origen en el convento de la Trinidad de Burgos; la de San Juan de Sahagún; la de Santa Ana, la de Jesús Nazareno (sede de la cofradía de la Vera Cruz), la de la Virgen del Rosario (sede de dicha cofradía) y la de San José (junto a imágenes de Santo Domingo de Guzmán, San Juan Bautista y San Nicolás de Tolentino).      
Entre todas ellas, cabe destacar la capilla del santo Ecce Homo, que fue comprada el 24 de noviembre de 1599 por Diego de Neira, familiar del santo oficio y notario de la inquisición de Valladolid, quien ejerció como mayordomo durante más de sesenta años de varios condes de Buendía y condes de Santa Gadea, así como de los marqueses de Vallecerrato, junto a su mujer Ana María de Salcedo y Hoyos, convirtiéndola en su capilla funeraria, mandando construir en 1617 al maestro de cantería Bartolomé de Caranzo un sepulcro que todavía conserva su escudo de armas. En ella, además, fundaron dos memorias en honor a Santiago (25 de julio), a cargo de la cofradía de la Misericordia, y Santa Ana (26 de julio), a cargo de la cofradía del Rosario, estableciendo también que había de instalarse en ella la lámpara de aceite del Santísimo Sacramento. Por último, aunque en un primer momento, en 1617, habían nombrado como patronos a varios de sus familiares, finalmente, en 1619, nombraron como patrona de la capilla a la cofradía de la Misericordia, de la que era cofrade, para que se encargaran de su cuidado y ornato.     
En esta capilla se encontraría la famosa talla del Ecce Homo de Diego de Siloé, hoy custodiada en el museo parroquial. El historiador agustino Tomás de Herrera, relata también una historia legendaria sobre la aparición de dicha imagen: un mercader, a su paso por la localidad, habría dejado en una casa mesón –“que oy  llaman de Bartolomé Tamariz”– un cajón que habría de serle devuelto a su regreso. Durante su ausencia, habría sido ubicado en la cocina del mesón “para seruirse dél”. Un día, una de las criadas habría visto salir de dicho cajón un “gran resplandor” y, al abrirlo, “hallaron la santa imagen del Ecce Homo”. Los clérigos, queriendo llevarla para su veneración a la iglesia, en la procesión realizada a tal efecto, a su paso por el convento de San Agustín “no pudieron dar paso a otra parte, […] manifestando Dios con esta marauilla, que quería ser reuerenciado en aquel templo”.
Por último, contigua a ésta, en la capilla más próxima al altar en el lado de la Epístola, la VI condesa de Buendía, Francisca de Córdoba, fundó a través de su testamento una capellanía, conservándose en la clave central el escudo del linaje.    
Finalmente, el convento fue exclaustrado en el siglo XIX debido a las medidas desamortizadoras, primero en 1809 por el decreto de José Bonaparte de 18 de agosto, y definitivamente por la desamortización de Mendizábal en 1835, por lo que actualmente la iglesia se encuentra abandonada y en un incipiente proceso de ruina, mientras que algunas de las dependencias conventuales se dedican a funciones culturales (Biblioteca, Archivo y Casa de Cultura).

### Hospital de Santiago

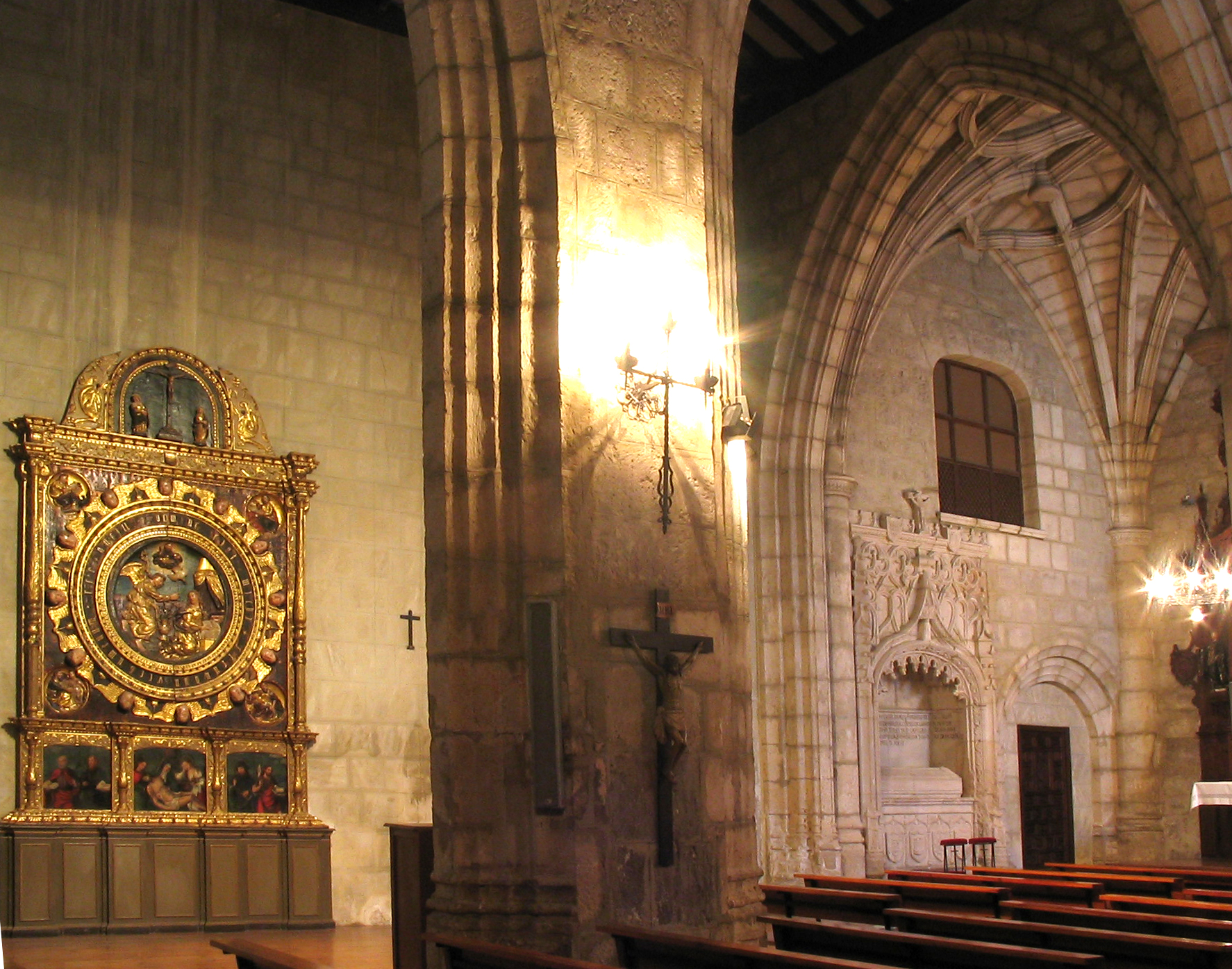
Hospital de Santiago.

A lo largo de todo el Antiguo Régimen, los hospitales desempeñaron una importante labor en la sociedad de la época por su función asistencial y de beneficencia, gracias a la importancia que adquirió la caridad dentro del mundo cristiano. Estas instituciones cumplían una triple función, pues no solo se encargaban del cuidado de enfermos, sino también de pobres y menesterosos, muy abundantes en dicha sociedad. Asimismo, solían cumplir una tercera función, normalmente de carácter secundario, atendiendo a viajeros de condición muy humilde, como peregrinos, pero que son famosos por los grandes hospitales de peregrinos del Camino de Santiago.
El hospital de Dueñas es de origen medieval y, en el siglo XV, es el único que sobrevivía de los tres con los que contó la localidad, pasando a estar bajo el patronato de los I condes de Buendía por bula papal de Sixto IV. Se encuentra bajo la advocación de Santiago Apóstol, compartiendo este patronato con San Sebastián y San Roque, santos muy vinculados a la protección de los enfermos. La visita realizada en 1507 pone de manifiesto que contaba con unas dimensiones y una capacidad reducidas con cuatro camas, treinta mantas y algunas propiedades para su mantenimiento. Sin embargo, su funcionamiento para atender tanto a enfermos como a pobres en su cocina se mantuvo durante toda el Antiguo Régimen, iniciando una larga decadencia en el siglo XIX hasta que pasa a ser ocupado por las Madres Teresianas de Enrique Ossó desde su llegada a la localidad el 14 de octubre de 1898, dotándolas el Ayuntamiento de dos mil pesetas para atender seis camas de hospital y una escuela para párvulos. Sin embargo, las deudas del hospital obligaron al Estado a cerrarlo y vender sus bienes en 1901, mientras que el colegio siguió funcionando hasta su cierre en 2006. Adquirido por el Ayuntamiento, desde 2014, se ha convertido en una Residencia de Tercera Edad. 
Del antiguo Hospital solo queda su iglesia gótica que presenta una estructura completamente atípica al estar dividida en dos naves de tres tramos separadas por un pilar cilíndrico y otro compuesto, de los que arrancan arcos apuntados,
desarrollándose bóvedas de crucería estrellada en el tramo de la cabecera, mientras el resto se cubre con un sencillo artesonado de madera. El acceso al interior se realizaba por el lado de la Epístola a través de una sencilla
portada formada por un arco rebajado sobre el cual aparece el escudo de los condes de Buendía. 
En ella se conservan también obras de cierto valor artístico como el sepulcro gótico de Luis de Acuña, hijo de los I condes de Buendía, cuyo epitafio reza:

"Aquí yace el muy magnífico señor D. Luis de Acuña, hijo de los ilustres señores D.Pedro de Acuña y Doña Inés de Herrera, condes de Buendía, fundadores de este Hospital, el que mandó hazer estas capillas y dexó dos capellanes perpetuamente le digan dos misas, y murió á dos días de Noviembre año de MDXXII. Vendió Agramonte en Cataluña por 400 000 maravedís a la Dquesa de Cardona".

Cuenta asimismo con dos retablos barrocos (1775), que se encuentran sin policromar, con la madera a la vista. Uno de ellos cuenta con una talla anónima del siglo XVII que representa al titular del Hospital, representado en su advocación de Santiago Matamoros. Pero, sobre todo, cabe destacar el Retablo de la Anunciación, plateresco, de la primera mitad del siglo XVI, con pinturas de Antonio Vázquez y relieves del estilo de Berruguete, mandado realizar por Luis de Acuña para una iglesia dedicada a la Encarnación que ordena construir en su testamento (1522). Constituye uno de los escasos ejemplos de retablo en forma de tondo (de forma circular) de la escultura renacentista castellana. El tondo enmarca una simple Anunciación rodeada por un marco de ángeles y el tetramorfos con un calvario en el ático.

### Puerta de la muralla medieval: Ermita de los Remedios, conocida como Ojo de la Virgen

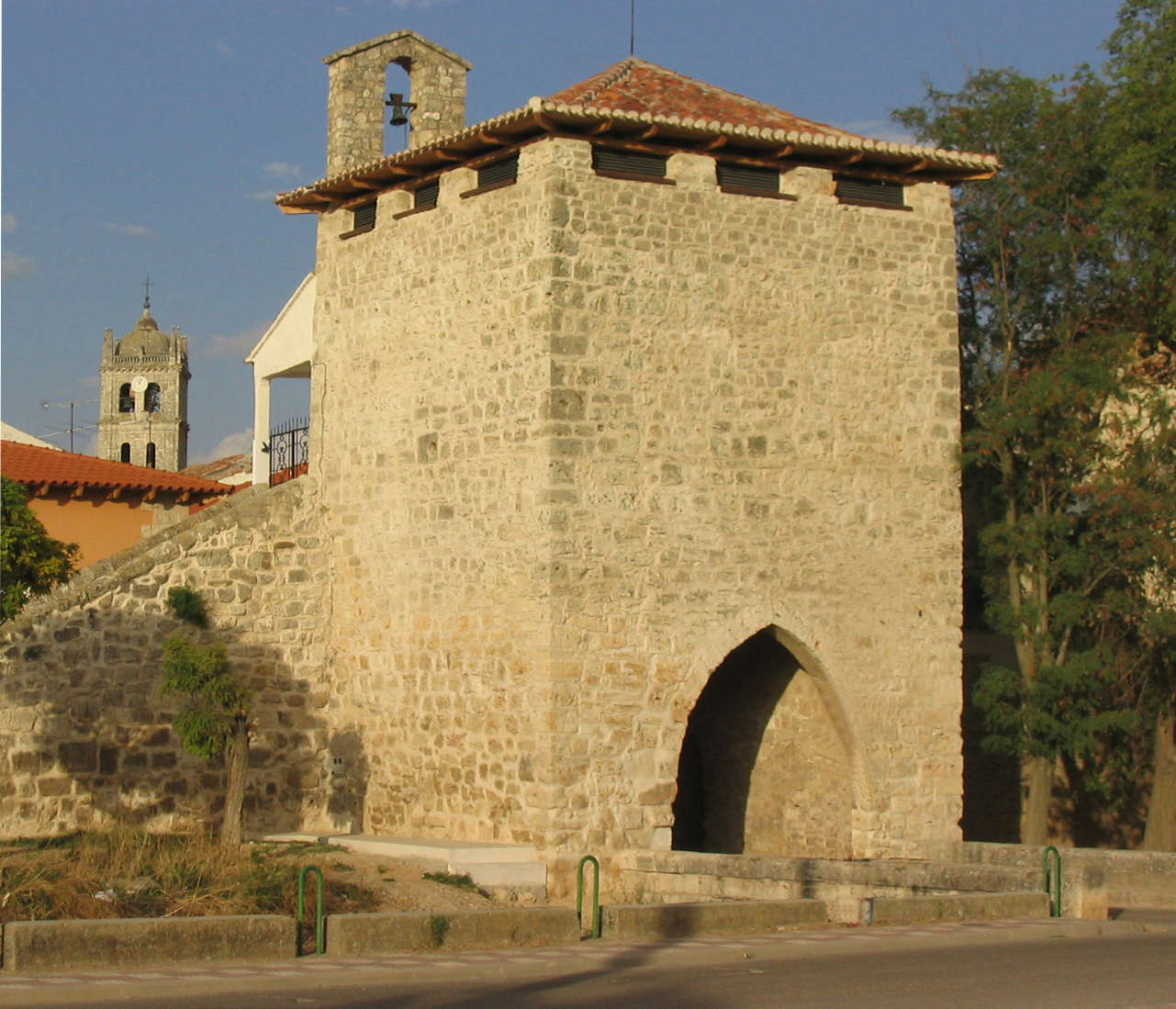
Puerta de la muralla medieval, en cuyo interior se encuentra la Ermita de los Remedios, conocida popurlarmente como Ojo de la Virgen.

Es la única puerta que se conserva de la muralla que poseía la villa, algunos de cuyos restos aún pueden apreciarse. 
Es un elemento interesante del urbanismo medieval de la villa pues se trata de una torre fuerte de sillarejo con doble arco apuntado, que sobresale unos metros de la muralla. Contaba para su defensa con una doble puerta, rastrillo y dos pequeñas troneras redondas (actualmente cegadas), junto con un portillo lateral que da acceso al único tramo de muralla que queda. En el interior se conservan, a media altura, los mechinales donde se apoyaría un forjado de madera hoy desaparecido. Se accede a esta puerta a través de un puente que salva el arroyo Valdesanjuán. 
Originalmente poseía un cuerpo que avanzaba sobre el puente y que funcionaba como camarín de la Virgen, semejante a las que podemos encontrar en otros núcleos urbanos palentinos, que poseen paredes que recrecen en altura, voladizos, pasadizos (calle de Puentecillas) y, en algunos casos, tramos de soportales como los que pueden verse en la Plaza Mayor, en la pintoresca Plaza del Campillo y en la Plaza de Santa María.
Tras la pérdida de su función militar y defensiva se convirtió en una ermita dedicada a la Virgen de los Remedios, cuya festividad se celebra el 8 de septiembre, siendo sede también de la cofradía del mismo nombre. Aunque se tienen noticias de la existencia de una talla dedicada a la Virgen de los Remedios desde mucho antes, estando está a cargo de una cofradía mariana de las tantas que había en la villa.

### Ermita de la Santa Vera Cruz o del Cristo: antigua sinagoga
Obra gótica, ubicada en los restos del que se supone antiguo barrio judío; es una de las pocas que persisten de las múltiples que encauzaron la vida religiosa popular; su interior está soportado con vigas decoradas con castillos y leones y un rico artesonado.
La judería de Dueñas tiene sus orígenes en la concesión otorgada por Fernando III en 1221 al Monasterio de las Huelgas Reales de Burgos de poblar con judíos una serna que tenía en Dueñas. Esta primera población judía se asentó en el barrio de Santotis (en torno a las actuales calles de Egidio Maté, Castellares, Pescadería, Granero del Duque y Mejorada) y se le dio el nombre de "la puebla". El éxito de esta repoblación queda constatado por una relación que se llevó a cabo prácticamente una década después de los judíos que habitaban esta puebla y que ascendía ya a veintitrés. La judería rentaba al monasterio 9000 maravedís anuales pero, en 1306, Fernando IV trasladó dicha renta al puerto de Castrourdiales, pasando la judería de Dueñas al dominio real. 
La creación de una aljama en torno al actual barrio de Santa Cruz, donde se encuentra la Ermita del Cristo, que se cree pudo ser la antigua sinagoga, tendría lugar en el siglo XV a raíz de las medidas tomadas por los reyes castellano-leoneses en relación con los judíos en los siglos XIV y XV.
La judería de Dueñas se convirtió en una de las más importantes de Palencia solo por detrás de las de Paredes de Nava, Carrión de los Condes, Frómista o la propia Palencia, contribuyendo en la Guerra de Granada durante el reinado de los Reyes Católicos con más de 23.000 maravedís. Pocos meses después de la toma de Granada, se firmará el decreto de expulsión de los judíos, en 1492, poniendo fin así a la presencia de esta importante población en los territorios peninsulares y pasando muchos de sus templos al culto cristiano convertidos en iglesias o ermitas. Este pudo ser el caso de la ermita del Cristo, actual sede de la Cofradía de la Vera Cruz (pero que tenía su sede en el convento de San Agustín), que pasó a  ser lugar de culto cristiano al celebrarse desde entonces la Fiesta de la Cruz de Mayo, almacén y también escuela para los conversos.

### Ermitas desaparecidas
Gracias a la documentación tenemos constancia de la existencia de las siguientes ermitas, llegando a existir cerca de una veintena de ellas:
1. Nuestra Señora de las Nieves (5 de agosto): ubicada sobre la puerta de la muralla que daba acceso al puente medieval que permitía el paso sobre el río Pisuerga antes de que el río desviara su curso a principios del siglo XVIII. Tras perder su razón de ser, por tanto, tanto el puente como la puerta fueron derribados en 1831 por la Empresa del Canal de Castilla para utilizar sus piedras para la construcción de dicho canal, pasando los bienes de la ermita a la fábrica de la iglesia parroquial en 1835. La devoción popular por esta imagen, dio lugar a que, en sesión del concejo de 5 de marzo de 1628, se estableciera un voto de villa para guardar los días tanto de San Isidoro, el 14 de mayo, como el de la Virgen de las Nieves, cuya festividad se celebra el 5 de agosto.
2. Nuestra Señora de la Quinta Angustia: ubicada sobre la puerta de la muralla medieval que permitía el acceso a la villa desde el Camino Real de Valladolid, conocida como "Puerta de Valladolid", "Puerta de la Villa" o "Puerta de la Cárcel". En 1599, debido a "la poca comodidad y deçençia con que estaua y por estar la puerta sobre que estaua la imagen escondida que no se deuisaua ni señoreaua la dicha imagen de nuestra señora desde la calle Ayuso", el concejo solicitó a Gaspar Pérez de Matallana (m. Madrid, 25/04/1639), mayordomo del marqués de Vallecerrato y consejero y secretario del consejo de Cruzada, y a su mujer Marina del Castillo la cesión de parte de sus casas situadas al inicio de la calle Ayuso para la construcción de una capilla que alojara la imagen. Posteriormente, su cuidado correría a cargo de la cofradía de la Vera Cruz. Parece ser que fue destruida por las tropas francesas durante la Guerra de la Independencia y, aunque los vecinos pretendieron restaurarla, no contamos con más datos sobre ella.
3. San Martín (11 de noviembre) y San Antón (17 de enero): en un primer momento se encontraba ubicada sobre la puerta de la muralla medieval de San Martín, que daba acceso a la villa desde el Camino Real de Burgos. Posteriormente, se debió trasladar a una ermita independiente situada junto al camino de salida de la localidad, imponiéndose con el tiempo la advocación de San Antón y cayendo en el olvido la de San Martín.
4. San Juan: ubicada sobre la puerta de la muralla medieval que permitía el acceso desde el camino que conducía al monte de la villa y a localidades como Santa Cecilia del Alcor y Ampudia.
5. San Lázaro, compartiendo advocación con Nuestra Señora de Guía: se encontraba junto al Camino Real de Valladolid cerca de la entrada a la villa, por lo que ejercía también de humilladero. Hasta 1914, la calle que daba acceso desde esta ermita a la puerta de la muralla, la llamada puerta de la villa, recibió el nombre de San Lázaro, año en que se cambió el nombre por el del político palentino Abilio Calderón, actualmente (desde 2017) conocida como Avenida del Paseo. Su cuidado corría a cargo de los herederos de las dos capellanías fundadas por el licenciado Gerónimo Bonifaz, presbítero de la iglesia de Dueñas, a través de su testamento otorgado ante Francisco Cabeza el 25 de abril de 1678 y, posteriormente, por la cofradía del Santísimo Sacramento.
6. Nuestra Señora de las Candelas (2 de febrero), compartiendo advocación con San Blas (3 de febrero): junto a ella se construyó el primer cementerio municipal mandado construir a extramuros por las nuevas leyes ilustradas a principios del siglo XIX. Su festividad se celebra el 2 de febrero y su cuidado corría a cargo de la cofradía de la Santísima Trinidad. Derribada en el siglo XX, actualmente ocupa su lugar un frontón municipal.
7. Santa Eulalia o Santa Olaya: ubicada en las proximidades de dicha calle, su cuidado corría a cargo de la cofradía de las Benditas Ánimas, cedida por el concejo en 1651.
8. Santa Marina: ubicada en las proximidades de dicha calle, su cuidado corría a cargo del propio concejo de la localidad, quien la cedió en alguna ocasión a los maestros de primeras letras para ejercer su oficio.
9. Santo Tomás: ubicada en las proximidades de dicha calle. Según documentación recogida, contaba con patio y coro. Dependía de la cofradía del Santísimo Sacramento, al estar incorporada en ella las cofradías de San Martín y San Antón.
10. Santo Tis o Santotis, sobrenombre de San Tirso: dio nombre a uno de los cuatro "cuartos" o barrios en que se dividía administrativamente la localidad y que recibió también el nombre de barrio de "La Puebla", situado en torno a la actual calles de Castellares, Egidio Maté y Avenida Corporación.
11. San Torcuato o Santorcaz: se encontraba situada en un camino de acceso al monte que todavía recibe ese nombre. En 1586 se encontraba ya arruinada, ordenándose su reparación. En 1616, su ermitaño, Rodrigo de Manchón, ordenó la construcción de una nueva "hermita debaxo de tierra", construyéndose "una bóbeda y queba en forma de yglessia" en el "cabezo de Montoyo", en el monte de la villa, "para poner en ella las ynsinias e imágenes de señor Santorcaz y Nuestra Señora de Santorcaz, y otras rreliquias". Se trata de lo que, en la actualidad, se sigue llamando la cueva Manchón. Existe también constancia documental de que se realizaba una procesión a la misma por un voto de villa el 1 de mayo, día en el que se celebra su onomástica.
12. Ermita de Santa María de Onecha: ubicada a extramuros en una rica vega cercana al río Pisuerga, junto a la carretera que conduce a Valoria la Buena, estuvo completamente en ruinas hasta que en 2019 fue recuperada (aunque reconstruyéndola de nuevo, sin respetar los restos existentes). Cerca de esta ermita apareció una necrópolis visigótica y, durante la Edad Media, seguramente fue un pequeño núcleo de población perteneciente al alfoz de Dueñas. De hecho, quizás se trate de la población de "Santa María" a la que Alfonso VI otorgó un fuero en 1078. En su entorno cuenta con una fuente y, hasta el siglo XX, hubo una familia encargada de su cuidado. Hasta ese momento, se hacían también dos romerías anuales en honor a la Virgen, el día de la Anunciación (25 de marzo) y el día de la Asunción (15 de agosto), germen de las actuales fiestas locales en honor a la Virgen de Onecha.
13. Mención de otras ermitas de las que no poseemos más datos: San Vicente, San Marcos, San Pedro, San Miguel, San Andrés y Santo Domingo, muchas de ellas localizadas a extramuros, a lo que habría que sumar la parroquia de San Esteban de la aldea de Valdeazadas, despoblada en el siglo XVII.

### Arquitectura civil
Ver también: Palacio de los condes de Buendía
Merece especial reseña, no por lo que es sino por lo que fue, el ''Palacio de los Condes de Buendía'' edificio de finales del siglo XV que conserva dos paños de crujía adintelada y que fue residencia habitual de esta familia y de los monarcas cuando, en numerosas ocasiones, visitaron Dueñas; aquí vivió Fernando cuando vino a Castilla a casarse con la princesa Isabel (1469) y aquí los jóvenes príncipes, antes de ser Reyes Católicos, vieron el nacimiento de su primogénita (1470), igualmente llamada Isabel. También aquí casó Fernando, primo de los Acuña, en segundas nupcias con Germana de Foix (1506).
En la plaza Doctor Sinova (antes de Trasiglesia) se ubica otra casona nobiliaria conocida como Casa de Napoleón porque en ella se alojó el rey intruso José I; es un edificio del siglo XVI en su planta baja y del XVIII en la planta noble.
Por la ciudad se distribuyen otras casonas nobiliarias como atestiguan los escudos que pueden encontrarse en diversas fachadas. Todavía se conservan dos edificios civiles que merece alguna atención, la Casa de las Tercias, en la calle del mismo nombre, con una finalidad fiscal y el Pósito, almacén de grano que data en su construcción actual del siglo XVIII. Los pósitos son considerados el precedente de los Montes de Piedad, siendo el de Dueñas el primero fundado en España, en 1550, por el V conde de Buendía, Fadrique de Acuña, aunque con anterioridad se menciona ya la existencia de un Arca de Misericordia en el testamento de la III condesa, María de Padilla, en 1529. 
El conjunto de bodegas es muy notable por sus dimensiones y por el pintoresquismo de algunas de sus soluciones arquitectónicas; del mismo modo quedan restos de arquitectura troglodítica, las cuevas, de las que convendría conservar alguna como muestra de este tipo de construcciones, no especialmente abundantes Castilla y León.

### Monasterio de San Isidro de Dueñas, La Trapa
Ubicado en un ameno paraje camino de Palencia, se encuentra este antiguo convento benedictino de San Isidro de Dueñas que conserva restos arquitectónicos románicos y renacentistas. De posible origen visigodo, se encontraría bajo la advocación de San Martín de Tours y estaría habitado por una comunidad femenina de domnas (monjas). Abandonado tras la conquista musulmana, la vida monástica es restaurada en el último tercio del siglo IX d. C. durante la repoblación de la zona por Alfonso III "el Magno". Su hijo y sucesor, García I, donaría las reliquias del mártir alejandrino San Isidoro de Chios, cambiando su titularidad y convirtiéndose en uno de los principales difusores de su culto. Va a recibir importantes donaciones de la realeza y la nobleza en los siglos X y XI y se convertirá en el primer monasteria de la Orden de Cluny en Castilla, cuando sea cecido a esta orden francesa por Alfonso VI, siendo el principal difusor de esta orden hasta que es sustituido en esta labor por los monasterios de San Benito en Sahagún (León) y San Zoilo en Carrión de los Condes (Palencia), asentándose en este último el camarero mayor de la orden. De esta etapa data la construcción románica, de la que actualmente se conserva solo el exterior de la iglesia. Tras la decadencia bajomedieval, con la reforma de los Reyes Católicos pasa a depender de San Benito el Real de Valladolid, inicándose una nueva etapa de esplendor durante la cual se construye el edificio actual, herreriano, a raíz del incendio acaecido en 1604. En 1834 con la Desamortización es abandonado por los monjes benedictinos, hasta 1891 en el que le ocupan los monjes cistercienses procedentes de Francia conocidos como Trapenses, que actualmente mantienen la clausura del convento.

### Arquitectura troglodita: las casas-cueva y las bodegas

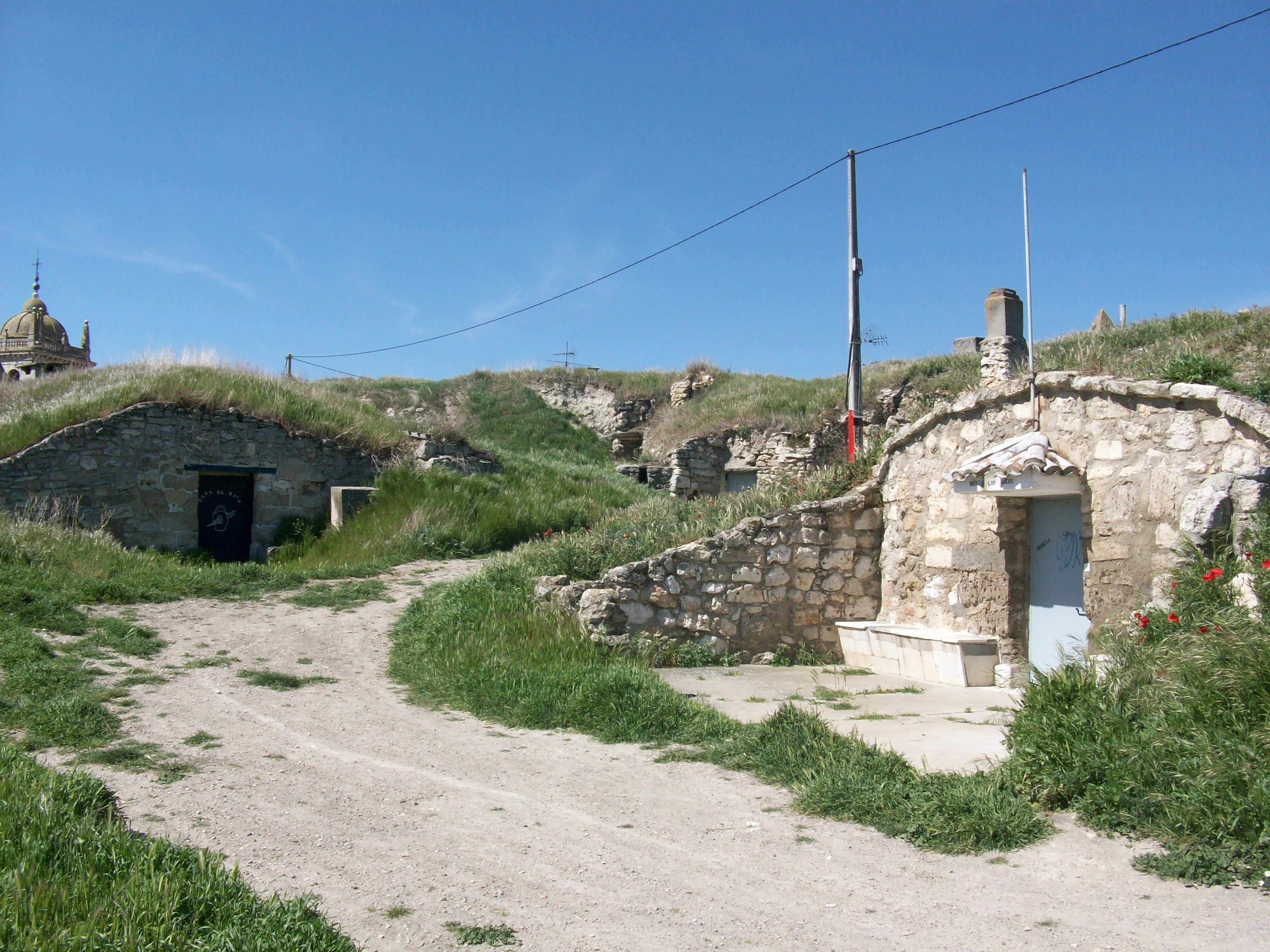
Bodegas de Dueñas en el cotarro de Santa Marina

Las casas-cueva y las bodegas son ejemplos de arquitectura subterránea o troglodita. Se diferencian en el hecho de que las cuevas, aunque excavadas en la tierra, se encuentran en el mismo nivel del suelo y no descienden en profundidad, habiendo sido utilizadas como viviendas, mientas que las bodegas estaban destinadas a la elaboración y conservación del vino.  
En la actualidad, según el Catálogo de Bodegas y Cuevas elaborado por el ayuntamiento en 2015, se conservan un total de 178 bodegas y 94 cuevas; un total de 272 construcciones, aunque muchas de ellas se encuentran ya parcialmente hundidas o abandonadas, pudiéndose diferenciar cuatro barrios o cotarros: San Pedro, Santa Marina, San Antón y, el de mayor envergadura, conocido como La Tejera.  
Las bodegas son características de toda la comarca de El Cerrato, donde cabe destacar también las bodegas de localidades colindantes como Cevico de la Torre, Ampudia o Baltanás, así como en otras regiones vitivinícolas de Burgos, León, Zamora, etc. Se tratan de construcciones de piedra y tierra, con fachadas y escaleras de acceso de piedra, mientras que las naves están excavadas directamente en la tierra. Tienen su origen en la producción vinícola, debido a la temperatura constante (13-15 °C) que se consigue a lo largo de todo el año en la profundidad de sus naves para la conservación y fermentación de los vinos. Los primeros ejemplos aparecen ya en la Edad Media pero tiene su mayor auge en Castilla en el siglo XVIII, teniendo lugar la primera mención a una bodega real bajo el reinado de Alfonso VIII cuando este dona en 1211 una bodega de Dueñas, con una serie de bienes adscritos a ella, al Monasterio de las Huelgas de Burgos.

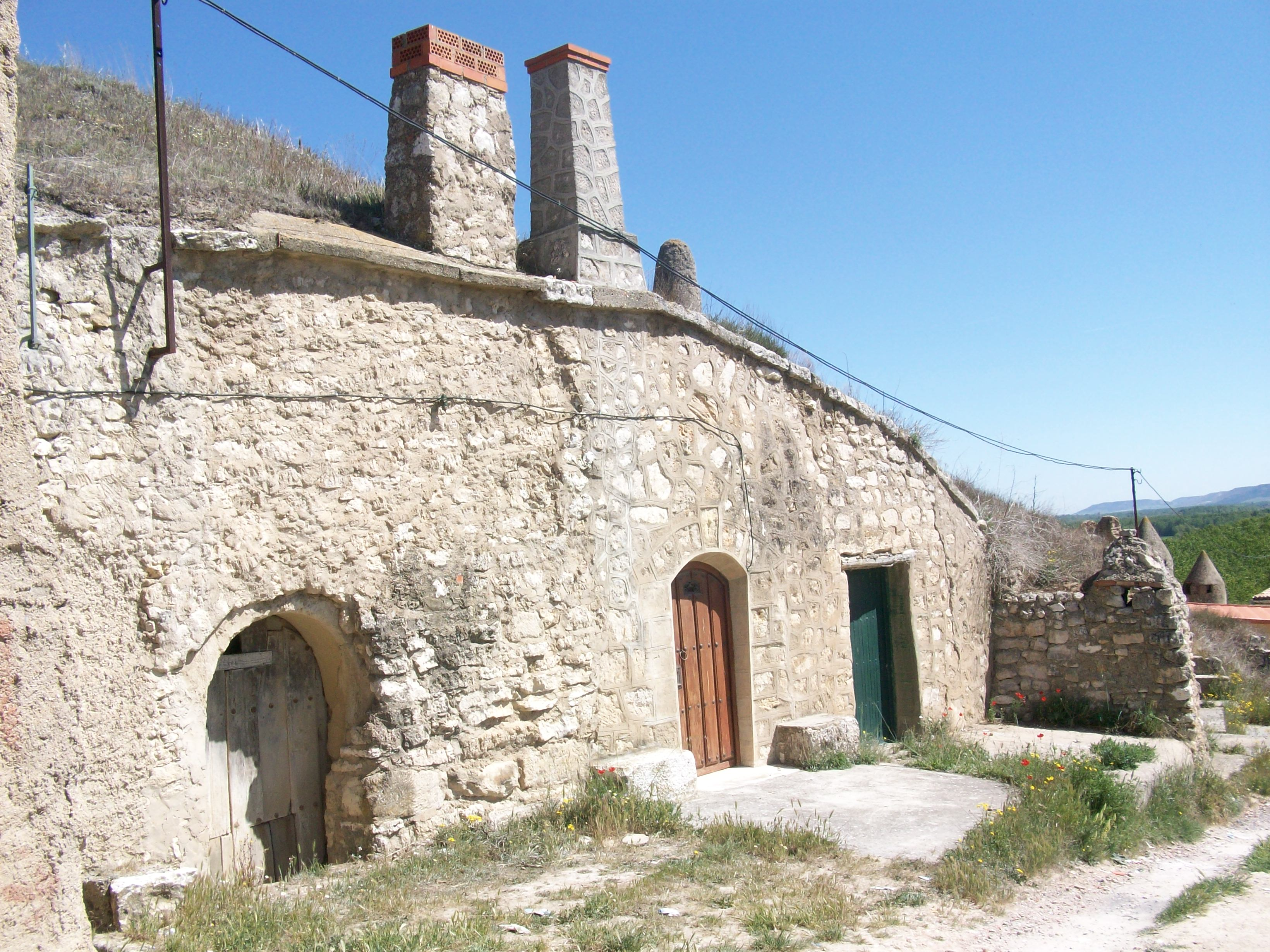
Bodegas en Dueñas en el cotarro de Santa Marina

En cuanto a sus elementos más característicos cabe destacar la presencia de lagares, donde se prensaba la uva, algunos de piedra de sillería y que conservan todavía el husillo y la viga de madera realizados con grandes troncos. En las naves se conservan en ocasiones las barricas, cubas o toneles de madera donde se almacena y se deja añejar el vino. Y, al exterior, llaman la atención las cerceras (aquí llamadas luceras), por donde circula el aire y respiran las bodegas evitando así que se hundan.
Actualmente solo se conserva una bodega dedicada a la producción y comercialización de vino: Bodega de Remigio Salás Jalón, única bodega palentina perteneciente a la Denominación de Origen de Cigales (Valladolid). Tras la pérdida de su función original, se han reaprovechado para uso privado y, en las fiestas locales, son la sede de las peñas y están abiertas al público.
Por lo que respecta a las casas-cueva, posiblemente tengan su origen en los moriscos llegados de Granada, de donde son características (barrios del Albaicín y Sacromonte), tras su dispersión por Castilla debido la Rebelión de Las Alpujarras (1568-1571) en el siglo XVI. A diferencia de las bodegas, su utilidad es residencial y muchas de ellas han estado habitadas hasta hace unas décadas. No son características de la región, por lo que forman un singular conjunto que ha llamado siempre la atención a los foráneos. Ortega y Gasset describía así la negativa impresión que los viajeros del tren de principios del siglo XX tenían de esta arquitectura desde la distancia:  

"Pocos kilómetros antes de llegar a Venta de Baños está Dueñas, un pueblo atroz. Se alza en la caída de un cabezo con aire de pueblo alerta. Es de color de la tierra. Las casas de adobe, bajo la luz de la siesta, casi incorpóreas, tiemblan, como hechas de luz y calígine, y una enorme iglesia se levanta en lo alto, defensora y hostil. En torno al pueblo, edificado sobre la tierra, hay un pueblo de terrícolas, de hombres que viven como hormigas dentro del cabezo. Allí, sepultos en las entrañas del montículo, que debe arder con fuego sin llama y sin claror, con terrible fuego mudo, estos castellanos y castellanas, hermanos nuestros, duermen, aman, paren. Fuera, el sol amarillea a lo largo, calizo, polvoriento, y el sol de julio hincha cada una de sus pulsaciones todo el horizonte como un alarido inmenso".

Estas construcciones subterráneas se extienden en las faldas y laderas del cerro de "El Castillo", diferenciándose cuatro cotarros: el de San Pedro, el de Santa Marina, el de San Antón y el más importante numéricamente que se extiende a lo largo del llamado Carril de Vinateros.

### Chozos y corrales de pastor

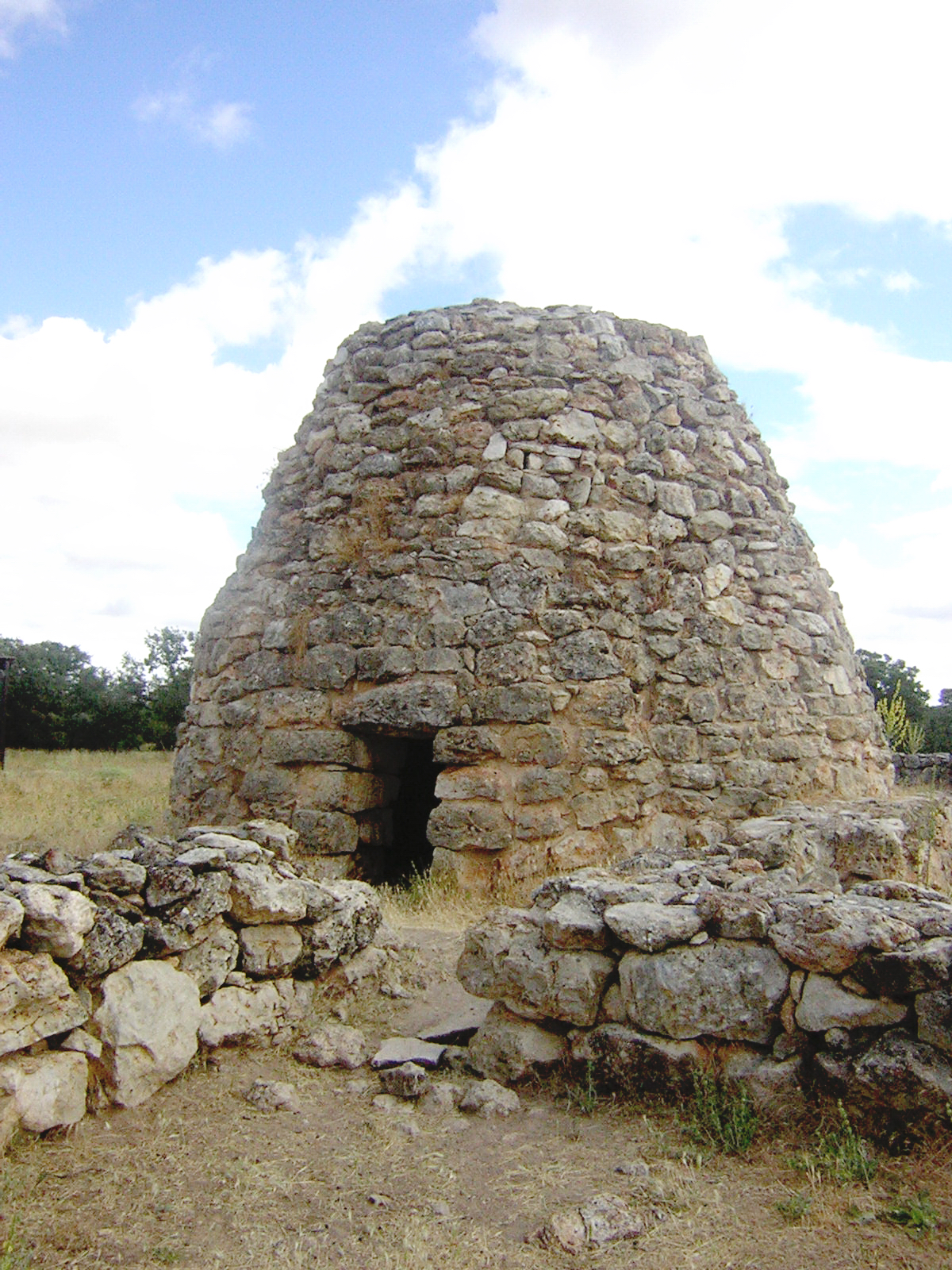
Chozo de Pastor "La Cabañona" en el Monte de la Villa de Dueñas

En el Monte de la Villa y diseminados en otros parajes del término municipal aparecen numerosos ejemplos de arquitectura pastoril y ganadera como chozos, tenadas, corrales, etc., que evidencian la importancia de esta actividad económica en las centurias pasadas.
Desde el área recreativa de Las Tenadas en el Monte de la Villa, existen tres rutas de senderismo que permiten conocer esta arquitectura, algunos de ellos restaurados por un campo de trabajo en la década de los noventa. Entre ellos, cabe destacar La Cabañona, Rojo Lanillas (junto al que se encuentra la Fuente de El Póstigo) o Mundín.
Son construcciones circulares de piedra, utilizados por los pastores para pernoctar y cobijar los rebaños por las noches, en los corrales anexos también delimitados por piedras. 
El Monte de Dueñas cuenta actualmente con 2714 hectáreas, aunque ha sido objeto de una paulatina roturación para su aprovechamiento agrícola y lo que es actualmente el Monte el Viejo de Palencia (de 1435 hectáreas de extensión) fue segregado y vendido del Monte de Dueñas en 1191 por el rey Alfonso VIII a la ciudad y al cabildo de la Catedral de Palencia por un precio de dos millares y un centenar de áureos. El Monte ha sido una fuente de recursos para los diferentes asentamientos urbanos del alfoz eldanense a lo largo de toda la Historia. Se formó en un período templado y húmedo apto para el la encina, el quejigo y el roble, que siguen siendo las especies árboreas dominantes.
Relación alfabética de chozos y corrales de pastor en el término municipal de Dueñas:
1. Canillas (Estado Regular)
2. Cercadillo - Corrales de Ramos (Estado Ruinoso)
3. El Cura (Buen Estado)
4. El Mundín (Buen Estado)
5. El Pinedo (Buen Estado)
6. Galindo (Buen Estado)
7. La Cabañona (Buen Estado) - Restaurado por un campo de trabajo en los año 90.
8. La Chimena (Estado Regular)
9. Maruxo (Estado Ruinoso)
10. Morones (Estado Ruinoso)
11. Pica - Corrales de Cercadillo (Estado Ruinoso)
12. Pico de Águila (Estado Ruinoso)
13. Puente Colgante - Corral de Merino (Estado Regular)
14. Rascaviejas (Estado Regular)
15. Rojo Lanillas (Buen Estado) - Restaurado por un campo de trabajo en los año 90
16. Serranillo (Estado Ruinoso)
17. Tatino (Buen Estado)
18. Valdehondo (Estado Ruinoso)
19. Valdezurraque (Estado Ruinoso)

## Cultura

### Leyendas
Leyenda de la boda secreta de los Reyes Católicos
Corre la leyenda que Fernando el Católico estaba a las afueras de Dueñas con parte de sus ejércitos para poder conocer a Isabel de Trastámara "La Católica", alojada por los condes de Buendía. El hermano de Isabel, Enrique IV se mostró contrario a este enlace, pues su intención era desposarla con algún otro pretendiente, como el príncipe Carlos de Viana. Por ello, Enrique IV amenazaba con avanzar sobre la entonces villa para evitar que se conociesen. La leyenda dice que los eldanenses salieron al encuentro de Fernando y le vistieron con ropas humildes para que entrase en el pueblo, pues nadie conocía su físico real, como así hizo, acompañado de dos hombres de su confianza. Prosigue la leyenda, contando que en previsión de la reacción de Enrique, se casaron esa misma noche en una capilla del Palacio de los Condes de Buendía, siendo testigos una monja y la propia condesa, por parte de Isabel, y sus dos acompañantes, por parte de Fernando. La historia, por el contrario, dice que se casaron en el Palacio de los Vivero en Valladolid en 1469.
Leyenda del nombre de Botijeros

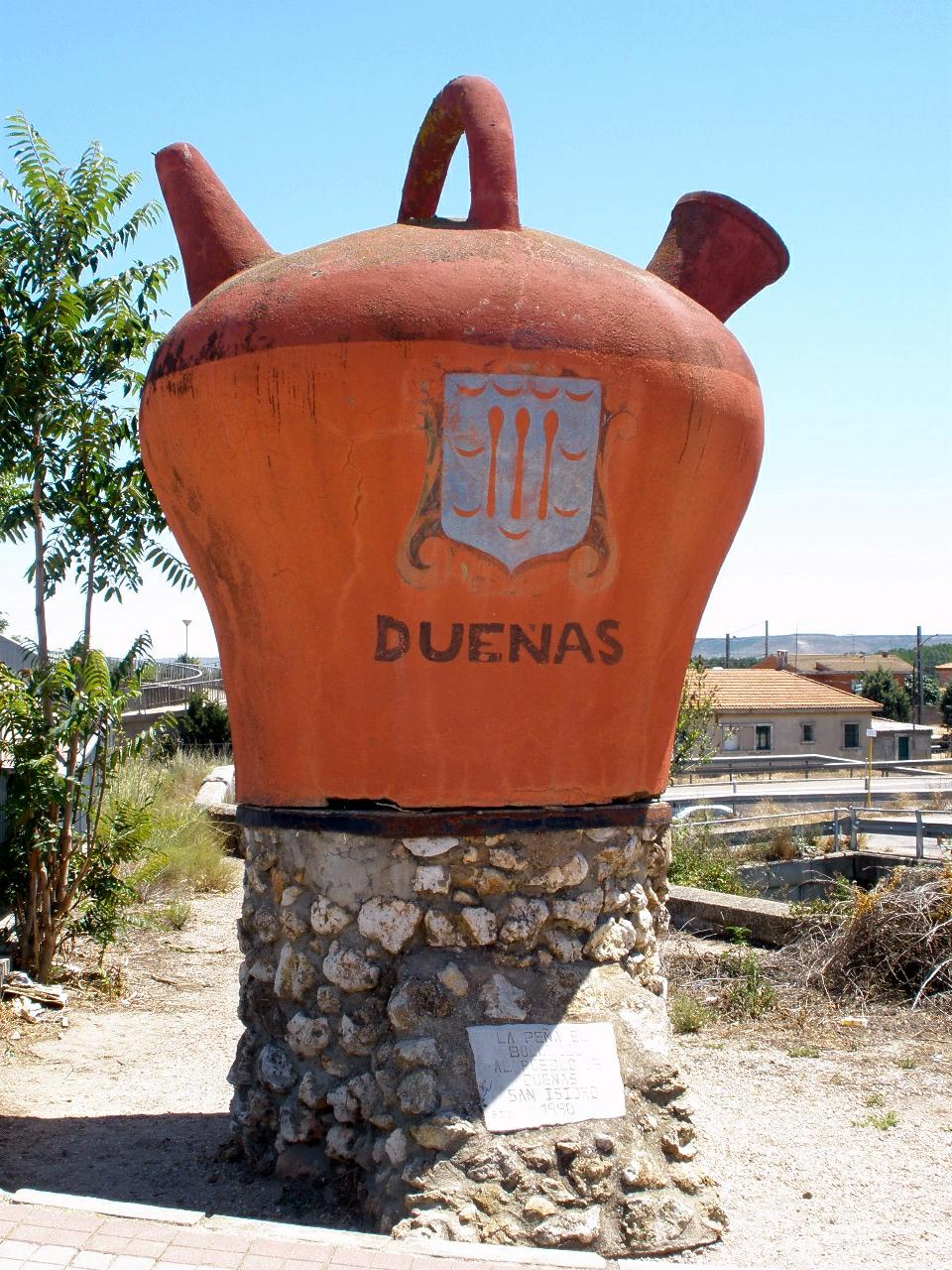
Monumento a los botijeros.

El sobrenombre de Botijeros que tienen los habitantes de Dueñas, tuvo su origen en el siglo XIX, aunque se le supone cierta base histórica en un viejo cronicón que narraba el asalto heroico de los vecinos de Dueñas al castillo que se levantaba en lo alto de un cerro calcáreo. La fortaleza había sido tomada tiempo atrás por los musulmanes, que establecieron allí un cuartel general. Al amanecer el pueblo de Dueñas se lanzó al rescate del castillo utilizando como armas arrojadizas y defensivas unos botijos. Todo el día duró este asalto y hasta la caída del sol, habiendo muerto todos los árabes, y después de desmantelar el castillo, del que no quedaron dos piedras juntas (cuando en realidad sus piedras fueron posteriormente empleadas en la construcción del Canal de Castilla y en el cerramiento de muchos corrales de Dueñas). 
A falta de documentos escritos, el relato se apoya en leyendas de la tradición oral y juglaresca. Así, el asalto al castillo y su destrucción a botijazos fue el argumento de un drama que escribió un poeta palaciego con ocasión de la boda que en Dueñas celebraron el rey don Fernando el Católico, viudo de Isabel, y Germana de Foix, y que se desarrollaron en 1506 en el palacio de los Acuña, condes de Buendía. 
En los años 60 y 70 del siglo XX, cuando el desarrollo económico cristaliza en campañas de fomento turístico y cultural, esta historia se rescata buscando una identificación de Dueñas con la imagen del botijo en la seca tierra castellana. Desde entonces, las fiestas mayores se denominan botijeras, al igual que las peñas y otras manifestaciones folclóricas. También se erigió un monumento al botijo en la plaza del Doctor Sinova.
También se ha querido ver en esta heroica defensa de la villa del ataque sarraceno por parte de las mujeres (domnas) el origen del nombre de la localidad. 

### Festividades

#### Romería de San Isidro, 15 de mayo
San Isidro Labrador, santo madrileño que vivió entre los siglos XI y XII y fue canonizado en 1622 por Gregorio XV, es el patrón de la localidad y, en honor a él, se celebra una romería el 15 de mayo a la Pradera de dicho Monasterio, situado a unos 5 km de la localidad, primero a pie o en carros tirados por animales y, desde los años 60 del siglo XX, en tractores con galeras engalanadas por las diferentes peñas, vecinos y colectivos de la localidad, que participan en un concurso de carrozas.
Existía ya una romería en el siglo XVI organizada por las cofradías de San Martín y San Antón, que tenía lugar el 14 de mayo en honor a San Isidoro de Quíos, titular original del monasterio, donde se hallaba su reliquia. Y, así, el 5 de marzo de 1628, el concejo realizó un voto de villa de guardar las fiestas tanto de la Virgen de las Nieves, el 5 de agosto, como la de San Isidoro, el 14 de mayo, manteniéndose la procesión que ya se realizaba, por la fama que tenían las reliquias de actuar contra el coco que afectaba a las viñas. No obstante, al año siguiente, el 25 de mayo de 1629, en reunión abierta del concejo, debido a la plaga de langosta y coco que asolaba la zona y que amenazaba con arruinar la cosecha, por intercesión de Luisa de la Ascensión (1565-1636), la famosa monja de Carrión, profesa en Santa Clara de Carrión, se adoptaron como patrones, abogados y defensores tanto a San Isidro Labrador (15 de mayo) como a San Agustín (26 de mayo), comprometiéndose a decir una misa cantada con ministros el día de sus festividades. 
Sin embargo, por lo que respecta a la procesión que se celebraba el 14 de mayo, en 1641, por orden del General de la Orden, el regimiento cambia la fecha de la procesión del 14 al 15 de mayo, pues el Martirologio Romano establecía que el dies natalis, el martirio de San Isidoro era el 15 y no el 14 como sostenía el Martirologio griego. A pesar del cambio, se sigue manteniendo la advocación al mártir San Isidoro, no teniendo lugar el cambio de titularidad a San Isidro Labrador hasta el siglo XIX. Este cambio se vería facilitado por la coincidencia de fechas (14 de mayo San Isidoro y 15 de mayo San Isidro) y por la devoción al santo patrón de los labradores en las localidades de eminente carácter agrícola como Dueñas.
En la iglesia parroquial de Santa María de la Asunción el santo patrón de los agricultores cuenta con un retablo rococó construido en 1769 por una cofradía de agricultores, la de la Misericordia. La talla central de San Isidro, sin embargo, es anterior (1629), atribuyéndose a Gregorio Fernández.
Virgen de la Expectación del Parto o Virgen de la O, 18 de diciembre
Patrona de la localidad, su festividad se celebra el 18 de diciembre, pues se trata de la Virgen de la Esperanza o de la Expectación del Parto, advocación mariana en la que se la asocia con el Adviento o espera de la Natividad de Cristo; el periodo en que la Virgen María estaba embarazada. El sobrenombre de "Fiesta de la O" se debe a la exclamación admirativa "oh" que aparece en las siete estrofas de Vísperas que preceden a la Navidad. Esta festividad se estableció en el décimo concilio toledano en el 656 d. C., reinando Recesvinto y con San Eugenio III como obispo de Toledo.
En la iglesia parroquial de Santa María de la Asunción cuenta con un retablo neogótico inaugurado en 1951 tras el incendio sufrido por la iglesia en 1948 que se inició en el antiguo retablo de la patrona en la noche del 7 de diciembre. El retablo anterior, barroco y con talla de vestir, mandado construir por el obispo de Jaén Agustín Rubín de Ceballos en el siglo XVIII, fue calcinado por las llamas. Al estar dedicado a la patrona, el pueblo decidió sustituirle por otro, cuyas pinturas con escenas de la vida de la Virgen y cuatro profetas en el banco o predela pertenecen al pintor palentino Germán Calvo. La talla central de la Virgen pertenece al maestro burgalés Valeriano Martínez, que participó también en la restauración del templo.
Por último, cabe destacar que, el 20 de julio de 1736, se recibieron en Dueñas dos reliquias de los Santos Mártires de Cardeña, acordándose en concejo abierto de 5 de agosto la celebración de su festividad (el 6 de agosto), nombrándoles copatronos "en la misma conformidad que se zeleura la de nuestra señora de la O". No obstante, no debió echar raíces este culto entre la población local, pues en la actualidad no existe ningún recuerdo de la misma. 

#### Fiestas en honor a la Virgen de Onecha o Fiestas Botijeras, 15 de agosto

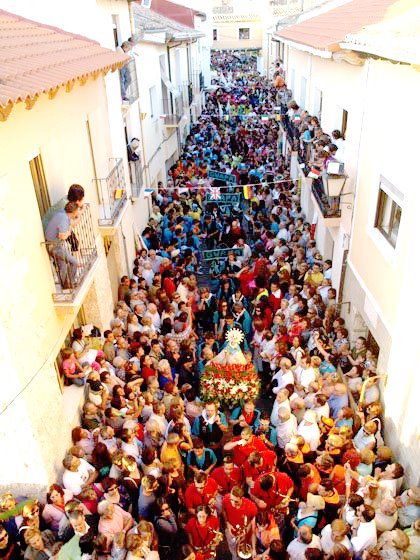
Procesión cívico-religiosa en honor de la Virgen de Onecha, 2008.

El origen de la feria que se celebraba durante tres días del mes de septiembre (10-13 de septiembre) se encuentra en la concesión realizada por el general Espartero durante su regencia en 1843, publicándose en la Gaceta del 6 de abril el permiso concedido a nuestra localidad de celebrar una feria anual en los días 11, 12 y 13 de septiembre, así como un mercado semanal todos los domingos. Dichos días, en los pueblos de carácter agrícola, coincidían con el momento de mayor abundancia entre la recogida de la cosecha a principios de septiembre y la vendimia a principios de octubre,  por lo que a las fiestas celebradas en esas fechas se las denomina "fiestas de fin de la recolección". 
Sin embargo, debido al fuerte éxodo rural que se produjo en los años 60 del siglo XX, muchos vecinos se marcharon a trabajar fuera y, en septiembre, no se encontraban en la localidad. Por ello, el ayuntamiento en pleno decidió el 21 de junio de 1968 el traslado de las fiestas a agosto. Para ello decidieron cambiar la advocación de estas, celebrándose a partir de entonces en honor de la Virgen de Onecha, rescatando así una tradición que se estaba perdiendo en esos momentos, la romería que tenía lugar a esta ermita el 15 de agosto, situada a unos 3 kilómetros en la carretera a Valoria la Buena y que empezaba a iniciar su ruina, aunque ha sido recuperada en 2019.  
En origen, se realizaban dos romerías a esta ermita, una el 15 de agosto, día de la Asunción de la Virgen, y otra el 25 de marzo, día de la Encarnación de la Virgen, día en el que existía la tradición de pasar a los niños por encima de un pozo que se encuentra en el interior de la ermita y asegurar así que crecieran sanos y nos fueran "potrosos" (herniados), por lo que un refrán decía que "A la Virgen de marzo van los potrosos y a la de agosto los buenos mozos". Tenemos constancia documental de la existencia de esta romería ya en el siglo XVI (1576) y, por ello, se decide que sea ahora la Virgen la que se traslade al pueblo en una procesión cívico-religiosa que da inicio a las fiestas el viernes posterior al 15 de agosto en la que, cada año, una peña distinta porta la Virgen a hombros hasta su nueva ubicación, la Ermita de los Remedios, conocida como Ojo de la Virgen por encontrarse ubicada en la única puerta de la muralla medieval que se conserva, donde se la canta la Salve. 
El mayor atractivo de las fiestas lo constituyen la celebración de diferentes festejos taurinos debido a que existe constancia documental de su celebración desde el siglo XVI. Por las mañanas tienen lugar por las calles del casco histórico tres encierros de vaquillas, a los que se ha sumado uno nocturno desde 2008 y, por las tardes en la plaza de toros, se celebran diferentes festejos que han ido variando con el paso del tiempo (concurso de cortes, corridas de novillos y/o rejones, gran prix de peñas, etc.). 
La animación y multitud de actividades que tienen lugar durante las fiestas se debe a la existencia de numerosas peñas, formadas por grupos de amigos que tienen su sede en las tradicionales bodegas y cuevas pero que tienen un carácter público. La creación de las primeras peñas data de 1960, siendo la más antigua que sigue existiendo la Botijada, fundada en 1963, aunque actualmente existen más de 40 peñas oficiales, algunas con más de 100 miembros. Desde 1970, además, entre las peñistas se elige a la reina y damas de las fiestas, las "Botijeras", que acompañan a las autoridades a los diferentes actos y festejos, sumándose una dama infantil desde 1983 y "Botijeros" desde 2017. 
Otro acto de interés es la celebración de las Justas Poéticas, certamen literario creado en 1967 y que tiene lugar el 15 de agosto en la iglesia de Santa María.

#### San Juan, 23 de junio
Se celebra con una hoguera, el reparto de chocolate y una verbena el 23 de junio en el entorno de la calle San Juan.

#### Semana Santa
Las cofradías nacieron por necesidad asistencial y religiosa en plena Edad Media; las había sacramentales, penitenciales y otras dedicadas a la honra de la Virgen y de algunos santos, estando estas últimas, generalmente, vinculadas a los gremios. En Dueñas estas últimas eran las más abundantes ya desde la Edad Media pero la proliferación de numerosas cofradías, algunas de forma irregular y sin autorización, llevó en el siglo XVI al obispo Luis Cabeza de Vaca a realizar una reorganización de las mismas en 1545. Durante los siglos siguientes siguieron existiendo multitud de cofradías: teniendo gran peso la cofradía de la Misericordia (suprimida el 12 de febrero de 1806 por orden del obispo Francisco Javier Almonacid), la Santísima Trinidad y la del Santísimo Sacramento o Sacramental. En los documentos del siglo XVIII se habla de un total de once cofradías, donde cabe destacar las de las Benditas Ánimas, Nuestra Señora del Populo, San José, San Esteban y Santiago Apóstol, así como las de San Martín, San Antón y San Marcos que se acabaron incorporando a la Sacramental (en 1609). Algunas de ellas siguen existiendo residualmente en la actualidad, cuya participación se restringe a festividades muy concretas.
Actualmente son cuatro las cofradías consideradas penitenciales que se encargan de organizar la Semana Santa, junto a la parroquia:
- Cofradía de la Santa Vera Cruz, San Sebastián y San Roque: su origen se remonta a la fusión, en 1609, de dos cofradías bajo la misma advocación de la Vera Cruz. La primera cofradía de la Vera Cruz, de carácter devocional y de origen medieval, se habría fusionado ya en 1545, por mandato del obispo Cabeza de Vaca, con la cofradía de San Sebastián y San Roque. Con sede en la ermita de la Vera Cruz, su culto se centraba sobre todo en la celebración de la Cruz de Mayo (3 de mayo), cuya celebración era voto de villa ya desde el siglo XV. Finalmente, ésta se fusionaría también en 1609 con una cofradía penitencial del mismo nombre, la Vera Cruz de disciplinantes, fundada en 1521 y con regla canónicamente aprobada el 27 de abril de 1542, fundada en el convento de San Agustín. Conserva una indumentaria muy original, pues está formada por la Nafaya, una túnica negra con nueve volantes blancos en cada manga, en alusión a la novena dedica a la Virgen, un babero blanco con su emblema, el crucifijo colgado de un lazo morado y provisto de una vara rematada de una cruz. Su sede fue la capilla dedicada a Jesús Nazareno en el convento de San Agustín pero, actualmente, tras su desamortización, se encuentra en la ermita del Cristo, posiblemente la antigua sinagoga de Dueñas. Al tratarse de la más antigua, conserva interesantes tradiciones de raigambre medieval como los revoloteos de bandera y las venías a la virgen durante la procesión del Jueves Santo.

- Cofradía de Nuestra Señora de los Remedios y de Onecha: fundada en el siglo XVI, es el resultado de la fusión de dos cofradías, una dedicada a la Virgen de los Remedios (8 de septiembre) y otra a la Virgen de la O (18 de diciembre), patrona de la localidad, y a la de Onecha (15 de agosto), advocación de carácter local con una ermita sita en el término municipal que lleva dicho nombre. Tiene su sede en la ermita de los Remedios, más conocida como el Ojo de la Virgen por encontrarse ubicada en la única puerta de la muralla medieval que se conserva. Su indumentaria está formada por una túnica beige, capa granate y medalla.
- Cofradía de Nuestra Señora del Rosario: fundada por trece hermanos cofrades en 1588. Tenía su sede en el convento de San Agustín. Teniendo a su cargo la celebración de una memoria en honor a Santa Ana.
- Cofradía del Santo Sepulcro: fundada en 1988, visten túnica blanca con escudo bordado en el costado izquierdo, anudada con cordón rojo, capa blanca con escudo y medalla, incorporando desde 2007 algunos cofrades capiruchos. Cuentan también con una "Banda de Cornetas y Tambores".

Todas ellas participan conjuntamente en todas las procesiones, encargándose cada una se encarga de la organización de determinados actos que pasamos a exponer:
- Viernes de Dolores. El jueves previo, la cofradía de la Vera Cruz traslada a su imagen mariana a la parroquia para la celebración de una novena en su honor. Desde este jueves y hasta el día de Viernes Santo se escuchará al caer la noche el sonido de las cornetas por todo el pueblo. Los trompeteros de la cofradía avisarán a los cofrades con cargo que la virgen está expuesta para la novena y que deben de ir a rezar a la iglesia. El último día de novena, la virgen será traslada a la ermita del Cristo al sonido de la esquila, así como de la bandera negra de la cofradía. Dando inicio así a los actos procesionales.

- Domingo de Ramos. Este día la cofradía del Santo Sepulcro organiza la procesión conocida popularmente como "la de al Borriquilla" ,sacando en procesión una talla realizada en este siglo. Se traslada desde la parroquia hasta la capilla del hospital de Santiago (antiguo colegio de madres teresianas) para proceder a la bendición de las palmas y ramas de olivos. Es costumbre entre los jóvenes y más pequeños estrenar una prenda de vestir, creyéndose popularmente que les cortarían las manos en caso contrario. Terminados los actos es costumbre colgar los ramos bendecidos en las puertas de las casas.

- Martes Santo. Desde 1986, la cofradía del Santo Sepulcro organiza un Vía Crucis viviente (germen de fundación de esta Cofradía). En sus orígenes se desarrollaba en los entornos de los barrios de bodegas, siendo una celebración bastante arraigada entre los botijeros. En años recientes, los niños han tomado protagonismo y, junto con todas la cofradías, se organiza este acto que recorre gran parte de la localidad.
- Miércoles Santo. Previo al rezo del Santo Rosario, la cofradía de la Vera Cruz procede al traslado de sus pasos procesionales hasta la parroquia. Todo ello con el tradicional ceremonial heredado de época medieval: revoloteos de la bandera, venias a la virgen y el toque de esquila, así como de las trompetas al paso de la procesión. Estos Santos quedarán expuestos en la iglesia hasta el día de Viernes Santo.
- Jueves Santo. Es el día principal de la Vera Cruz. Cerca de las 3 de la tarde, el muñidor y los trompeteros recogen a los cofrades con cargo en sus casas. Siendo invitados estos a un café y pastas antes de la Santa Misa. Esta procesión de Jueves Santo está datada documentalmente desde el siglo XVIII, pero su origen es mucho anterior y hacía estación en todas las ermitas de la Villa. En la actualidad sacan a hombros las tallas de Jesús Nazareno, Jesús Crucificado, la Virgen de los Dolores y el paso del Ecce Homo de Diego de Siloé. Destaca en esta procesión los revoloteos a la bandera y venias a la virgen en cada iglesia y ermita por la que pasa la procesión. Así como los bailes de los pasos del Ecce Homo y Jesús Nazareno ante la puerta del Convento de San Agustín, lugar de origen de la cofradía y casa de estas tallas procesionales. Terminada la cena, todos los hermanos cofrades compartirán una cena consistente en alubias, pan, agua, vino y aceitunas. A las 12.00 de la noche y para terminar los actos, saldrán a recorrer las mismas calles que en la procesión vespertina solo con el acompañamiento de la esquila. Es la llamada procesión del silencio.

- Viernes Santo. En este día comparten protagonismo la cofradía del Santo Sepulcro y la cofradía de los Remedios. Sacan en procesión el Cristo Yacente de la escuela de Gregorio Fernández, además de la Cruz Desnuda o "Sabanilla", la Virgen de los Remedios y dos Cristos, tallas recuperadas del abandonado convento de San Agustín y restauradas por la cofradía del Santo Sepulcro. Destaca el toque de oración al paso de la procesión por el convento de San Agustín. Finalizan los actos con la meditación ante la Dolorosa y el canto de la Salve.

- Domingo de Pascua. la del Rosario organiza la procesión del Domingo de Resurrección, más conocida como "Procesión del Encuentro" entre el Resucitado y la Virgen del Rosario. Tras recorrer calles diferentes, los cortejos se encuentras en la Plaza de España. Allí y tras las correspondientes venias, las imágenes regresan mirándose a la Iglesia.

### Archivo Municipal
El Archivo Municipal de Dueñas (AMD) se encuentra depositado en la Biblioteca Municipal de la Casa de Cultura “Ana García”, alojados ambos en lo que fueron parte de las dependencias conventuales del monasterio de San Agustín. Los fondos fueron trasladados desde su anterior ubicación, en dependencias del ayuntamiento, al no reunir las condiciones adecuadas para su conservación.
La catalogación e inventariado de este archivo se llevó a cabo en 1996 a través de un proyecto sufragado por el Excelentísimo Ayuntamiento de Dueñas con la ayuda de la Diputación de Palencia. La empresa encargada de los trabajos respetó la clasificación existente para los archivos municipales en cuatro grandes bloques: Órganos de gobierno, Secretaría, Hacienda y Varios.
En el archivo podemos diferenciar varios niveles, un fondo administrativo o de gestión y otro histórico. El archivo histórico (anterior a 1845) está ubicado en una sección especial que recibe el nombre de Instalación Especial (I.E) formada por un total de 192 cajas. Entre la documentación conservada cabe destacar la colección de pergaminos medievales, conservados en un planero. La colección de pergaminos está formada por 15 documentos, datando el más antiguo del reinado de Alfonso XI, de 1322. Por desgracia, todos ellos han perdido el sello pendiente de plomo. Asimismo, el archivo conserva abundante documentación seriada desde finales del siglo XVI. Así, por ejemplo, las actas de sesiones de consejos se conservan desde 1582, conservándose también numerosos protocolos notariales de los cuatro escribanos del número de la villa (desde 1499) e, incluso, pleitos judiciales de la audiencia de la localidad, así como la habitual documentación municipal (censos de población, quintas de soldados, proyectos y licencias urbanísticas, libros de cuentas, aforos del vino o los libros del catastro de la Ensenada).